# Història del cristianisme a Espanya

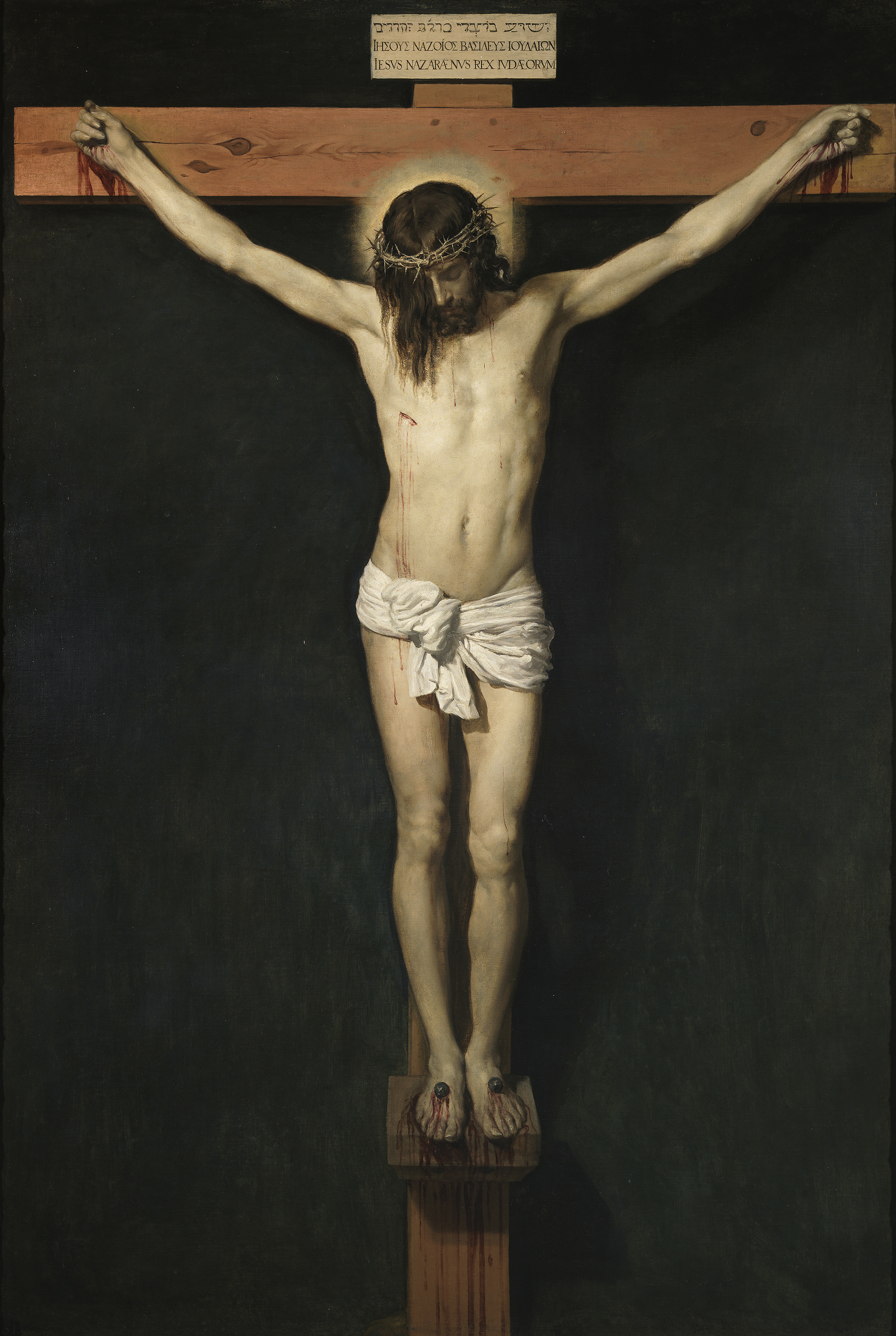
Crist crucificat, de Diego Velázquez.

El cristianisme a Espanya té una llarga història de gairebé dos mil anys, segons la llegenda que remunta els seus orígens a l'evangelització de la península Ibèrica, al segle i, per l'apòstol Jaume el Major (connectat a les històries de la Mare de Déu del Pilar de Saragossa i del miraculós transport del seu cadàver fins a Compostel·la), i per Sant Pau, el viatge del qual a Hispània és improbable, però de qui almenys consta la seva voluntat expressa d'emprendre'l:
| «                           | «Així, doncs, quan hauré complert aquesta missió i els hauré consignat el fruit de la col·lecta, passaré a visitar-vos tot anant cap a Hispània. | » |
| — Epístola als Romans, 15,8 | |   |

## Introducció
Després d'haver estat imposat com a religió oficial al darrer segle de l'Imperi Romà, el cristianisme va patir les vicissituds d'una llarga edat mitjana, que començà experimentant la segregació entre l'arrianisme que portaven els invasors germànics i el catolicisme dels hispanoromans (fins a la conversió de Recared el 586), per passar a enfrontar-se amb l'islam a la Reconquesta, període en què van ser-hi presents tant la tolerància com els intents d'erradicació entre religions alternativament dominants.
La conformació dels regnes que acabaren reunint-se en la Monarquia d'Espanya de l'Antic Règim es feu en gran manera a través de la construcció d'una personalitat fortament religiosa, representantiva del domini social del grup que s'identificava a si mateix amb el concepte ètnicament excloent de cristià vell, i que desembocà en el que s'ha dit política de "màxim religiós" dels Reis Catòlics, incloent-hi la creació de la Inquisició espanyola, l'expulsió dels jueus i el bateig forçós dels moriscos, així com una forta reforma institucional del clergat, a càrrec del cardenal Cisneros. L'Església espanyola a l'edat moderna fou des d'aleshores un mecanisme disciplinat i al servei de la monarquia i dels estaments privilegiats, poc accessible a les innovacions de la Reforma Protestant, que només va arribar a cercles minoritaris (alguns, àdhuc amb poca relació amb el luteranisme, com els alumbrados), amb la qual cosa els conflictes d'Espanya no foren comparables als que va haver-hi a França, Anglaterra, Alemanya o Hongria en aquelles mateixes èpoques. Espanya, garantit el consens interior en matèria religiosa gràcies al ferri control social, fou un ferm bastió del catolicisme romà, que els reis del Casal d'Àustria reclamaven defensar en llurs guerres exteriors a Europa (contra luterans o anglicans, tot i que de vegades arribessin a enfrontar-se a la catòlica França o als propis Estats Pontificis), a la Mediterrània (contra els turcs) i en la colonització d'Amèrica (justificada com a evangelització, no sense reflexions en contra, com la de Bartolomé de las Casas).
Altrament, sí que va haver-hi fortíssims debats, com el que es donà sobre l'erasmisme, connectat a la resistència a la modernització en els ordes religiosos. Durant el segle xvi se suscità un moviment reformista de caràcter místic en què s'hi implicaren amb no pocs enfrontaments els carmelites de Santa Teresa de Jesús i Sant Joan de la Creu; també en el context de la Contrareforma fundà Sant Ignasi de Loiola la molt influent Companyia de Jesús. La complaent imatge d'una Espanya "més papista que el Papa" o "martell d'heretges, llum de Trento, espasa de Roma", amb ciutats que es disputaven la primacia en el fervor marià (vots assumpcionista i concepcionista), tingué la seva caricatura en la Llegenda Negra que fixà l'estereotip de l'espanyol com adust, cruel, intolerant i supersticiós. La majoritària identificació d'allò espanyol amb la versió més rància del catolicisme, o la minoritària resistència, va influenciar part de la mentalitat i de la literatura espanyoles: segles més tard, Valle Inclán plasmà en tres adjectius el retrat d'aquest etern i quixotenc senyoret espanyol, el Marqués de Bradomín com "lleig, catòlic i sentimental". Amb la caiguda de l'absolutisme i de l'abolició de la Inquisició al segle xix es produeix també l'aparició de les primeres comunitats protestants a Espanya, que en principi són només tolerades amb severes restriccions per a la pràctica del culte.
La crisi de l'Antic Règim, rematat per les Guerres Carlines, destruí les bases econòmiques i el monopoli ideològic i intel·lectual del clergat, així com bona part del consens social existent fins aleshores, que ja es pot parlar de l'edat contemporània de les Dues Espanyes, que tenien en l'oposició anticlericalisme/catolicisme integrista una de les esquerdes separadores que les conduïren a una Guerra Civil, quan l'Església i el clergat foren víctimes d'una violentíssima repressió per part dels republicans, fins al punt que arran d'aquesta persecució religiosa durant el pontificat de Sant Joan Pau II es recordà mitjançant diverses canonitzacions massives.
Per al primer franquisme, el nacionalcatolicisme fou una de les seves principals senyeres d'identitat. Després del Concili Vaticà II, la jerarquia catòlica apareix dividida entre una orientació progressista i una altra de conservadora (sense que aquesta diferència, com la que també hi ha entre una orientació centralista i una altra de més propera als nacionalismes perifèrics li impedeixi mantenir la unitat estretament coordinada i controlada des del papat). Simultàniament, les comunitats cristianes de base s'alineen clarament amb l'oposició al franquisme. La Transició suposà la plena llibertat religiosa segons la Constitució del 1978, que ella no obstant, reconeix la peculiar condició de l'Església Catòlica, protegida en qüestions relatives al finançament i a l'ensenyament (concerts educatius i assignatura de religió), la qual cosa ha donat origen, ja en plena democràcia, a alguns enfrontaments amb mobilitzacions massives de diverses tendències. D'altres qüestions que separen la Conferència Episcopal Espanyola dels successius governs han estat afers relacionats amb la moral, com el divorci, l'avortament o la unió civil de persones del mateix sexe.
No han estat tant les conversions sinó la recent incorporació a la societat espanyola de nombrosos contingents d'immigrants el que ha ampliat la presència de confessions cristianes no catòliques, sense conflictes significatius, a més d'aportar una nombrosa població musulmana de més problemàtica integració. Però el desafiament més gran a la personalitat cristiana d'Espanya és la secularització de la societat, creixent des de certes postures extremistes i populistes. Tanmateix i malgrat aquesta secularització, sovint forçada per part de les institucions públiques, Espanya ha mantingut una pervivència de les tradicions de religiositat popular, vertebradores de la identitat local de la pràctica totalitat dels pobles i regions espanyoles, i de noves institucions amb presència social decisiva, com Càrites, col·legis religiosos, mitjans de comunicació... que fan del cristianisme, en la seva versió catòlica, un important referent ideològic i social encara al segle xxi.

## Hispània romana

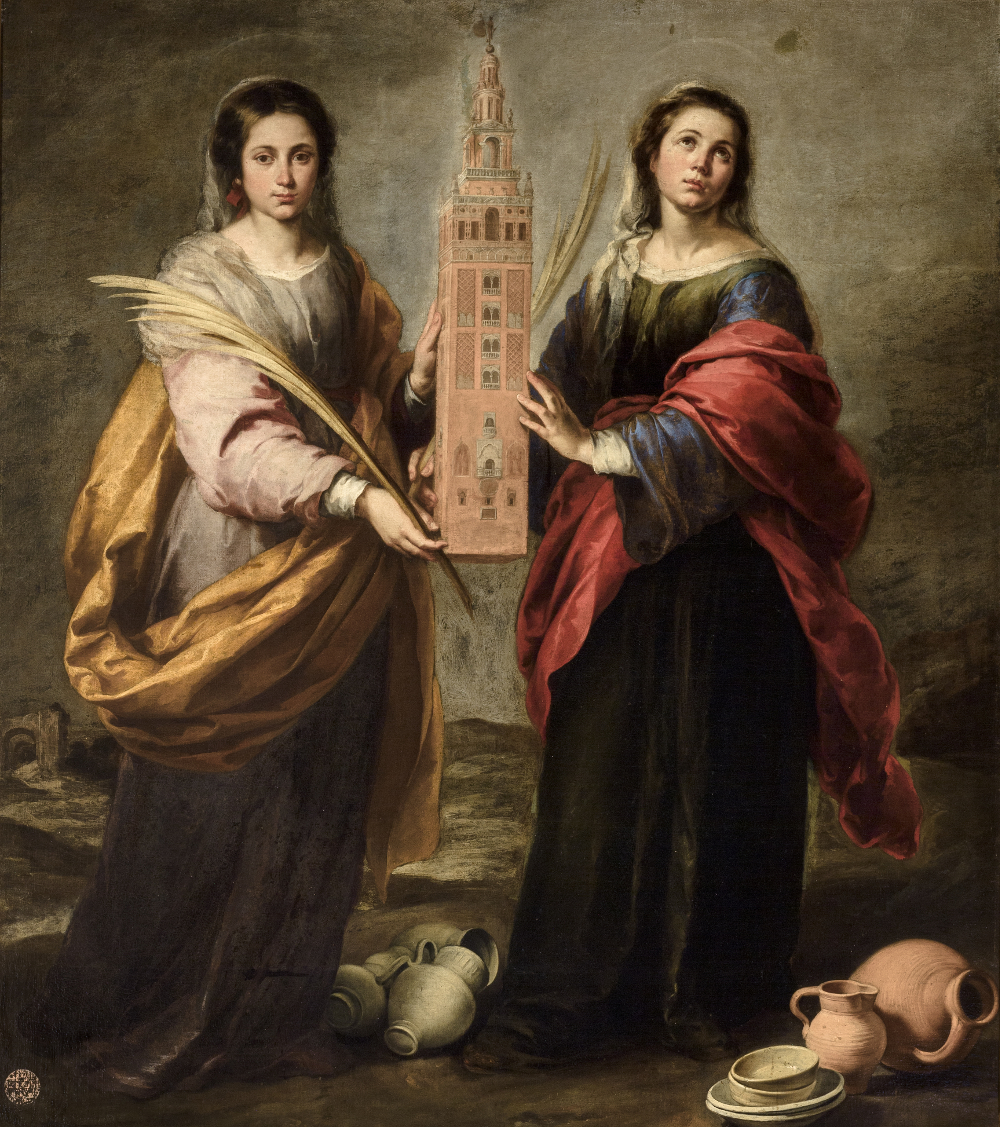
Santa Justa i Santa Rufina, de Murillo, sostenen la Giralda com co-patrones de Sevilla.

### Tradicions apostòliques
Són molt nombroses les tradicions, més o menys llegendàries, algunes recollides per autors antics (Sant Climent Romà, Sant Jeroni, Sant Ireneu, Orígenes, Tertul·lià…) que fan remuntar a dates molt antigues l'arribada del cristianisme a uns o altres llocs de la península ibèrica. Actualment se les considera poc més que llegendes sense base, el propòsit de les quals hauria estat el de legitimar l'església hispana amb una major proximitat apostòlica, és un anhel per mantenir la seva independència front a Roma. Les més importants són:
- La predicació de Jaume el Major: una tradició tardana recollida per Sant Isidor de Sevilla i Beat de Liébana, però no per Gregori de Tours o Venanci Fortunat, que es considera sense base.
- L'arribada de Pau de Tars: la tradició recull que Pau desembarcà a Tarraco, i algunes fonts recullen el nom dels primers conversos, dues dones: Xantipa, dona del prefecte Probus, i la de la seva germana Pol·lixena. Les fonts que refereixen aquests fets han estat criticades des d'antic pels historiadors, com Marcelino Menéndez y Pelayo, que indica a Simeó Metafrastes (autor de poca fe), i el Menologi grec.[3] La persistència de les referències sembla estat sustentada per la Carta als Romans (any 58), en la qual Pau narra el seu desig d'anar a Hispània. Atès el prestigi del text, molts autors cristians primitius el citen o el glossen, afegint-hi informació d'impossible comprovació (Ciril de Jerusalem, Sant Epifani, Sant Jeroni, Joan Crisòstom, Teodoret de Cir i Climent I a Canon Muratorio i Acta Pauli).[4] No obstant això, alguns autors indiquen que, en el cas d'haver-se produït, es limità a un contacte amb les comunitats jueves.[5]
- Els set barons apostòlics, que haurien estat enviats per Sant Pere: Torquat, Ctesifont, Indaleci, Segon, Eufrasi, Cecili i Hesiqui.[6] Entre ells Sant Cecili, que alguna font considera anacrònicament com a bisbe de Granada, fou martiritzat.[7] El destí dels altres pogué ser també el martiri, tot i que en això discrepen el Martirologi de Lió i els Calendaris mossàrabs, per als quals són simplement doctors de la fe.[8] Resultat de l'arribada dels set barons a Acci (Guadix, Granada), seria la primera conversió completa d'una ciutat, després de l'enfonsament miraculós d'un pont que va salvar-los d'una persecució. També aquí hauria estat una dona noble la primera conversa: Lupària. Després d'això, els set barons es van escampar, quedant Torquat a Acci, Segon a Abula (Abla, Almeria), Indaleci a Urci (Torre de Villaricos), Ctesifont a Vergi (Berja, Almeria), Eufrasi a Iliturgis (Cuevas de Lituergo), Cecili a Ilíberis (Elvira, Granada) i Hesiqui a Carcesi (Cieza, Múrcia).[9] La identificació d'aquestes localitats és molt insegura: segons d'altres fonts, Carcesi o Carcere és Cazorla (Jaén), Urci és Pechina (Almeria) i Iliturgi Andújar (Jaén).[10][11]

### Origen africà
Tot i acceptant l'arribada de Pau, l'expansió del cristianisme primitiu a Hispània té estretes relacions amb els soldats de la Legió VII Gèmina i de les comunitats cristianes d'Àfrica, a més de la influència decisiva de la patrística oriental. El seu vehicle d'expansió seria l'element militar, a través de la via de la plata i les seves interconnexions amb Gal·lècia i Cesaraugusta. S'han trobat diversos trets d'influència africana en el cristianisme hispànic primitiu: l'anàlisi filològica dels primers documents de l'Església (com les actes del Concili d'Elvira), l'arquitectura de les primeres basíliques, l'element militar i origen africà dels primers màrtirs hispànics, i fins i tot característiques de la pròpia litúrgia.
Els testimonis més antics de la presència del cristianisme a Hispània són els d'Ireneu de Lió, Tertul·lià i la Carta LXVII de Sant Marcial, bisbe de Cartago (254, en plena persecució de Deci), en què condemnava els bisbes libel·làtics Basílides d'Astorga i Marcial de Mèrida.
Amb tot, mostra de com des dels orígens i d'extens fou la cristianització, sobretot en zones urbanes, són els màrtirs de les persecucions de final de segle iii i començament del segle iv, com els Sants Nens Just i Pastor a Complutum (Alcalá de Henares) o Justa i Rufina a Sevilla; i concilis com el ja citat d'Elvira (de data incerta, entre el 300 i el 324, en el primer cas seria anterior a la persecució de Dioclecià i en el segon posterior a l'Edicte de Milà de Constantí I el Gran). En els seus 81 cànons, tots disciplinaris, es troba la llei eclesiàstica més antiga concernent al celibat del clergat, la institució de les verges consagrades (virgines Deo sacratae), referències a l'ús d'imatges (d'interpretació discutida), a les relacions amb pagans, jueus i heretges, etc. Possiblement el primer martiri amb constància documental ocorregué el 21 de gener del 259 a l'amfiteatre de Tarraco, on foren cremats vius el bisbe Fructuós i els diaques Auguri i Eulogi (persecució de Valerià i Galiè).
Els cristians hispans tingueren oportunitat d'arribar a càrrecs de responsabilitat a l'església romana: la tradició reivindicada per al seu patronatge situa a Osca el lloc de naixement de Llorenç màrtir (diaca romà mort el 258), fins i tot un text apòcrif atribuït a Donat Servità el situa a València, on hauria fet arribar el Sant Greal per ordre del Papa Sixt II.
El 2006 es descobriren unes restes arqueològiques polèmiques trobades al jaciment d'Iruña-Veleia (proper a Iruña de Oca, Álava) que semblen representar una escena de la passió de Jesús, les sigles RIP i altres signes i paraules pròpies del cristianisme (d'una manera anacrònica i impròpiament emprades), d'una cronologia excepcionalment primerenca (segle iii), que si fossin certs, els convertirien en els més antics no només d'Espanya, sinó del món, com continua sostenint el director del jaciment, que insisteix en la veracitat de les restes.

### Triomf del cristianisme i decadència de l'Imperi
La instauració del cristianisme com religió oficial de l'Imperi amb l'edicte de Flavi Teodosi, emperador d'origen hispà, feu que s'estengués en perjudici dels cultes pagans. La cristianització dels temples, espais sagrats i festivitats de cultes anteriors produí un sincretisme en què pervisqueren ritus i divinitats precristianes, sobretot en la religiositat popular, que de vegades han pogut ser rastrejats.
La crisi del segle iii produí una ruralització de la societat i una retracció de les institucions romanes urbanes, l'espai de les quals és ocupat en bona part per la institució episcopal. L'atracció per la vida monàstica al camp tampoc no és aliena dels interessos econòmics dels latifundis i de l'emergent mode de producció feudal que substitueix l'esclavista, sobretot en el període següent a les invasions. A partir d'aquests moments, enmig de la descomposició de l'Imperi, es produí l'arribada a Hispània de diferents versions del cristianisme: l'arrianisme de sueus i visigots i l'aportació d'una influència migratòria d'accés més pacífic que hi arribà per una ruta tan insospitada com l'atlàntica (diòcesi de Britònia, creada entre Astúries i Galícia per cristians de Bretanya).
| «                                                                                    | Credo in unum Deum, Patrem omnipotentem, factorem caeli et terrae, visibilium omnium et invisibilium; Et in unum Dominum, Iesum Christum, filium Dei unigenitum, et ex Patre natum ante omnia saecula; Deum de Deo, Lumen de Lumine, Deum verum de Deo vero, genitum non factum, consubstantialem Patri, per quem omnia facta sunt | » |
| — Symbolum Nicaenum, Credo definit al Concili de Nicea, presidit per Osi de Còrdova. | |   |

Entre l'elit intel·lectual de l'època final de l'Imperi, cal comptar-hi alguns hispanoromans entre els clàssics cristians, com Osi (polemista conra Arri i autor del Credo del Primer Concili de Nicea, el qual va presidir el 325) o Pau Orosi (historiador agustinista i polemista contra Priscil·lià). El propi Priscil·lià, oposat al papa Damas I (d'origen també hispà), obre la llarga llista d'heterodoxos hispans que estudià Marcelino Menéndez y Pelayo, com heresiarca del priscil·lianisme, condemnat pels concilis de Saragossa (380) i de Burdeus, i posteriorment executat el 385 després de suportar un dels primers processos de tortura, que pot considerar-se un precedent de la inquisició medieval.

## Pobles germànics

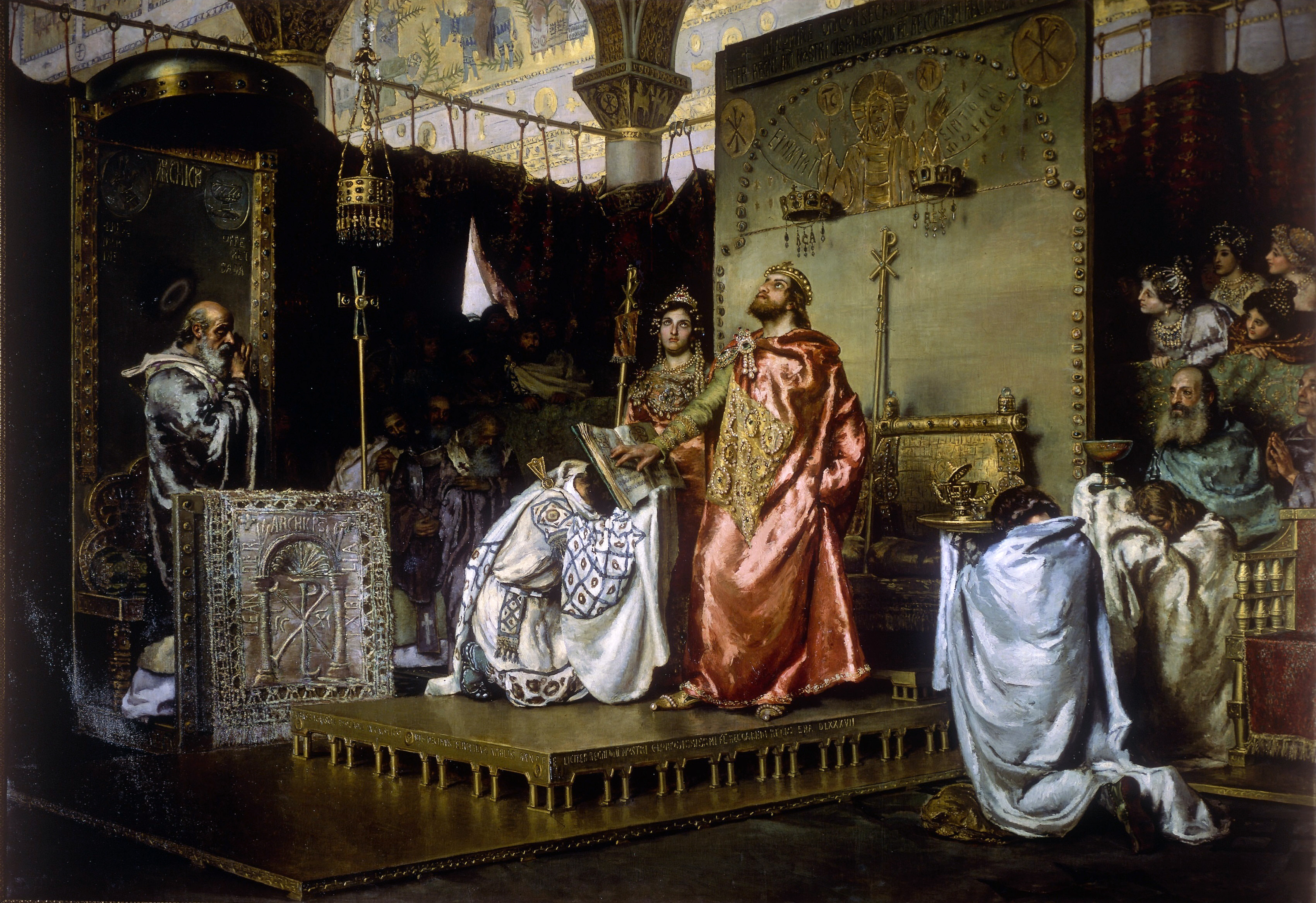
La Conversió de Recared, en una pintura històrica d'Antonio Muñoz Degrain (1887).

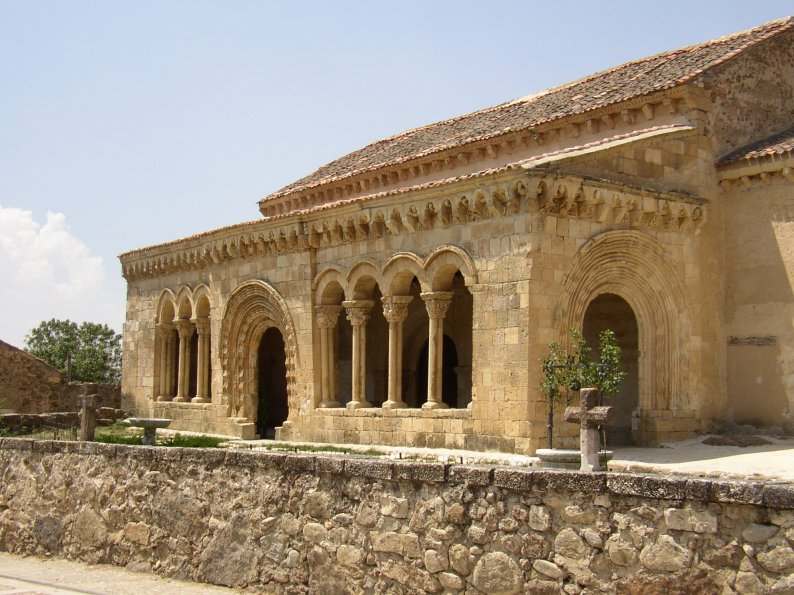
Pòrtic de l'església de Sotosalbos (Segòvia). Tot i que és diversos segles posterior i el seu estil arquitectònic és el romànic, s'hi observa la permanència de la forma originada per les funcions funerària i penitencial que aquesta part de l'església tenia en època visigoda.

L'arribada de les invasions germàniques del segle v causà el final de l'Imperi a Hispània i la gran destrucció de vides i de propietats, tant civils com eclesiàstiques, a més de contribuir en el terreny teòric a la reflexió providencialista. Sobretot, emperò, va influir en el terreny religiós per l'arribada de dos pobles que s'havien cristianitzat en l'arrianisme: els sueus, assentats al nord-oest, i els visigots, principalment al centre de la península (amb capital a Toledo). Ambdós pobles començaren amb una estratègia religiosa d'exclusió, aprofitant la circumstància de les subtils diferències teològiques i rituals (unió hipostàtica, trinitat, bateig per immersió) per proscriure àdhuc els matrimonis mixtes (la qual cosa garantia la segregació dels invasors, minories dominants, dels hispanoromans, majoria dominada). En tots dos casos s'hi produïren tensions internes que menen a l'adopció del catolicisme per la persona dels reis, que són seguits pel poble. En el cas dels visigots, la mort d'Hermenegild pel seu pare Leovigild, és seguida per la conversió de Recared el 586. L'església serà a partir d'aleshores protegida per la monarquia, que és present en l'origen de la recorrent imbricació de l'Església i l'Estat en la història d'Espanya, tot i que tenia el seu origen en l'etapa constantiniana i fou recollida per altres pobles germànics, com els francs. En són un bon exemple els Concilis de Toledo: eren convocats sempre pel rei, que obria les sessions amb el seu discurs i s'hi abstenia després de deixar-hi el tom regi que indicava els temes a tractar (de caràcter religiós però també civil) i confirmava els cànons de la promulgació d'una llei (lex in confirmatione concilio) per donar-los valor civil. Hi acudien els bisbes o els seus representants, però també abats de monestirs i nobles de l'Aula Règia i l'Officium palatinum. Sense signar les actes, hi assistien sacerdots, diaques i seglars pietosos.
Varen destacar a nivell europeu les figures de Sant Ildefons (bisbe de Toledo, teòric de la mariologia), Sant Isidor (bisbe de Sevilla, amb una obra de pretensions encilopèdiques, Etimologies) i Sant Brauli (bisbe de Saragossa, que tingué amb l'anterior una fecunda relació epistolar). L'extensió del cristianisme es produeix fins i tot en territoris on la seva presència no hi era encara gaire arrelada, com a zones apartades de la serralada cantàbrica, a través dels eremites.
Una àmplia nòmina d'eclesiàstics d'alta formació intel·lectual, com Leandre, Sant Isidor (germà de l'anterior, i dels altres quatre sants de Cartagena), Fructuós de Braga o Joan de Biclar, compongueren regles monàstiques per organitzar unes institucions cada cop més nombroses a les zones rurals que s'adaptaven perfectament a les condicions econòmiques i a les demandes socials. El clergat secular s'institucionalitzà jeràrquicament, amb diòcesis ben repartides pels nuclis urbans que esquitxaven el territori i amb centre a Toledo. Els temples eren dotats amb un terreny patrimonial que permetia la supervivència del sacerdot: a la llei canònica per a aliment (ad cibarium) s'indicava un recinte de setanta-dues passes al voltant de l'atri, que aniria modificant-se en extensió i situació. Al II Concili de Toledo ja s'hi reflectien alguns conflictes: Si un clergue es comprova que s'ha fet algun hort o alguna vinya a les terres de l'esgl´sia per al seu propi consum, que el posseeixi fins al dia de la seva mort... restituirà a l'Església allò que li pertany i no el deixarà a cap dels seus hereters. Al XII Concili de Toledo, la prevenció anava en el sentit d'atorgar protecció jurídica: que ningú no s'atreveixi a treure d'allà els que es refugiaren a l'església o hi són, ni a causa cap mal als que es troben en lloc sagrat, sinó que es permetrà a aquells que s'hi refugien moure's lliurement dins d'una distància de trenta passes, des de les portes de l'església, dins les quals trenta passes, al voltant de qualsevol església, es guardarà la deguda reverència. La litúrgia, que pot denominar-se hispànica més que no pas visigoda, perviurà amb els mossàrabs. Tot en conjunt feu que la cultura hispanoromana pervisqués, constituint una església nacional amb personalitat pròpia front a la normativa que la cúria romana acabaria per imposar a tota l' Europa Occidental.
En alguna qüestió l'església hispana tenia diferències marcades: per exemple, era molt rigorosa amb l'expiació de les culpes dels penitents, que havia de ser pública. Per això participaven en una cerimònia especial d'imposició de mans i se'ls impedia l'assistència a la missa (així com a les dones "impures" quaranta dies després del part i els catecúmens), havent d'emprar un espai arquitectònicament destacat a l'exterior del temple i que també tenia ús funerari: el pòrtic (que seguirà essent una característica en el romànic segovià, per exemple) fins a una nova cerimònia pública de reconciliació, que exigia la màxima humiliació i contrició. Dins de l'església, tres espais apareixien separats amb barreres o enreixats, la primera semblant a l'iconostasi de l'església oriental (tot i que probablement no s'emprava com a suport d'icones) i que convertia la consagració en un ritual secret o misteriós. Les naus laterals permetien una circulació fluïda d'una gran part dels assistents (penitents i catecúmens) que escoltaven la lectura dels Evangelis i, després de l'epístola havien d'abandonar el recinte, on quedaven els catòlics (amb ple dret de participar en els oficis religiosos).
| «                       | Que el bisbe i el levita combreguin davant de l'altar, el clergat al cor, i el poble fora del cor | » |
| — III Concili de Toledo |                                                                                                   |   |

| «                      | Alguns diaques arriben a tal supèrbia que s'avantposen als preveres i intenten col·locar-se davant al primer cor... per tant, perquè reconeguin que els preveres els són superiors, tant els uns com els altres, pertanyin a un cor o a l'altre. | » |
| — IV Concili de Toledo | |   |

## Al-Àndalus i els regnes cristians del nord

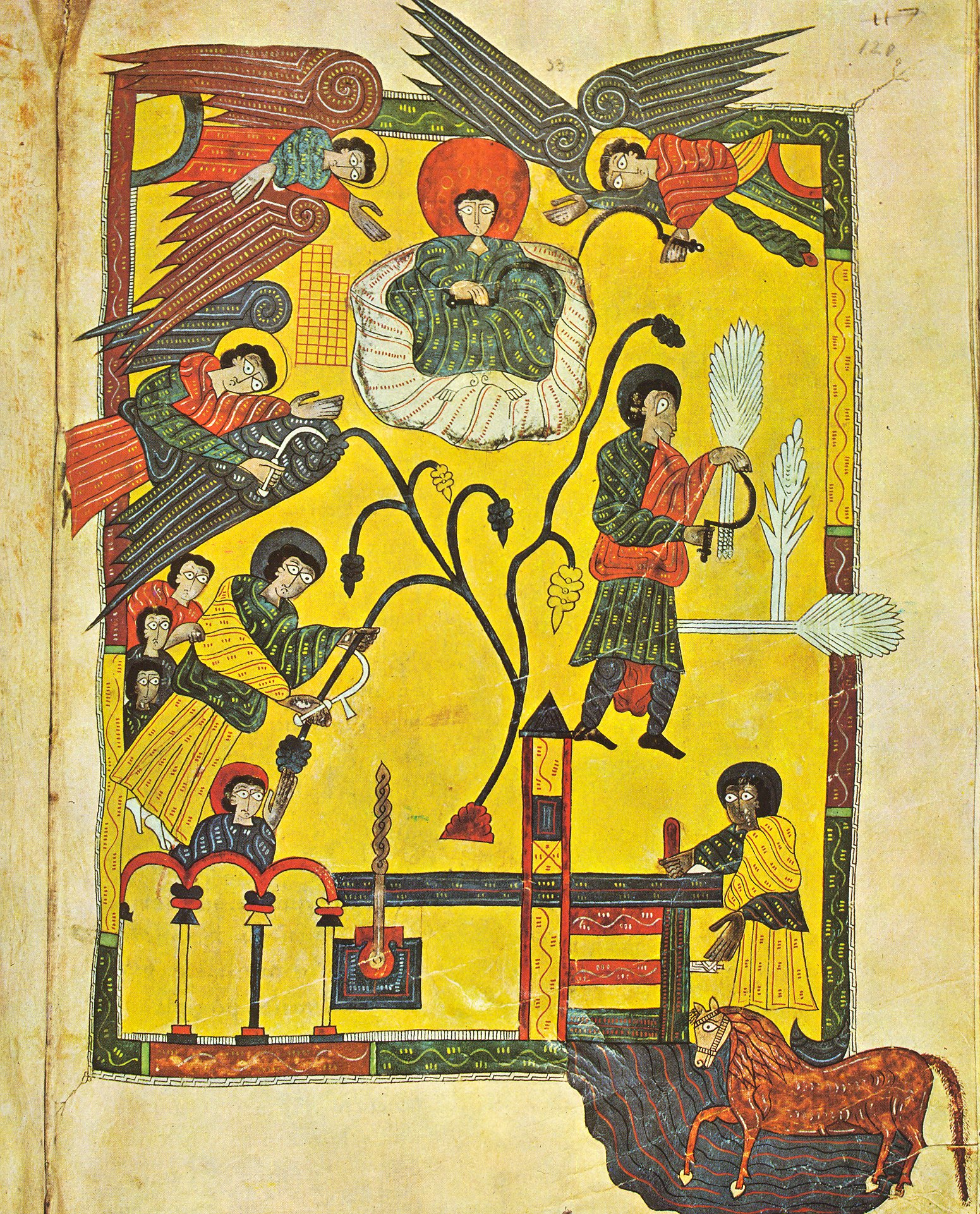
Il·lustracin del Beat de l'Escorial, un dels exemplars de l'escriptori de San Millán del comentari de Beat de Liébana a l'Apocalipsi.

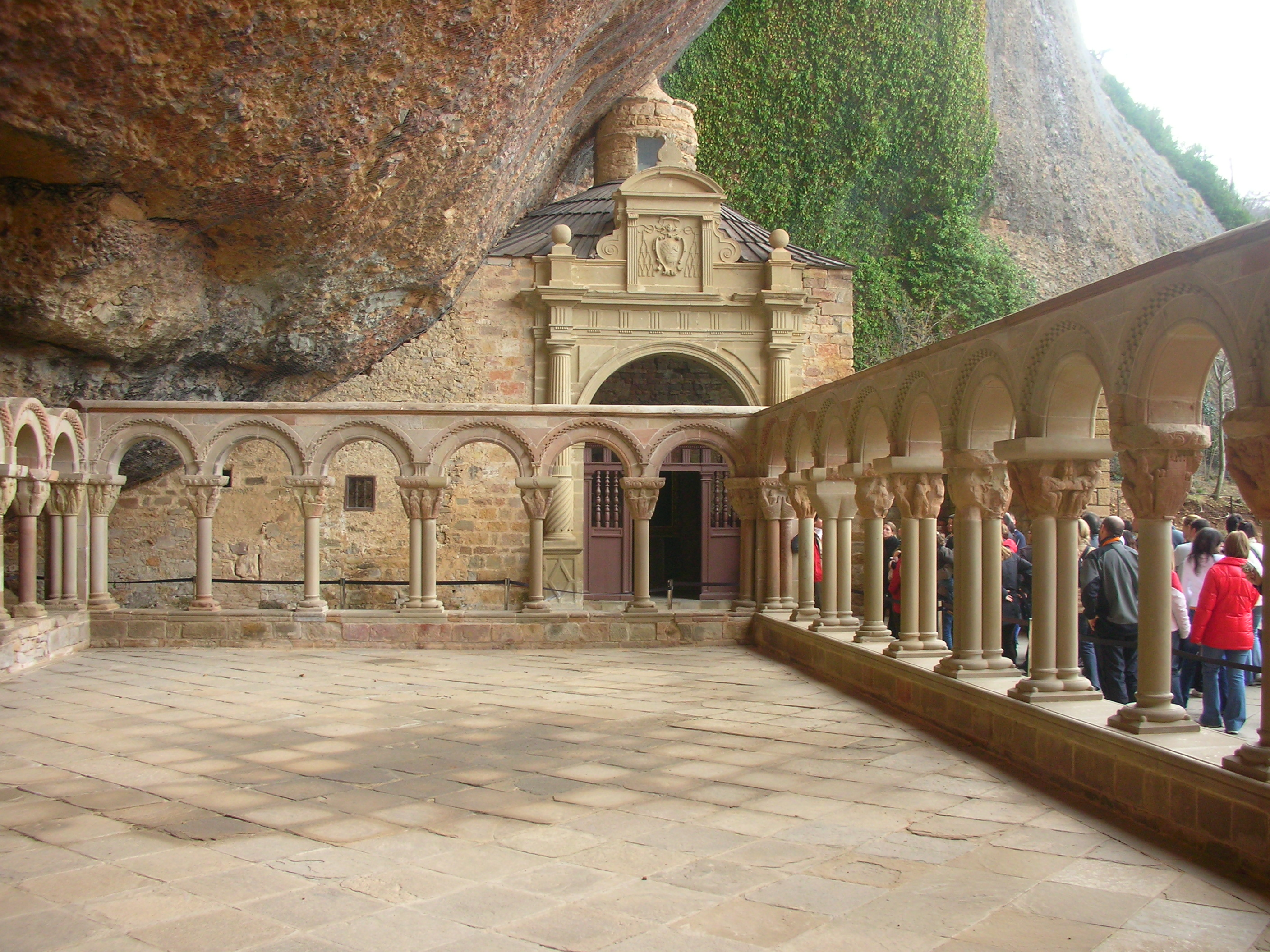
Claustre de Sant Joan de la Penya, Osca. Els petits regnes cristians reduïts a les muntanyes del nord al es convertiren al en una força més poderosa que els regnes taifes del sud, i la religió que representen s'estén i s'imposa.

### Cristianisme arraconat
La substitució dels visigots pels àrabs com a minoria dominant a la major part de la península ibèrica a començament del segle viii no va suprimir pas la religió cristiana. Els mossàrabs conservaren llurs esglésies (tot i que les catedrals es convertiren en mesquites) i àdhuc el bisbe metropolità de Toledo continuà mantenint la seva prelació sobre les seus dels regnes independents del nord en els primers temps.
Això va canviar quan els reis d'Astúries, que havien consolidat la seva autoritat sobre un territori relativament extens, posaren en pràctica un ambiciós programa ideològic en què la religió hi tenia un paper important: alhora que es justificava la legitimitat de la monarquia per la seva "herència gòtica", s'insistia en els seus orígens sobrenaturals (intervenció de la Verge de Covadonga a la batalla que suposà la creació del regne). Poc després es va produir la invenció del sepulcre de Jaume, que feu iniciar les peregrinacions i el Camí de Sant Jaume, alhora que s'aconseguia el triomf en la polèmica teològica sobre l'adopcionisme (potser un intent sincrètic entre catolicisme i arrianisme més conciliable amb la concepció unitària de Déu en l'islam), en la qual Beat de Liébana aconseguí el suport de la cristiandat europea front als mossàrabs de Toledo. Els nuclis pirenaics (Navarra, Aragó i els comtats catalans) depenien més estretament de l'Imperi Carolingi, tant en l'aspecte polític (relacions de vassallatge) com en qüestions eclesiàstiques.
Les institucions eclesiàstiques, especialment les seus episcopals restaurades —Lugo, Valpuesta, Seu d'Urgell, Ausona (Vic)— o de nova creació —Oviedo, Santiago de Compostel·la—, i els monestirs, tingueren un paper decisiu en les primeres etapes del moviment repoblador —aprisions al nord de la Mesta nord i terres al sud dels Pirineus—, gràcies al qual l'Església va convertir-se en la principal posseïdora de terres. Juntament amb això, les institucions eclesiàstiques varen adquirir funcions polítiques i àdhuc militars semblants a les de qualsevol senyoriu laic, i una influència fins i tot més gran, atès que entre el clergat s'hi trobaven les úniques persones il·lustrades de l'època, capaces de llegir i d'escriure documents (habilitat que no es considerava necessària per als nobles, ni tan sols per als reis). Entre els segles VIII i X van fundar-se un miler de monestirs a l'estreta franja cristiana del nord peninsular, molts d'ells com patrimoni familiar de nobles (Sobrado, dels comtes de Présaras) o dots reials (Sant Joan d'Aboño, Sant Salvador de Deva). Tot i que als regnes orientals la febre monàstica fou quantitativament menor, no ho fou pas la importància de les fundacions, protegides per reis i comtes (San Millán de Yuso, Sant Joan de la Penya, Sant Joan de les Abadesses i Santa Maria de Ripoll a Catalunya).
La tolerància inicial dels emirs envers el cristianisme passà per alguns alts i baixos, entre els quals cal tenir en compte al segle ix les martiris provocats dels anomenats màrtirs de Còrdova, encapçalats per Sant Eulogi, que més aviat foren una reacció a l'afebliment del cristianisme a la major part d'Hispània, cada cop més islamitzada i arabitzada. Les revoltes de mossàrabs (Bobastro) foren reprimides sense contemplacions, i molts d'ells varen emigrar als regnes del nord, que no es mantingueren tanmateix lliures d'interferències, sobretot sota el califat, des d'Abd-ar-Rahman III fins Almansor, qui realitzaren ràtzies en què saquejaren monestirs i catedrals, portant a Còrdova ostatges (Sant Pelagi Màrtir), relíquies i altres objectes litúrgics que donarien origen a un estrany tràfic en els segles següents.

### Cristianisme expansiu

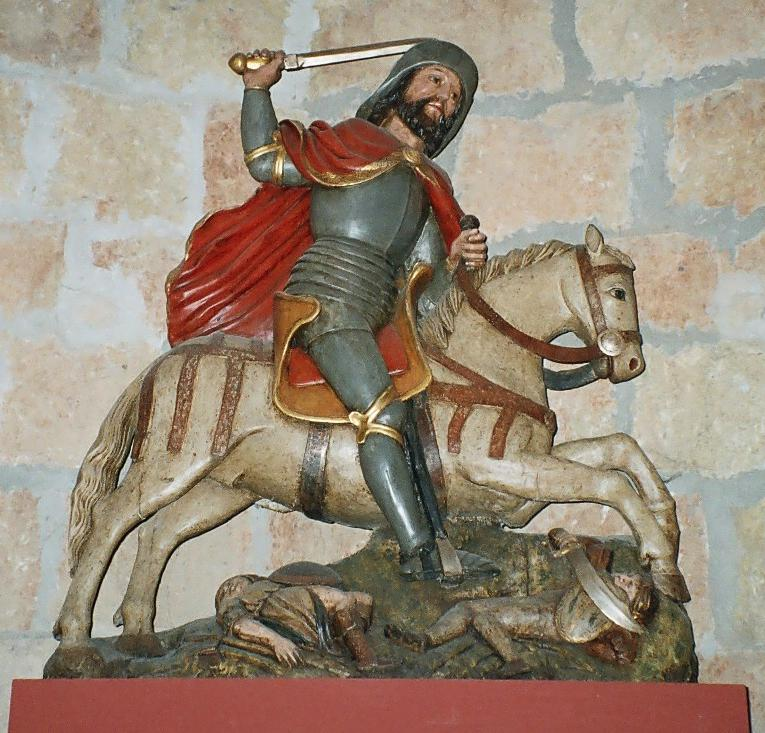
En la iconografia cristiana d'Espanya, Jaume el Major, patró d'Espanya, és sovint representat com "Matamoros", en al·lusió a la seva suposada intervenció en la llegendària batalla de Clavijo (844).

A partir del segle xi, la caiguda del califat, dividit en regnes de taifes, va permetre que es consolidés la fortalesa dels regnes cristians. En termes religiosos, això va tenir com a conseqüència l'extensió dels benedictins de l'orde de Cluny, protegida pels reis, que permeté el floriment de l'art romànic a la meitat nord peninsular; un segle més tard l'orde del Cister tindria un paper similar en la difusió del gòtic primitiu. Simultàniament, l'avanç de la Reconquesta feia estendre cada cop més cap al sud l'àrea d'influència d'aquestes noves idees religioses. Alhora que les cases reials emparentaven amb la reialesa europea (sobretot amb la Casa de Borgonya), foren arribant clergues francesos per ocupar les noves seus reconquerides, sobretot a Castella: Bernardo de Sedirac a Toledo o Bernardo de Agén a Sigüenza.
El clergat, convertit en una estructura jerarquitzada seguint la cadena del vassallatge, funcionava com un estament privilegiat paral·lel a la noblesa, amb la qual mantenia vincles inseparables. Els fills segons de les cases nobles, tant homes com dones, estaven destinats a formar part de l'alt clergat: bé al clergat secular (bisbes, canonges, arxiprestes i titulars de beneficis eclesiàstics), bé al regular (abats i abadesses, monjos i monges). El baix clergat, d'encara més escassa formació, estava nodrit pels nombrosos capellans de les parròquies menys afavorides i pels germans llecs dels monestirs. Els bisbes i les fundacions monàstiques eren una força política transcendental als regnes cristians, amb el suport de llurs immenses rendes (basades en el delme) i dominis territorials. Per exemple, el bisbe Diego Xelmírez a Santiago de Compostel·la, el monestir de Santa María de Las Huelgas al regne de Castella, Abat Oliba a Sant Miquel de Cuixà i Santa Maria de Ripoll o el monestir de Poblet a Catalunya.
Els tres vots del clergat regular, a més de pel seu espiritual, tingueren tant d'èxit per la seva adequació a l'estructura econòmica i social del feudalisme: la pobresa no impedia a molts clergues viure de forma opulenta, però sí disputar als seus germans més grans l'herència dels béns i títols familiars, en tant que la castedat garantia que, de tenir fills, aquests serien il·legítims i, per tant, tampoc no podrien disputar-los res. L'obediència mantingué la cohesió interna de les fundacions monàstiques i diòcesis no sense conflictes, de vegades violents i coincidents amb els enfrontaments civils. Un dels motius de les recurrents reformes monàstiques era l'abandó de l'ideal de vida ascètica proposat per les regles originals.
La conquesta de Toledo el 1086 va significar l'arribada dels reis cristians a territoris en què la població era molt diversa: jueus, mudèjars i mossàrabs (els ritus dels quals, d'origen visigot, es mantingueren diferents als romans imposats des de feia temps al nord), als que s'afegien repobladors del nord de la península i fins i tot de fora (francs). La convivència no sempre fou tolerant, ni tan sols entre els cristians: la pressió envers els mossàrabs significà que en poc temps es realitzessin grans transferències de propietats, en molts casos cap a l'Església. L'arxidiòcesi de Toledo es convertí amb el temps en la més rica de la cristiandat després de la pròpia seu papal.
Simultàniament, les invasions d'almoràvits i almohades significaren episodis d'intolerància religiosa a l'Espanya musulmana, i es donaren els últims grans moviments de població mossàrab, sobretot a la vall de l'Ebre, acabat de reconquerir pel Regne d'Aragó (Alfons el Bataller). També hi hagué una emigració important de comunitats jueves que s'assentaren als regnes cristians.

## Baixa Edat Mitjana

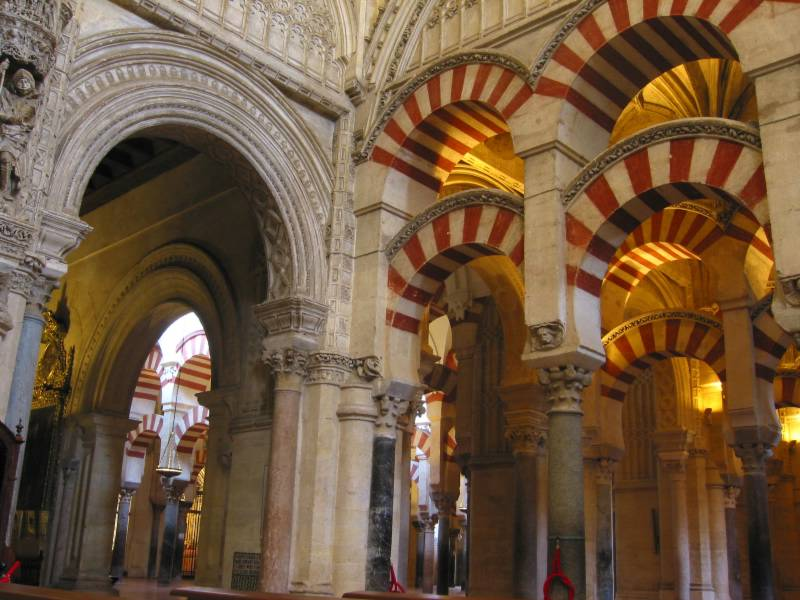
La Catedral de Còrdova, integrada a les naus de la mesquita musulmana, al seu torn construïda sobre la basílica visigoda de San Vicente.

Després de la batalla de Las Navas de Tolosa (1212), un dels pocs moments de la Reconquesta en què hi ha una intervenció militar europea amb explícit tractament de croada pel papat, es produeix la conquesta de les taifes de la vall del Guadalquivir, Múrcia, València i Mallorca. Els quatre regnes cristians peninsulars s'estabilitzen territorialment, en algunes zones sobre importants minories no cristianes. Ferran III de Castella es titularà rei de les tres religions i inclourà a la seva tomba un epitafi quadrilingüe en caràcters llatins (castellà i llatí), àrabs i hebreus; la qual cosa no ha d'imaginar-se com un símptoma de bona convivència: la rebel·lió dels mudèjars (1260) n'és prova del contrari. La tolerància religiosa que permet fins i tot la més fructífera de les col·laboracions (p.ex. escola de traductors de Toledo) no amaga que és una concessió des de la més clara imposició del cristianisme com religió de la "casta" dominant, cada cop més orgullosa i excloent, essent les altres "tolerades" en tant que subordinades. Àdhuc els intents d'apropament, com el de Ramon Llull, ho són amb propòsit proselitista, més que no pas amb un simple desig de coneixement de l'altre.
El segle xiii estén la febre constructiva religiosa, amb les impressionants catedrals gòtiques que substitueixen les romàniques o s'aixequen sobre les mesquites conquerides restaurant les diòcesis hispanovisigodes: Oviedo, Lleó, Palència, Burgos, Toledo, Conca… a la Corona de Castella; Saragossa, Girona, Lleida, Barcelona, Tarragona, València, Oriola, Palma… a la d'Aragó. També ocorre una situació semblant a Portugal. Navarra va quedar exclosa de l'avanç territorial. Els edificis de les catedrals de Segòvia, Múrcia, Còrdova, Sevilla i Nova de Salamanca foren reconstruïts a l'Edat Mitjana tardana o començament de l'Era Moderna, així com la de Granada, de nova construcció. En canvi, la catedral de Terol, contemporània a les anteriors, és d'art encara mudèjar.

### Ordes religiosos
A més dels benedictins (cistercencs i cluniacencs), la Baixa Edat Mitjana és testimoni d'un naixement d'ordes religiosos de naturalesa molt diferent.

#### Militars i redemptors
Les croades varen ocasionar l'extensió a l'Europa occidental de l'Orde del Sant Sepulcre de Jerusalem, l'Orde Sobirà i Militar de Malta (anomenat de Malta o de Sant Joan) i l'Orde del Temple, que amb la seva violenta supressió a conseqüència de l'enfrontament amb el rei de França provocà el naixement de nous ordes militars: els ordes de Sant Jaume, d'Alcántara i de Calatrava a la Corona de Castella; i l'Orde de Montesa a la Corona d'Aragó. Aquests ordes tenien un paper decisiu en la reconquesta i repoblació de la messeta sud (actuals Extremadura i Castella-la Manxa), i el maestrat aragonès i valencià. Hi hagué un orde orientat a la defensa naval de Castella, l'Orde de Santa Maria d'Espanya, anomenat de l'Estel, amb base a Cartagena, però després de diversos fracassos militars fou dissolt i incorporat al de Sant Jaume.
Com a ordes redemptors de captius cal mencionar els trinitaris i els mercedaris, aquest últim nascut a Catalunya (amb figures com Pere Nolasc, Sant Pere Ermengol i Ramon Nonat).

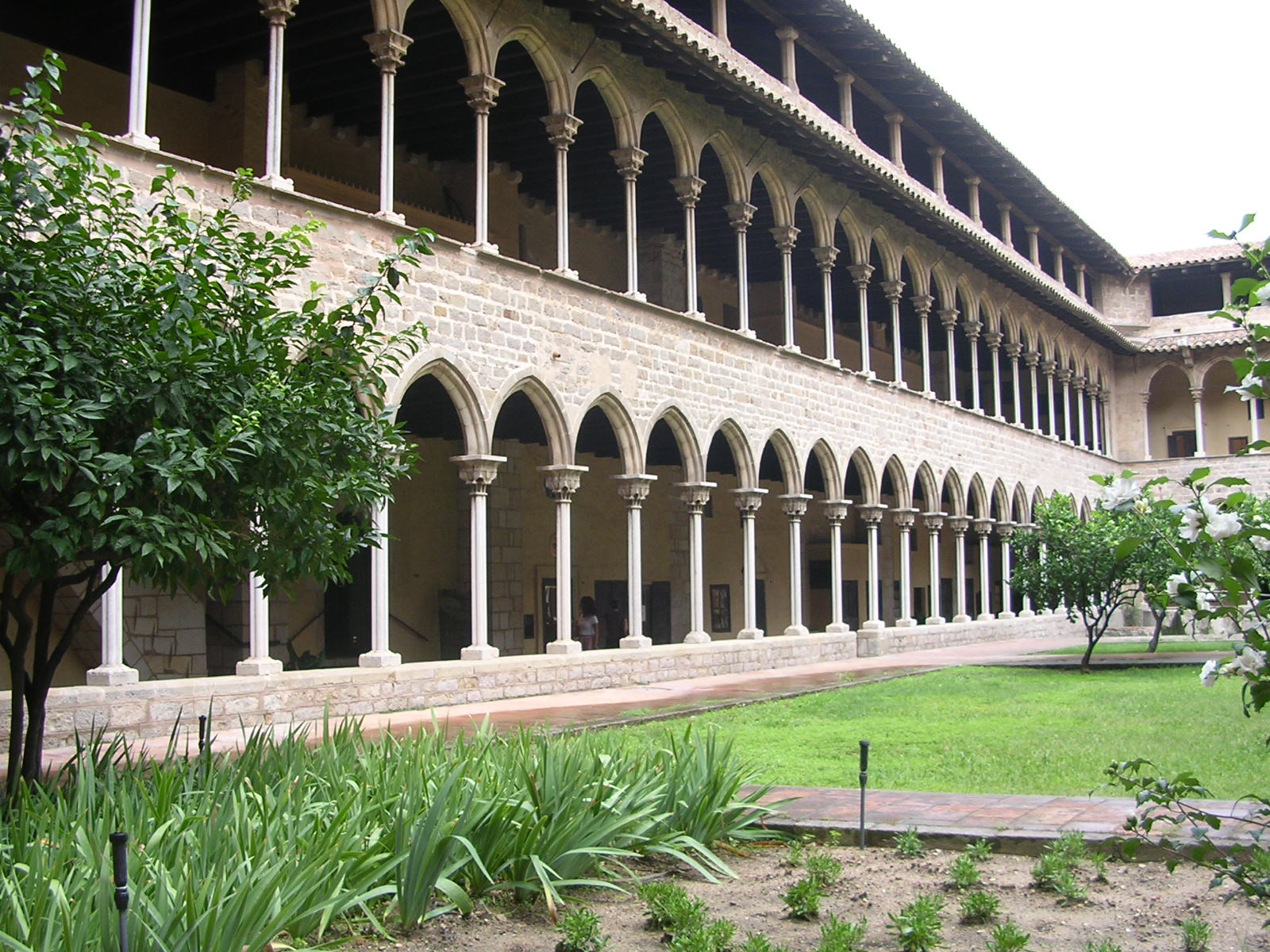
Claustre de Santa Maria de Pedralbes, construït per una comunitat de clarisses.

#### Ordes mendicants
El desafiament de les heretgies urbanes, que denunciaven la riquesa de l'Església i la seva contradicció amb la pobresa evangèlica, suposà una convulsió en els segles XI al XIII. Els albigesos foren particularment importants als territoris ultrapirinencs d'interès per a la Corona d'Aragó (que els perdé intentant defensar-los a la batalla de Muret). Als territoris peninsulars no hi hagué una dimensió semblant d'aquest fenomen. La vida monàstica tradicional no s'adequava a les exigències de la resposta a aquest desafiament, que dugué a l'èxit un nou tipus d'orde religiós: els ordes mendicants. Els dos principals foren els dominics i els franciscans. Aquestes exigències a les quals responien eren la visualització de la seva presència exemplaritzant, el combat dialèctic (amb decisiva presència a les noves universitats), i fins i tot la imposició física (els tribunals de la Inquisició). Hi hagué àdhuc canvis en l'ús dels espais arquitectònics: mentre que els edificis de les comunitats benedictines estaven gairebé tancats als laics, els ordes mendicants n'oferien una obertura més significativa, la qual cosa es traduïa en el temple a restringir-se a un espai limitat, un petit cor rere l'altar per al rés de les hores canòniques.

##### Dominics
Sant Domènec de Guzman, castellà, fou el fundador dels Orde de Predicadors, anomenats també dominics. Preocupació personal seva fou també l'extensió de la devoció mariana a través del rés del rosari. Convents importants d'aquest orde foren i són per exemple el del convent de San Esteban de Salamanca, San Pablo de Valladolid, San Pablo de Sevilla, Santo Domingo de Madrid o Sant Domènec de València; també fora de ciutats importants, cal mencionar el de Santa María la Real de Nieva a Segòvia. A la Corona d'Aragó destacà l'activitat de Ramon de Penyafort, tercer mestre general de l'orde, que introduí la Inquisició i donà suport a Pere Nolasc en la fundació dels mercedaris.

##### Franciscans
L'extensió dels franciscans, que tenien una manera d'entendre la vida conventual adaptada a la realitat urbana, va fer que arribessin a tenir una gran popularitat, i una gran atracció de recursos i vocacions, entre les quals cal incloure personalitats com Ramon Llull, Fra Antonio de Marchena (que va acollir Cristòfor Colom al Monestir de La Rábida) i fins i tot alguns reis. Són importants convents els de Sant Francesc de Terol (un dels primers a fundar-se), Santa Clara de Palència, el de clarisses de Pedralbes, a Barcelona, fundat per Elisenda de Montcada, i el de Sant Francesc de Palma. El propi Sant Francesc d'Assís estigué a Espanya el 1217, fundant el convent de Rocafort a Sangüesa, Navarra, en la seva peregrinació a Sant Jaume de Compostel·la. La divisió original entre terciaris, clarisses i frares menors augmentà amb la confusió de diversos enfrontaments, que acabaren dibuixant una agrupació de caputxins, conventuals i observants.

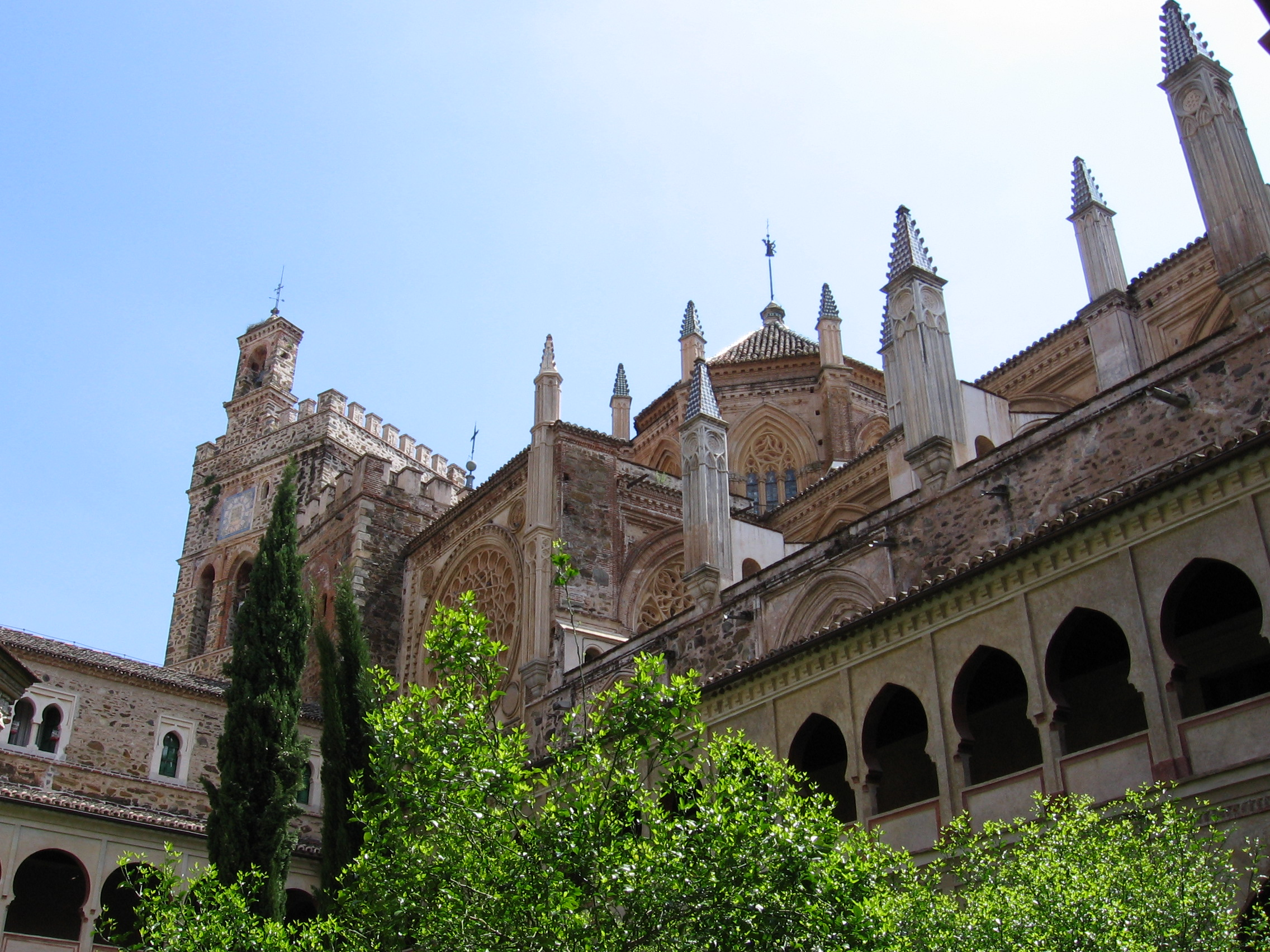
Monestir de Guadalupe.

#### Altres ordes religiosos

##### Premonstratesos
Els premonstratesos tingueren llur principal establiment al Monestir de Santa Maria la Reial (Aguilar de Campo), des del 1169. Les primeres fundacions havien estat Santa María de Retuerta (1146) i Santa María de La Vid; i posteriorment Bujedo, San Pelayo de Cerrato i Santa Cruz de Ribas, tots a Castella. Des del segle xiv mantingueren una xarxa d'hospitals al camí de Sant Jaume. A la Corona d'Aragó hi hagué fundacions a Nuestra Señora de la alegría, Benavarri (Aragó), a Bellpuig de les Avellanes, Catalunya, i a Artà, Mallorca.

##### Cartuixos
L'Orde de la Cartoixa s'instal·la des del 1163 a Escaladei, prop de Poblet, i una mica més tard al Regne de València (Cartoixa de Porta Coeli i cartoixa de Valldecrist), on Bernard Fontova elaborà un Tractat espiritual de les tres vies, purgativa, il·luminativa i unitiva, de gran influència en l'ascètica i misticisme espanyols. D'altres fundacions a la Corona d'Aragó foren el monestir de Santa Maria de Benifassà i la cartoixa de Vallparadís. La cartoixa d'Aula Dei (Saragossa) és ja del segle xvi. També s'estengueren per Castella: cartoixa d'El Paular a la Sierra de Madrid el 1390, la cartoixa de Miraflores a Burgos el 1441, el Monestir de Santa María de las Cuevas a Sevilla, i també a Jerez de la Frontera i a Granada.

##### Jerònims
L'Orde de Sant Jeroni apareix al segle xiv a partir del retir com ermità de Fernando Sánchez de Figueroa, canonge de Toledo, i el cavaller Pedro Fernàndez Pecha, i reuneixen grups d'ermitans del centre de Castella promoguts pel franciscà terciari italià Tomàs Succio. Les fundacions més importants foren els monestirs de Lupiana (Guadalajara), El Parral (Segòvia) i els de Guadalupe i Yuste (Càceres). També es van implantar a Catalunya: Sant Jeroni de la Murtra (Badalona) i la Vall d'Hebron (Barcelona).

### Seglars de vida ascètica
Hi hagué a València des del segle xiv una comunitat de beguines (beateris de seglars que fan vida ascètica en comú tot i que no entren pròpiament en religió, ço és, en el clergat regular, i poden sortir lliurement de la seva comunitat per casar-se), a les quals no afectà la supressió de Joan XXIII (l'antipapa, no l'homònim del segle xx, sinó el considerat antipapa durant el Cisma d'Occident), per la butlla Cum inter nonnulos, centrada en les comunitats de beguins i de franciscans espirituals d'Europa Septentrional. En la parla popular, el nom de beguina passà a ser sinònim de beata, i aplicat a qualsevol persona amb inclinacions ascètiques. Arnau de Vilanova realitzà una defensa de beguins davant dels reis Jaume el Just i Frederic III de Sicília, escrivint el tractat Raonament d'Avinyó en defensa de les pràctiques de penitència entre seglars. S'ha plantejat la seva possible relació amb el posterior moviment dels alumbrados.

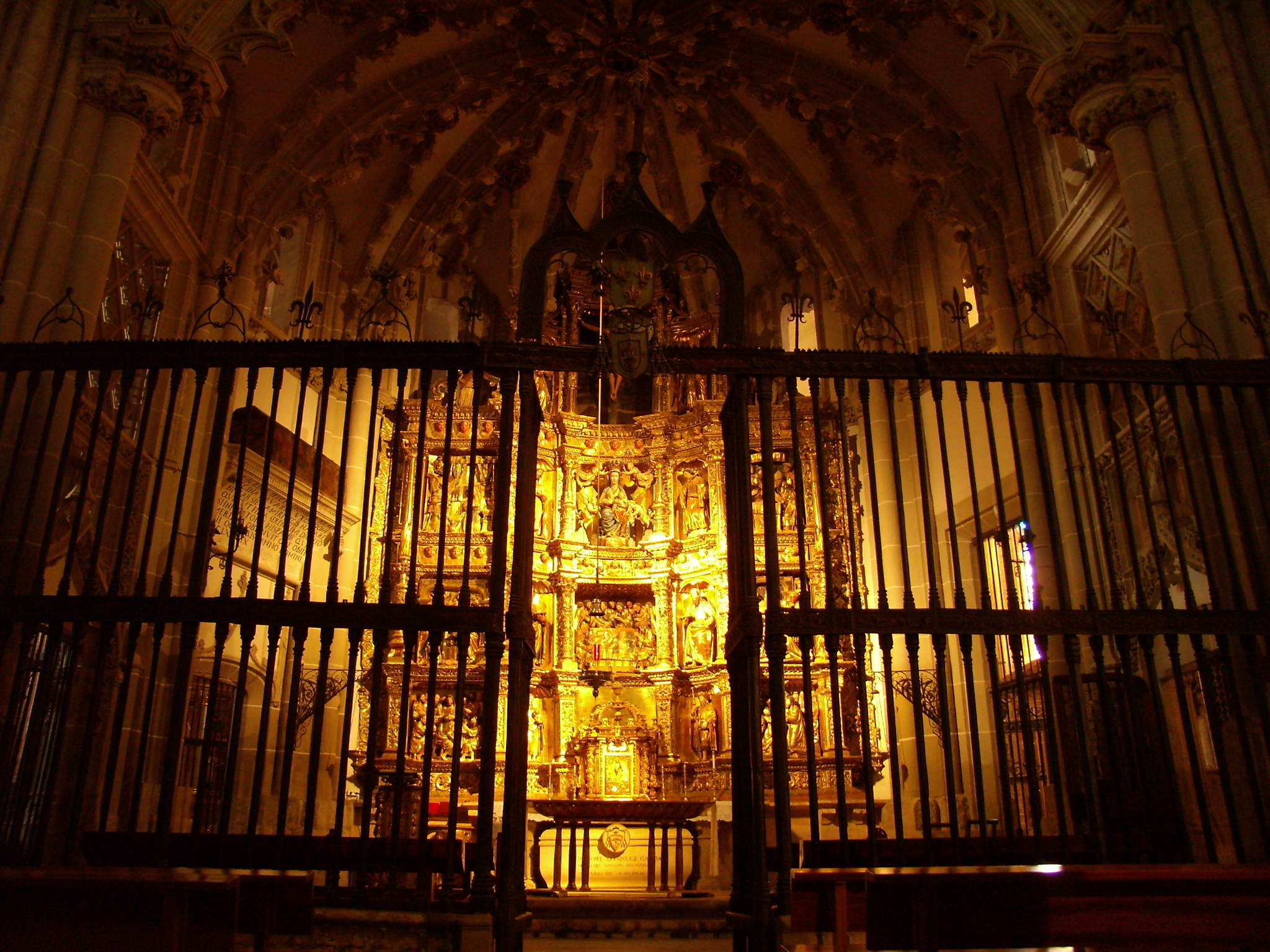
Capella del Sagrari, catedral de Palència.

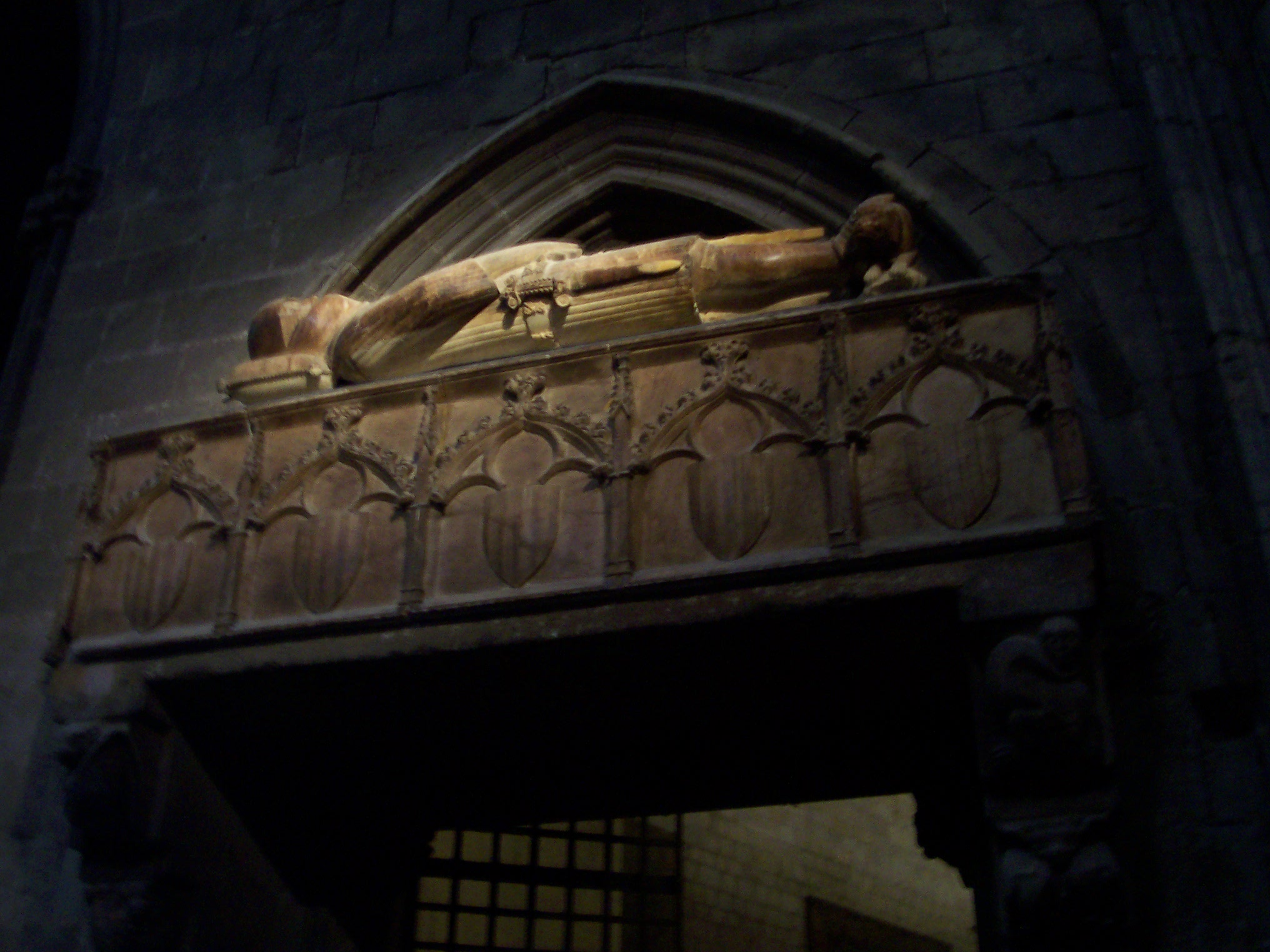
Sepulcre de Ramon Berenguer II, catedral de Girona.

### Delme
el clergat secular afegí a la seva base de propietats territorials i immobles un recurs econòmic que representava un percentatge altíssim de l'excedent productiu: el delme, que passa de ser un cobrament esporàdic i voluntari a fer-se general al segle xii i formalment obligatori des del Concili del Laterà IV, tot i que només amb la col·laboració de la monarquia (Alfons X de Castella) pot fer-se efectiu. Es distribuïa en un principi en tres terços: el pontifical al bisbe, el parroquial al sacerdot i el de fàbrica a la construcció i manteniment de l'edifici de l'església. La hisenda reial aconseguí detraure per a si les dues terceres parts del terç de fàbrica.

### Capelles
Les capelles d'ús funerari i pietós de famílies nobles, clergues i corporacions es multiplicaren a les esglésies, a mesura que la demanda social cobria amb escreix les possibilitats tècniques que oferia l'arquitectura gòtica. Els temples varen passar de tenir-les només a la capçalera a cobrir tota l'extensió dels seus murs articulats amb capelles perimetrals. El seu alt preu assegurava recursos que mantenien la febre constructiva. Si bé en un principi les capelles regularitzades es mantingueren, la pressió de clergues i de nobles poderosos aconseguí desallotjar les capelles ja existents a la seva conveniència (per exemple, primer el cardenal Gil de Albornoz i després Álvaro de Luna varen apropiar-se de les capelles de la girola de la catedral de Toledo). Algunes arribaven a dimensions vertaderament extraordinàries (com les citades, o la capella del condestable de la catedral de Burgos). La finalitat d'aquesta apropiació d'espais dins dels temples era clarament d'obtenir prestigi social, i s'intentà frenar amb multitud de normes, sistemàticament obviades.

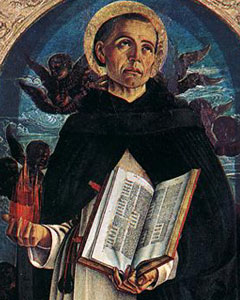
Sant Vicenç Ferrer, detall del tríptic de Giovanni Bellini.

| «                                       | Això mateix diem d'aquells que fan les sepultures molt altes o les pinten tant que semblen més altars que monuments, o altres excessos que es fan més a plaer que a voluntat dels vius, que no és a favor o en bé dels finats. Un altre tal és el dels que cobreixen les fosses amb mantells, i hi posen pa i vi i d'altres viandes per donar als pobres, que a pesar de fer-ho com en raó d'almoina, la manera és tan dolenta en què es fa, que no té profit per al viu, i fa dany al mort per qui és fet | » |
| — Primera Partida, Llei XCVIII, títol V | |   |

### Convivència amb els jueus i el problema del convers
L'existència d'una població jueva es coneixia des d'època romana i visigoda, però augmentà notablement fins a constituir centenars de milers a mitjans del segle xiv. L'antisemitisme funcionà eficaçment en aportar un còmode boc expiatori de les tensions socials produïdes per la crisi del segle xiv. Les predicacions antisemites de l'arxidiaca d'Écija Ferrant Martínez van actuar com desencadenant d'una energia social continguda que esclatà en les revoltes del 1391. El mateix es podria dir de les de Sant Vicenç Ferrer, que també va exercir un paper polític fonamental en el Compromís de Casp. Les conversions massives que s'havien produït a final del segle xiv arribaren a la presència d'un nombrós col·lectiu de conversos o cristians nous, la prosperitat econòmica i social dels quals —ja no obstaculitzada per la diferència religiosa— no deixà d'observar-se i plantejar un profund ressentiment en què se sentien superiors per la seva condició de cristià vell.
Aquests sentiments estesos, convenientment manipulats per Pere Sarment a Toledo el 1442, conduïren a una revolta en què s'implicaren de forma decisiva els canonges cristians-vells de la catedral en contra dels canonges cristians-nous. La redacció per part dels ideòlegs de la revolta d'un document (el primer estatut de neteja de sang), que impedia als cristians nous l'entrada al regiment de la ciutat, el capítol catedralici o qualsevol altre càrrec públic, fou imitada amb entusiasme per tot Castella. Els seus opositors van arribar fins al Papa, que els donà la raó, però el moviment social era imparable. La sospita de criptojudaisme i àdhuc la imaginació de pràctiques sacrílegues i aberrants (presumpte crim del Sant Nen de la Guàrdia) excitava la imaginació popular i alimentava el denominat "problema del convers", que no acabà ni amb la institució de la moderna Inquisició (1478) ni amb l'expulsió dels jueus d'Espanya el 1492.
Un cas particular van ser els jueus mallorquins, forçats a convertir-se (1435) i sotmesos al control de la Inquisició (1478), que mantingueren una religiositat problemàtica fins i tot després d'intensificar-se la repressió al segle xvii, quan va originar-se una fortíssima estigmatització i segregació de la seva comunitat, que continua coneixent-se en l'actualitat amb el nom de xuetes.

### Crisi de l'Edat Mitjana
La crisi del segle XIV va produir una notable pressió sobre els recursos econòmics del clergat, deixant en evidència la subordinació de la seva justificació espiritual a la seva funció estamental de defensa dels privilegiats i el seu domini social. El penós espectacle del Cisma d'Occident —que va arribar a portar la seu pontifícia a Peníscola, entre excomunicacions creuades que van devaluar l'eficàcia de tan terrible càstig i el prestigi papal— evidencià encara més la necessitat del que es demostrà inevitable al segle següent: una reforma que adaptés les institucions eclesiàstiques a la nova realitat urbana, en la qual la presència d'una minoria culta, formada a les universitats, ja no era pas escassa, i les monarquies autoritàries estaven en procés de construcció.
Va ser a partir d'aleshores que la presència de clergues d'origen hispà a la cúria romana començà a ser significativa, i en alguns casos transcendental, com els cardenals castellans Juan de Cervantes, Juan de Torquemada i Gil de Albornoz o l'aragonès Pero Martines de Luna, que va arribar a ser papa amb el nom de Benet XIII —antipapa per als seus adversaris— durant el cisma, del 1394 al 1423), els dos darrers de la família aragonesa Luna (durant el qüestionat pontificat d'aquest últim papa d'Avinyó, el paper dels clergues hispans — com Francesc Eiximenis — es veié lògicament impulsat); i la poderosíssima família Borja (valenciana i italianitzada com Bòrgia), que arribà en dues ocasions al papat (Calixt III del 1455 al 1458 i Alexandre VI del 1492 al 1503). Prèviament (1276-1277), el portuguès Pedro Julião havia estat escollit papa amb el nom de Joan XXI (i de vegades se l'identifica amb l'enigmàtic lògic Petrus Hispanus). Al concili de Basilea tingué una destacada activitat Juan de Segovia, un dels conciliaristes més importants.
El paper de l'Església en la crisi de la Baixa Edat Mitjana, i la seva relació amb la monarquia, la noblesa i les ciutats, convertí el clergat en una de les més importants institucions espanyoles de l'Antic Règim, bo i fixant la seva funció econòmica, social i política per als segles següents.

## Edat Moderna
| «              | - En això veig, Melibea, la grandesa de Déu. - En què, Calisto? | » |
| — La Celestina |                                                                 |   |

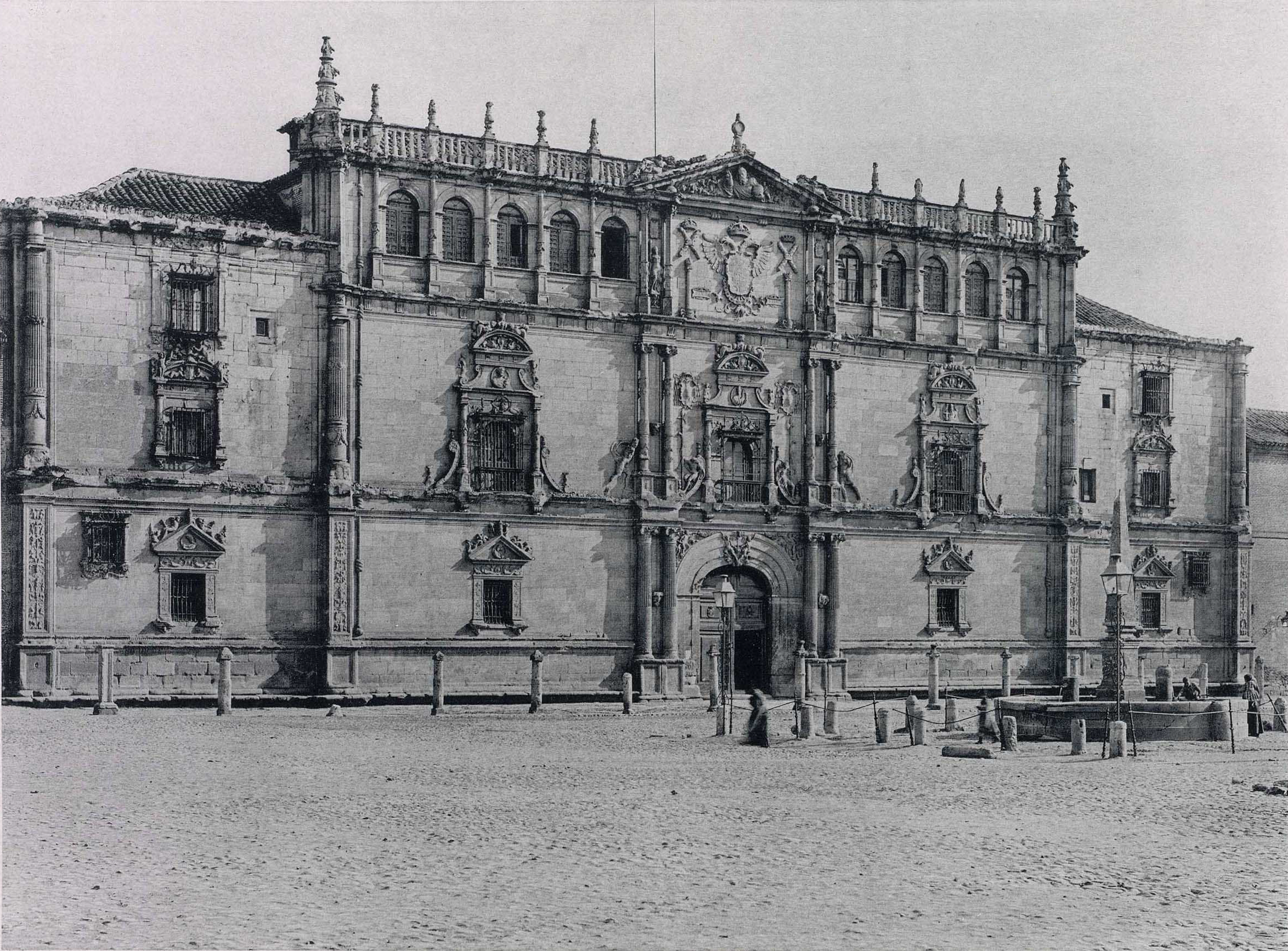
Universitat d'Alcalá, fundada per Francisco Jiménez de Cisneros, va produir un monument humanista com la Bíblia Poliglota Complutense.

Aquest famós fragment (tal com ho interpreta Martí de Riquer i Morera) obre el Segle d'Or espanyol amb un joc sacríleg que identifica la bellesa de l'estimada i el lloc on els amants es troben: una església. D'una altra manera més evident, Joanot Martorell havia situat una trobada amorosa entre Tirant i Carmesina a la pròpia catedral de Santa Sofia de Constantinoble. El Renaixement i l'Humanisme estan passant del teocentrisme medieval a l'antropocentrisme que significarà l'obertura de la modernitat. Tanmateix, a mitjan segle xvi aquesta precoç secularització sembla molt lluny de la realitat històrica espanyola, en què els afers religiosos continuaven tenint un gran protagonisme.

### Els Reis Catòlics
Els Reis Catòlics han estat vists per la historiografia tradicionalista com figures providencials que aconseguiren una unificació en tots els àmbits: polític, territorial, ideològic i religiós. Fins i tot s'està gestionant per influents personalitats la beatificació d'Isabel.
El que sí que es pot afirmar amb més seguretat és que els reis intentaven una política de "màxim religiós", que van poder permetre's després del final de la Guerra de Granada el 1492. Immediatament s'afrontà el que es percebia com un greu problema: la convivència entre jueus i conversos, que es creia que donava peu al manteniment de pràctiques judeïtzants. L'expulsió dels jueus d'Espanya fou vista com una solució, i una oportunitat d'incrementar les conversions (cosa que es va produir només en menor mesura). La situació dels musulmans que havien quedat a Granada protegits per les condicions de la capitulació i la política apaivagadora del confessor reial i primer bisbe de la ciutat, Hernando de Talavera, va veure's alterada per la pressió exercida pel nou confessor, el cardenal Cisneros. Després de l'edicte del 1502 no podia quedar en territori de la monarquia ningú que no fos cristià. Els bateigs massius obtinguts amb pocs miraments van originar per a les següents generacions el problema morisc (nom que rep aquest grup al qual només amb molta laxitud pot considerar-se cristià), que no se solucionà pas amb la seva dispersió per l'interior del regne després de la Rebel·lió de les Alpujarras i només va acabar amb l'expeditiva solució que es donà el 1609 amb l'expulsió dels moriscos.

### La Inquisició Espanyola
Una inquisició de nou encuny, ben diferent de la medieval, i que va convertir-se en una de les poques institucions comunes al conjunt dels regnes hispànics, tingué un paper transcendental en la configuració de la societat espanyola de l'Antic Règim. Clergues de forta personalitat la varen anar conformant, com Tomás de Torquemada (també confessor de la reina) o Pedro Arbués, el primer inquisidor d'Aragó, assassinat mentre resava a la catedral (tot i anar-hi previngut amb armadura). La planta dels tribunals cobria el territori d'una manera més racional que les pròpies diòcesis, i l'espessa xarxa de familiars (els seus temuts informants) feia arribar la seva influència fins al darrer racó.
Els milers de processats i condemnats, i el clima obsessiu de persecució entre els possibles objectius de la seva repressió varen resultar en un control social molt més eficaç que el que poguessin haver efectuat les institucions civils. Un altre resultat fou l'extraordinàriament mala imatge que té la Inquisició Espanyola en l'imaginari popular actual. També cal recordar que les truculentes formes del procés inquisitorial eren universalment aplicades a les institucions judicials civils i eclesiàstiques de tots els estats i religions a Europa (com va poder comprovar Miquel Servet, tan herètic per als catòlics com per als calvinistes de Ginebra que varen ajusticiar-lo) i que la censura i prohibició de llibres, tot i que fou extraordinàriament severa a Espanya, també era present als altres països, encara que fos més relaxada en alguns, com els Països Baixos i Venècia, notablement.

### Reforma eclesiàstica i intel·lectual

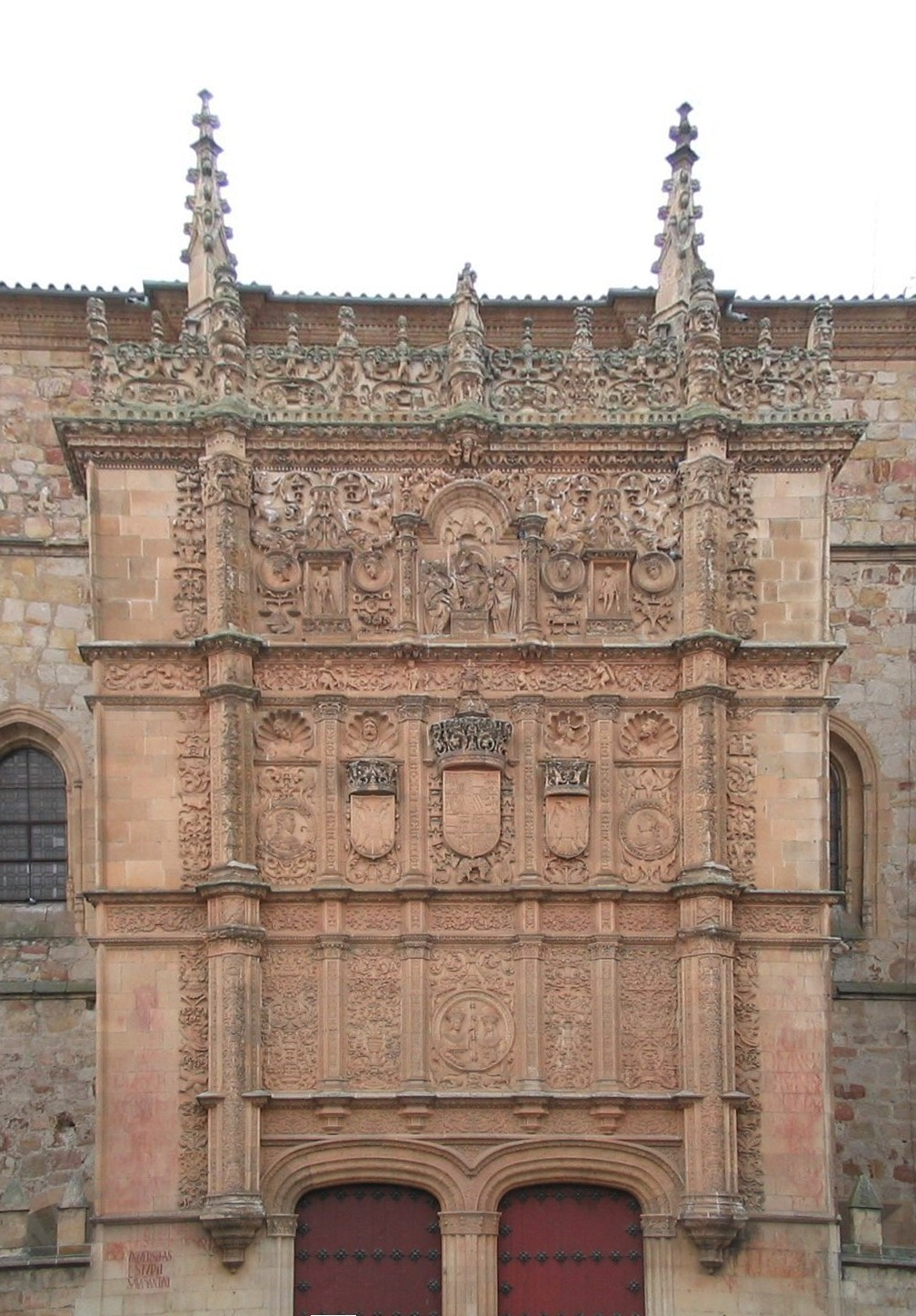
Façana de la Universitat de Salamanca, amb els Reis Catòlics al medalló central.

La reforma de l'Església castellana havia estat objecte de preocupació des de mitjan segle xv, davant de l'evidència de la seva situació des de la poca instrucció dels mossèns fins a la vida poc edificant dels més alts dignataris, endinsats en les intrigues polítiques i militars de la Guerra Civil Castellana. Els Fonseca havien creat una vertadera dinastia episcopal. El cardenal Mendoza o l'arquebisbe Carrillo eren personatges imprescindibles a la cort. Un dels intents més interessants cap a la reforma fou el del bisbe de Segòvia Juan Arias Dávila, que convocà el Sínode d'Aguilafuente per debatre amb els clergues sobre com reformar els seus costums i obtenir una tasca pastoral més eficaç. Un resultat lateral de les seves preocupacions humanistes fou la introducció de la impremta, probablement el primer llibre imprès a Espanya (el Sinodal de Aguilafuente, 1472). A la Corona d'Aragó, la situació no era pas diferent, i s'emprengué la seva reforma sistemàtica a la fi de l'any 1493, amb la concessió d'una sèrie de butlles i breus pontificis que havien estat sobtadament sol·licitats pels reis. Es començà per la reforma dels monestirs femenins catalans (visitadores, capellanes, relleu de les religioses més problemàtiques, insistència en la clausura...) que s'estengué a la resta.
El programa reformador a Castella fou ocupat pel cardenal Cisneros, que des de la seva proximitat a la reina Isabel i, posteriorment amb el seu paper com a regent, tingué oportunitat de dur a terme un pla ambiciós de reforma, que incloïa tots els aspectes, incloent-hi la investigació filològica i teològica a la refundada Universitat d'Alcalá. Comença llavors, juntament amb la literària, l'edat d'or de les universitats espanyoles: la d'Alcalá, la de Salamanca i la de Valladolid, amb els seus col·legis universitaris administrats pels ordes religiosos (dominics, agustins i jesuïtes) foren testimoni de sonades polèmiques, de classes magistrals que s'esperaven amb expectació i de publicacions que es rebien i influïen a tot Europa, incloent una decisiva intervenció espanyola al Concili de Trento.
L'anomenada Escola de Salamanca, presidida per Francisco de Vitoria, significà la pervivència i la renovació de l'escolàstica en el que s'ha conegut per neoescolàstica, així com una orientació neoaristotèlica, oposada al neoplatonisme paganitzant de l'humanisme italià. Personatges com Melchor Cano, Tomás de Mercado, Martín de Azpilcueta, Francisco Suárez o Juan de Mariana (amb la seva Història d'Espanya i la seva divulgada justificació del tiranicidi) cobriren tot l'amplíssim ventall de disciplines que poguessin ser influïdes per la teologia, que són totes, inclosa una estreta relació amb el naixent pensament econòmic (arbitrisme). A més de la seva funció intel·lectual, la universitat va ser durant tota l'Edat Moderna un poderós mecanisme d'ascens social i de reclutament burocràtic, tant per a l'Església com per a les institucions civils. La seva manca més gran fou la seva incapacitat per incloure la revolució científica (que tampoc no tingué acollida en els seus inicis a les universitats europees, sinó en altres institucions).
D'altres influències menys "acadèmiques" foren essencials per a la Contrareforma: la fundació de la disciplinada Companyia de Jesús per Sant Ignasi de Loiola, en què entraren personalitats espanyoles tan decisives com Francesc de Borja o Francesc Xavier.
Difícilment haguessin tingut els clergues espanyols tanta influència intel·lectual sense la influència material, política, financera i militar d'Espanya sobre el papat, i la seva hegemonia a Europa. No només els Reis Catòlics disposaren d'un complaent Alexandre VI (de la Família Borja) per atorgar-los el títol de catòlics i les butlles alexandrines que els proporcionaren la justificació de la colonització d'Amèrica. També els Habsburg varen exercir tota la influència de què foren capaços per aconseguir dels conclaves papes favorables: començant per Carles V, que obtingué el nomenament del seu preceptor i ideòleg Adrià VI; o Felip II amb Pius V, tan agraït després de la batalla de Lepant, que arribà a comparar Joan d'Habsburg amb el Baptista vingué un home, enviat de Déu, que s'anomenava Joan. Les relacions no van pas ser sempre cordials, i la Guerra de la Lliga de Cognac i el Saqueig de Roma van certificar-ho, per molt que la justificació de la política exterior i militar dels Habsburg a Europa fos el manteniment de la fe catòlica. Enemics protestants i catòlics alimentaren la llegenda negra espanyola, divulgada en forma de propaganda antiespanyola des de la rebel Holanda de Guillem I d'Orange-Nassau.

### Reforma Protestant a Espanya

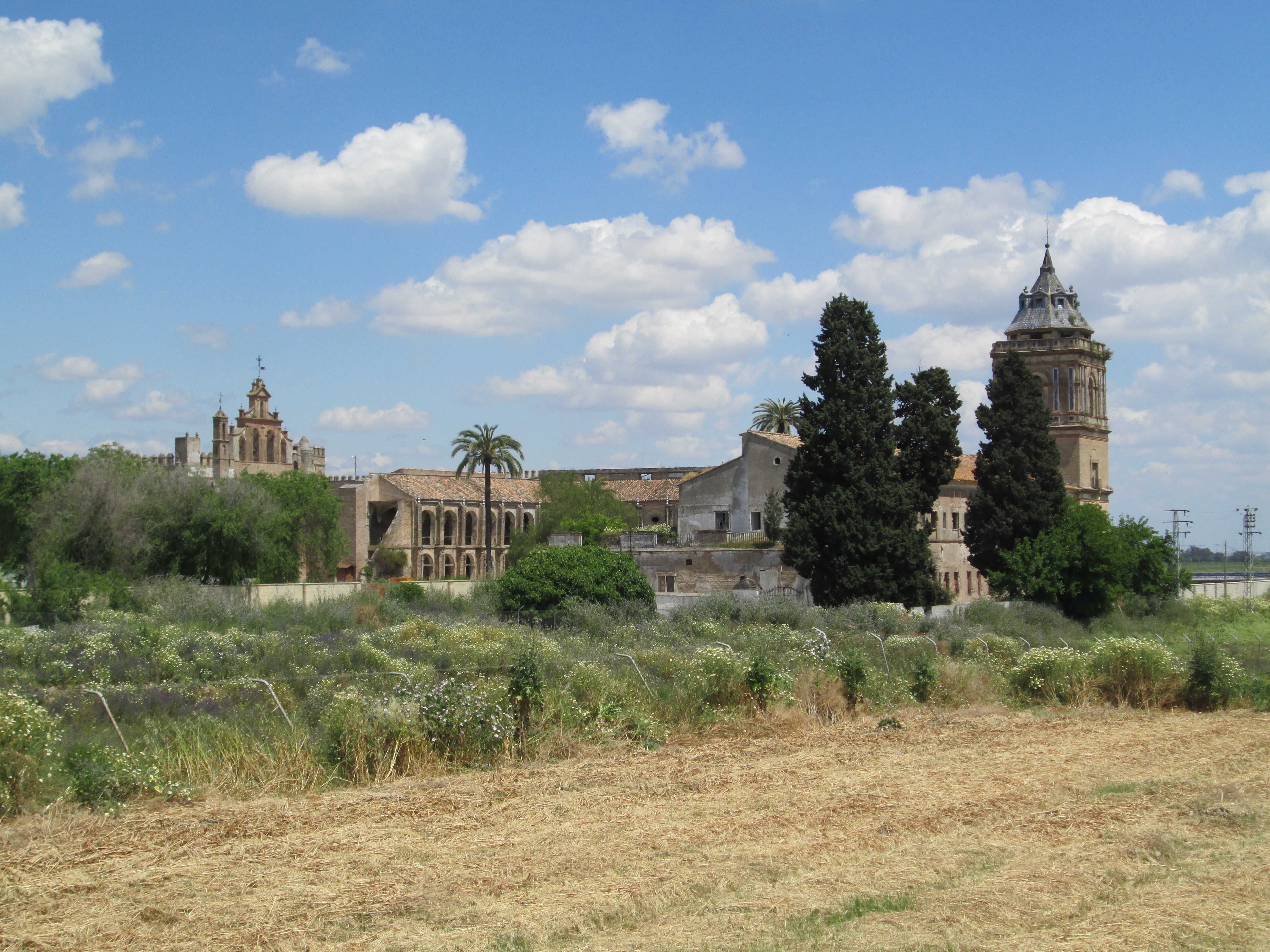
Monestir de Sant Isidre del Camp, Sevilla, un dels principals focus de la Reforma Protestant a Espanya.

Al segle xvi també van existir corrents d'espiritualitat allunyades de la postura religiosa oficial que procuraven viure i defensar un cristianisme diferent. Aquests moviments clandestins aviat mostren interès en els escrits de Luter, com ho mostra la carta que l'impressor alemany Johann Froben remeté el febrer del 1519 a Luter, tan sols dos anys després de la publicació de les seves 95 tesis, en què li informa que havia remès "sis-cents exemplars dels seus escrits a França i Espanya".
En els seus inicis, el protestantisme espanyol s'estengué principalment entre la classe noble i culta, a causa de la seva relació amb l'humanisme i la lectura de la Bíblia. Com testimoni d'aquest període, hi ha noms insignes com el de Juan de Valdés, Francisco de Enzinas i dels monjos Casiodoro de Reina, Cipriano de Valera i Antonio del Corro. A Casiodoro de Reina i Cipriano de Valera se'ls deu la primera traducció de la Bíblia al castellà.

#### El grup de Valladolid
El seu fundador fou un italià, Carles de Seso, corregidor de la ciutat de Toro, Zamora, que s'havia convertit al protestantisme després de llegir Juan de Valdés. Al voltant seu es formà un grup integrat per unes cinquanta-cinc persones, la majoria nobles o conversos, entre les quals destacava el doctor Agustín de Cazalla, canonge de Salamanca i antic capellà i predicador de Carles V, la família del qual també havia abraçat la fe protestant —un dels membres de la família, María de Cazalla, havia estat condemnada per la Inquisició per ser una alumbrada. També formaven part del grup membres de la noblesa cristiana vella, com frai Domingo de Rojas, fill del marquès de Poza, o Ana Enríquez, filla de la marquesa d'Alcañices, a qui digué que no hi havia més que dos sagraments, que eren el baptisme i la comunió, i que això de la comunió no estava Crist de la part que ells tenien... i que el pitjor de tot era dir missa, perquè sacrificaven Crist i ja estava sacrificat una vegada.
En aquest grup de Valladolid està basada la novel·la L'heretge de Miguel Delibes.

#### El grup de Sevilla

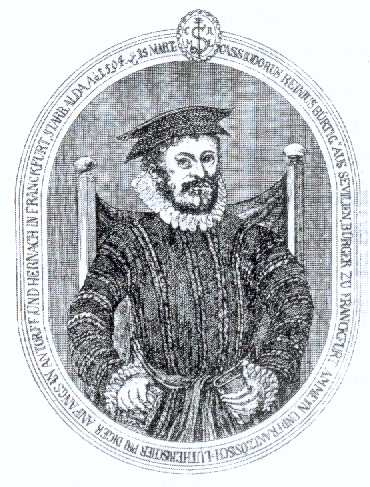
Casiodoro de Reina, protestant espanyol, autor de la primera traducció de la Bíblia al castellà, la Bíblia de l'Ós.

El 1552 la Inquisició confiscà a Sevilla prop de 450 bíblies impreses a l'estranger. Aquell mateix any compareix en un acte de fe el predicador de la catedral Juan Gil, conegut com a Egidio, que havia estat detingut per la Inquisició el 1549 a causa, segons Joseph Pérez, de "la llibertat amb què s'expressa [que] topa amb els tradicionalistes. Gil ironitza des del púlpit sobre les pràctiques religioses de les masses i de les estructures eclesiàstiques; critica certes forma d'ascetisme; recomana tornar en tot a Jesucrist. No hi ha res en aquestes propostes que sigui clarament luterà, almenys a primera vista". Henry Kamen atribueix aquesta detenció al clima repressiu creat pel nou arquebisbe de Sevilla i inquisidor general Fernando de Valdés, "un home ambiciós i implacable que veia heretgies pertot arreu". Per això s'oposa al nomenament de Constantino Ponce de la Fuente, un humanista d'Alcalá i convers que havia estat capellà de Carles V, com predicador de la catedral, qui acaba essent detingut per la Inquisició i morint a les masmorres dos anys més tard. Segons Kamen, ni Constantino ni Eigido "poden considerar-se luterans. Eren humanistes que creien en una intensa vida espiritual i cap de les seves opinions no era explícitament herètica". Tanmateix, després de descobrir-se el grup luterà de Sevilla foren cremats en efígie, perquè ja havien mort, a l'acte de fe de desembre de 1560, per ser luterans. A més a més, John Fox, al seu llibre Book of Martyrs protestants afirmà que el doctor Gil i Constantino Ponce foren "els primers que gairebé alhora descobriren les tenebres d'Espanya".
A Sevilla, emperò, sí que hi havia un grup de protestants, format per unes 120 persones, i que girava al voltant del convent dels jerònims de Santa Paula i del monestir de Sant Isidre del Camp. Del grup formaven part Cipriano de Valera, Casiodoro de Reina, Juan Pérez de Pineda i Antonio del Corro, que fugiren abans que els descobrissin, i varen convertir-se en personatges molt importants en la Reforma Protestant europea. En principi aquests monjos jerònims, grans lectors de Luter i de Melanchton, van instal·lar-se a Ginebra.

### Erasmisme

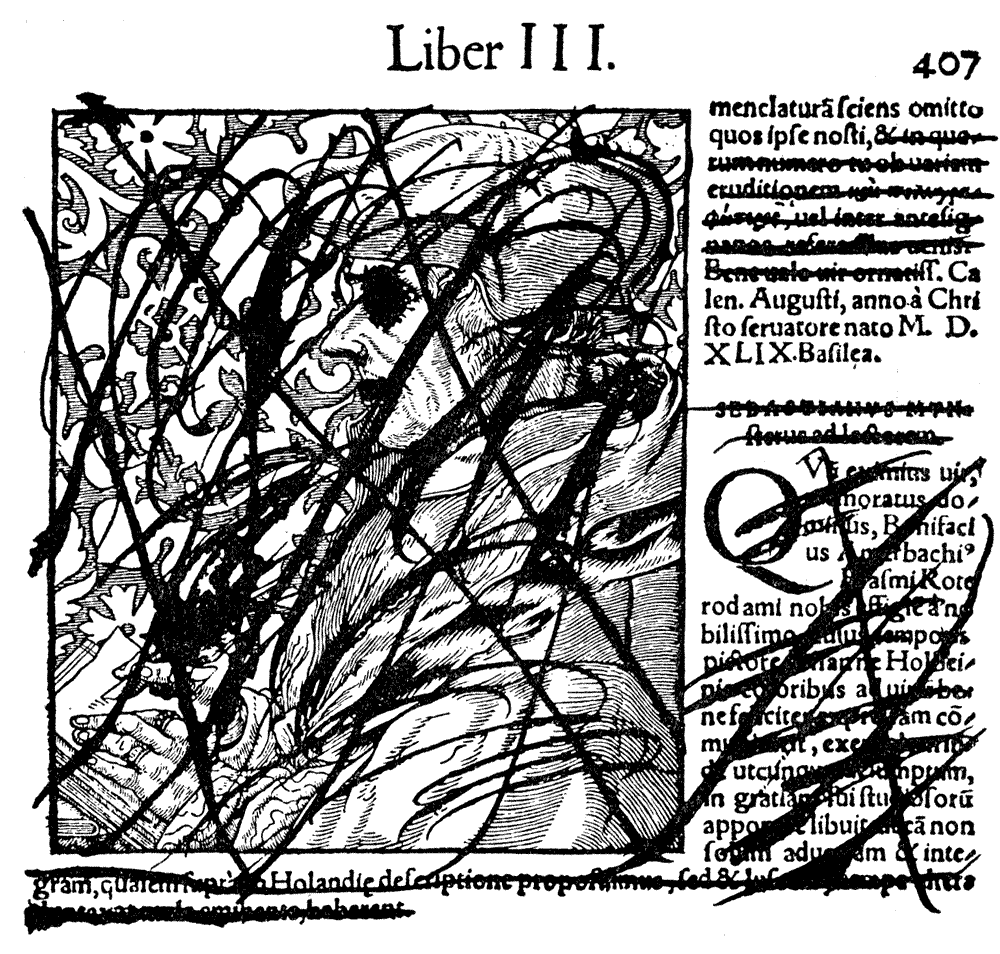
Text d'Erasme de Rotterdam, inclòs a l'Index Librorum Prohibitorum, censurat amb guixades, amb la seva imatge en un gravat.

Tot i rebutjant venir en persona, com se li proposà (respongué: Non placet Hispania), Erasme de Rotterdam fou la personalitat més destacada en el panorama religiós espanyol de la primera meitat del segle xvi. L'erasmisme, un humanisme cristià crític, intermedi entre els extrems que s'acabarien fixant com luteranisme i catolicisme romà, es divulgà a través dels seus escrits, vertaders èxits editorials, i dels seus deixebles directes: Lluís Vives i els germans Juan i Alfonso de Valdés. S'estengué fins i tot a capes populars, notablement gràcies a la divulgació que suposà la novel·la anònima El lazarillo de Tormes (l'autoria de la qual ha estat atribuïda a molts diferents personatges, entre altres a algun dels germans Valdés). La recepció que tingueren les seves idees suposa la prèvia existència a Espanya d'una atmosfera cultural i d'unes elits culturals i socials que la permetés. Tot i així, el suport de l'emperador Carles V, de la Universitat d'Alcalá i de bona part de la jerarquia no va impedir que els seus poderosos adversaris: els ordes religiosos, amb el suport de teòlegs de Salamanca (Francisco de Vitoria) i Valladolid (Pedro Margallo i Fernando de Préjano), s'acabessin imposant. A punt van estar d'aconseguir la seva condemna a la Conferència de Valladolid (1527), de la qual només se'n lliurà gràcies a la suspensió de les sessions ordenada per l'inquisidor proerasmista Alfonso Manrique.

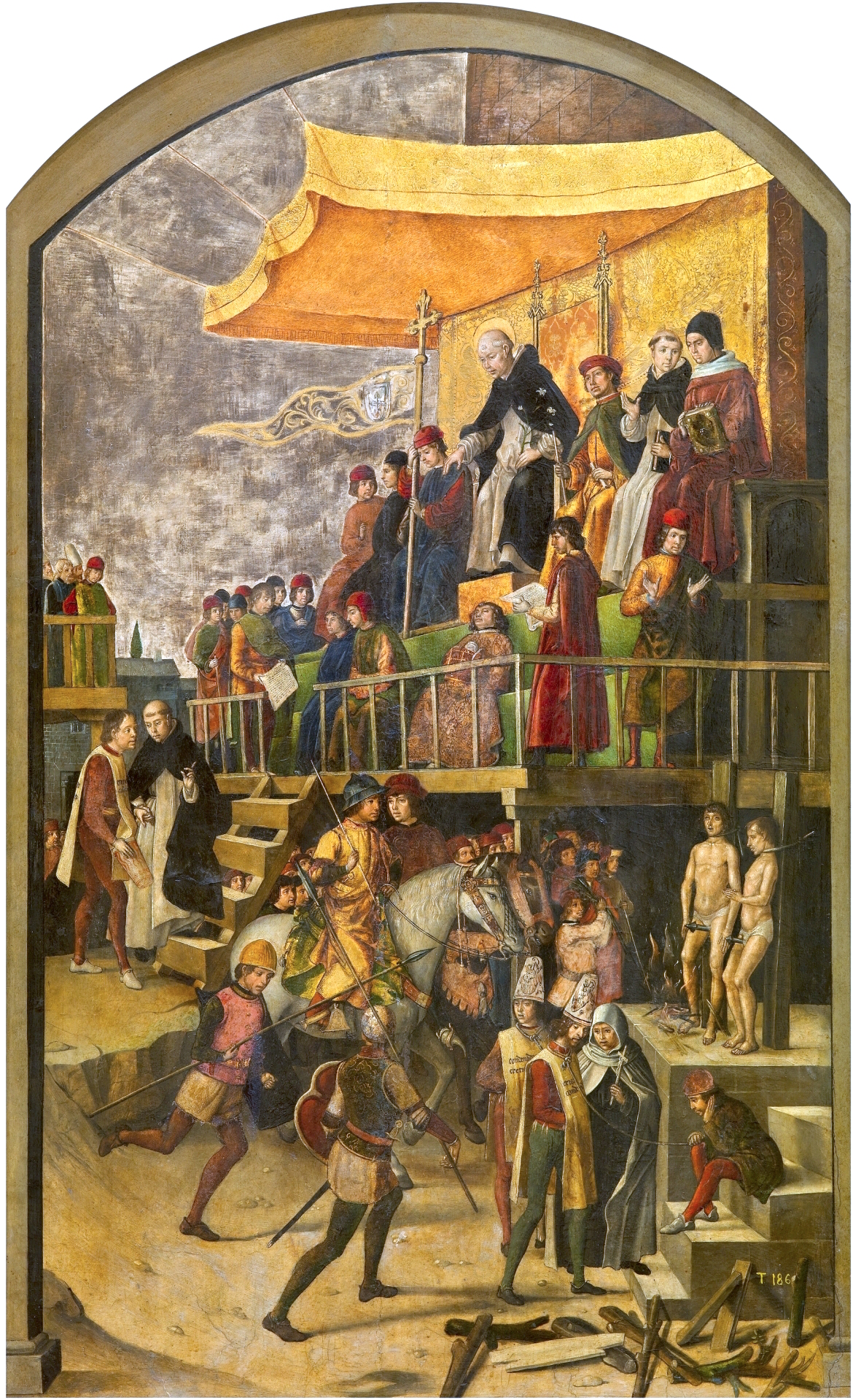
Sant Domènec presideix un acte de fe contra els albigesos, de Pedro Berruguete (1475). No es representa un fet propi de la Inquisició Espanyola, ni protestants ni judeïtzants, però l'acumulació a la mateixa escena del jutge eclesiàstic amb l'hàbit dominic, els penitents amb la gramalleta, el penediment que es "reconcilia" en un últim moment i els "relaxats al braç secular" cremant-se (la qual cosa es feia al braser, fora del lloc on es feia l'acte de fe), té una gran força visual i ha fet que aquest famós quadre sigui àmpliament reproduït.

| «                           | En el procés del Brocense, un estudiant legista, anomenat Juan Pérez, acusa el Mestre Sánchez de «parlar d'Erasme amb elogi, referint les paraules d'un canonge de Salamanca: Qui diu mal d'Erasme, o és frare o és ase; i... que si no hi hagués hagut frares les obres d'Erasme fossin bones, i no hi hauria res vedat en elles». | » |
| — Marcelino Menéndez Pelayo | |   |

### Persecució de la dissidència religiosa

#### Alumbradosi protestants
Des del 1521 la persecució inquisitorial de tot el que pogués associar-se a la reforma luterana va creant la imatge, molt més poderosa que la realitat, d'un utilíssim enemic, al qual s'associen tant erasmistes com místics o renovadors que poc o res tenien a veure amb el protestantisme, en un ambient cada cop més tancat i xenòfob, que culminà amb la prohibició d'estudiar fora d'Espanya (Pragmàtica del 22 de novembre de 1559).
Fins mitjans de segle, els processats i executats són estrangers que vagament han sentit parlar de Luter: el pintor Gonzalo a Mallorca (1523), el mercader alemany Blai a València (1524) i a la mateixa ciutat el pintor Cornelius de Gant i l'agustí Martí Sanchis, primer espanyol a ser executat (1528). El 1532, el procés dels enllumenats o alumbrados (Vergara, Tovar, Eguía, María de Cazalla —germana del bisbe Juan de Cazalla— i Castillo, que reunits en conventicles de Pastrana o d'Escalona —des del 1511 Pedro Ruiz de Alcaraz, Isabel de la Cruz i Bedoya que per a algun autor consideraven ja l'"amor de Déu" no com idea mística, sinó com certesa absoluta que Déu guia la ment humana per poder llegir l'Escriptura amb tota llibertat, influint en Juan de Valdés— llegien i interpretaven personalment la Bíblia i preferien l'oració mental a la vocal, com van fer posteriorment els quietistes, o pretenien combregar sense confessar, per considerar que gent justificada i confirmada en el bé no poden ja pecar com abans que ells les beguines) Va significar el començament d'una persecució més sistemàtica, encapçalada per l'inquisidor Fernando de Valdés y Salas. Sota la seva direcció, i al temps que es publicava l'Index Librorum Prohibitorum, es produïren els sis actes de fe de 1559-1562, que amb la condemna de dues-centes persones a diverses penes (inclosa la foguera) acabaren amb els nuclis de Valladolid (restringint a elits intel·lectuals i d'alt nivell social —el corregidor de Toro, Carles de Seso, o el capellà de Carles V, Agustín de Cazalla—) i de Sevilla (amb un caràcter més popular tot i que també minoritari —divulgat per predicadors com Constantino Ponce de la Fuente, seguidor del doctor Egidio—, que va descobrir-se per la detenció de l'arrier Julián Hernández, que havia introduït des d'Alemanya dos tonells carregats de llibres protestants). Encara es discuteix la vertadera naturalesa teològica de les creences d'ambdós nuclis. Van escapar a la repressió molts reformistes exiliats, com Juan Pérez de Pineda, Cipriano de Valera, Casiodoro de Reina, Antonio del Corro, i els germans Francisco i Juan de Encinas. Reina i Valera publicaren el 1569 a Basilea la seva traducció de la Bíblia al castellà (l'anomenada Bíblia de l'Ós o Reina-Valera) que va convertir-se en la versió més emprada pels protestants espanyols
Els erasmistes que quedaren a Espanya hagueren de prendre moltes cauteles, àdhuc negar l'orientació de llur pensament, que passa a centrar-se més que en el menyspreu de les cerimònies i la sublimació de l'esperit, en el problema de la justificació per la fe i del benefici de Crist. L'any 1559 també presencià l'extraordinari escàndol que comportà el procés de l'arquebisbe de Toledo Bartolomé de Carranza, que malgrat ser un dels principals ponents del Concili de Trento, i protegit de Felip II, havia publicat als seus Comentaris sobre el catecisme romà proposicions que a l'inquisidor Fernando de Valdés li permeteren acusar-lo de tot un conjunt de desviacions, en la perillosa línia que voreja l'erasmisme i el luteranisme. La recusació del seu jutge, la defensa de Martín de Azpilcueta, i la intervenció final del papat, no van impedir que Carranza acabés morint a Roma sense poder tornar a la seva seu.
Hi hagué un ressorgiment de grups alumbrados entre el 1570 i el 1579, i ja al segle xvii, d'altres nuclis sorgiren a Sevilla i València, d'extracció més popular que els elitistes dels nuclis castellans, algunes de les quals hereves del moviment de beguines, que donà també manifestacions més extravagants, com les emparedades per la seva pròpia voluntat.

#### Cristians nous

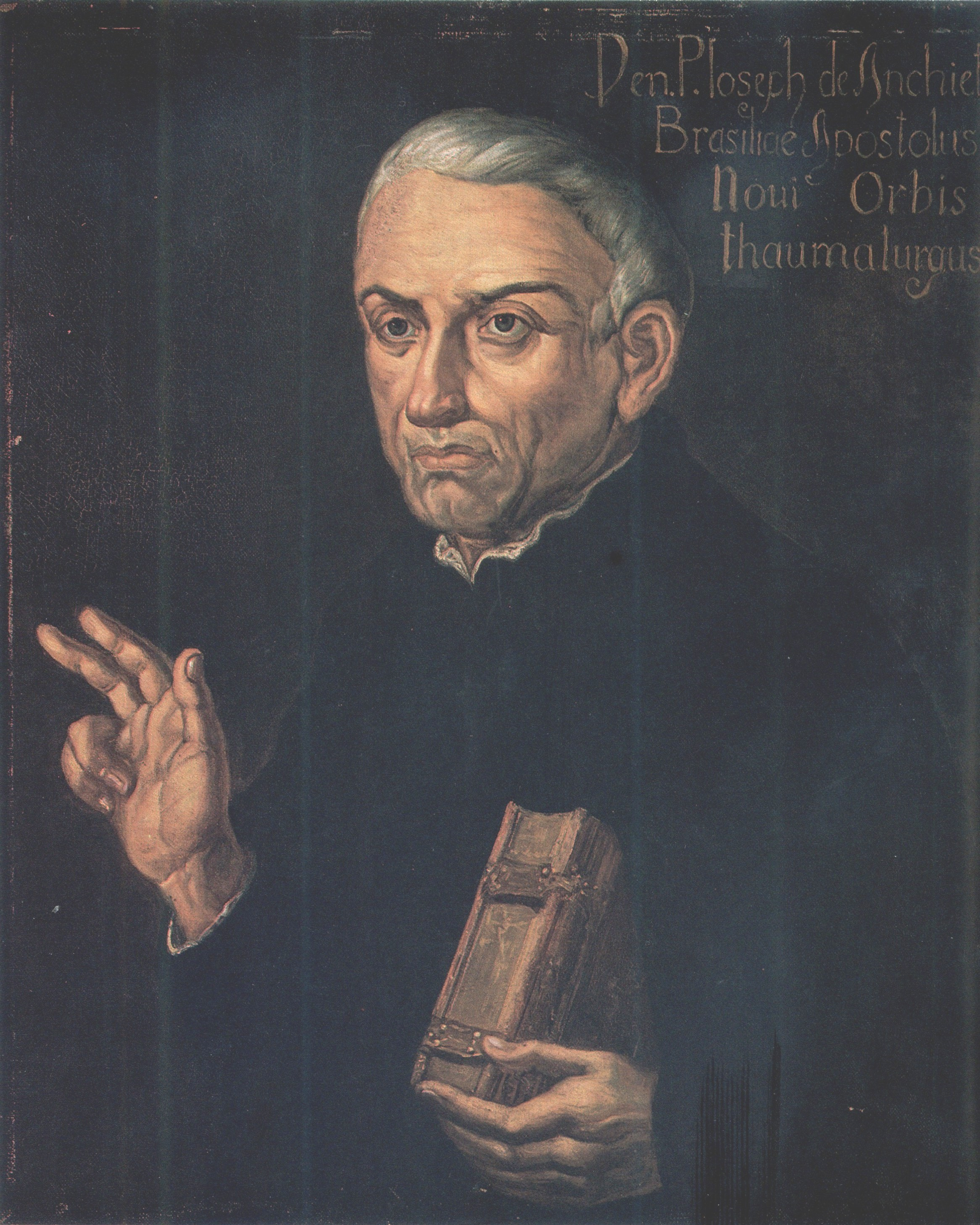
Sant José de Anchieta (1534–1597), missioner jesuïta espanyol a Brasil i un dels fundadors de Sao Paulo i Rio de Janeiro. José d'Anchieta era descendent de judeoconversos per línia materna.

Una de les peculiaritats més grans de la vida religiosa espanyola de l'Antic Règim fou l'existència de la categoria social de cristià nou, que no es perdia amb el pas de les generacions, la qual cosa deixava clar la motivació ètnica de la diferenciació, a pesar de la insistència inquisitorial en cercar casos de criptojudaisme.
Als judeoconversos se'ls atorgava l'apel·latiu de marranos, i els estatus de neteja de sang els hi impedien entrar a la major part de les institucions, incloent-hi les universitàries, els ordes militars i alguns ordes religiosos. Això feu que molts d'ells procuressin amagar-ho, sobrecompensant amb més intransigència religiosa (el denominat zel del convers) o amb una major espiritualitat. L'amagament i el descobriment d'orígens jueus es feia obsessivament a totes les capes de la societat, inclosa la noblesa, el clergat (també els propis inquisidors) i la pròpia monarquia (Tizón de la nobleza). La historiografia, sobretot a partir de la polèmica Américo Castro-Sánchez Albornoz, convertí en un lloc comú la recerca d'això mateix per a la major part dels personatges de l'Edat d'Or com Santa Teresa o Sant Joan de la Creu, de vegades amb proves convincents i d'altres a través d'indicadors discutibles (postures crítiques, por de la Inquisició, sobrecompensacions, com la freqüent invocació a la Santíssima Trinitat o postures casticistes, o sortides escapistes, com la recerca de la fama o el turmentat "viure desvivint-se").
Els moriscos no foren tan perseguits per la Inquisició (segurament per ser majoritàriament comunitats camperoles subjectes a un fort sistema senyorial, que alhora que els explotava també els protegia d'interferències). S'ha interpretat que els estranys Ploms del Sacromonte, un famós cas de falsificació històrica, eren en realitat un intent de conciliació del cristianisme amb l'islam per part d'algun grup de moriscos d'alta posició social després de la Rebel·lió de les Alpujarras. Els ploms pretenien ser un cinquè evangeli que hauria estat revelat per la Verge en llengua àrab per ser divulgat a Espanya, presumptament a Sant Cecili, un dels misteriosos barons evangèlics del segle I a qui per a l'ocasió se l'imagina com un àrab cristià que acompanyava Sant Jaume.

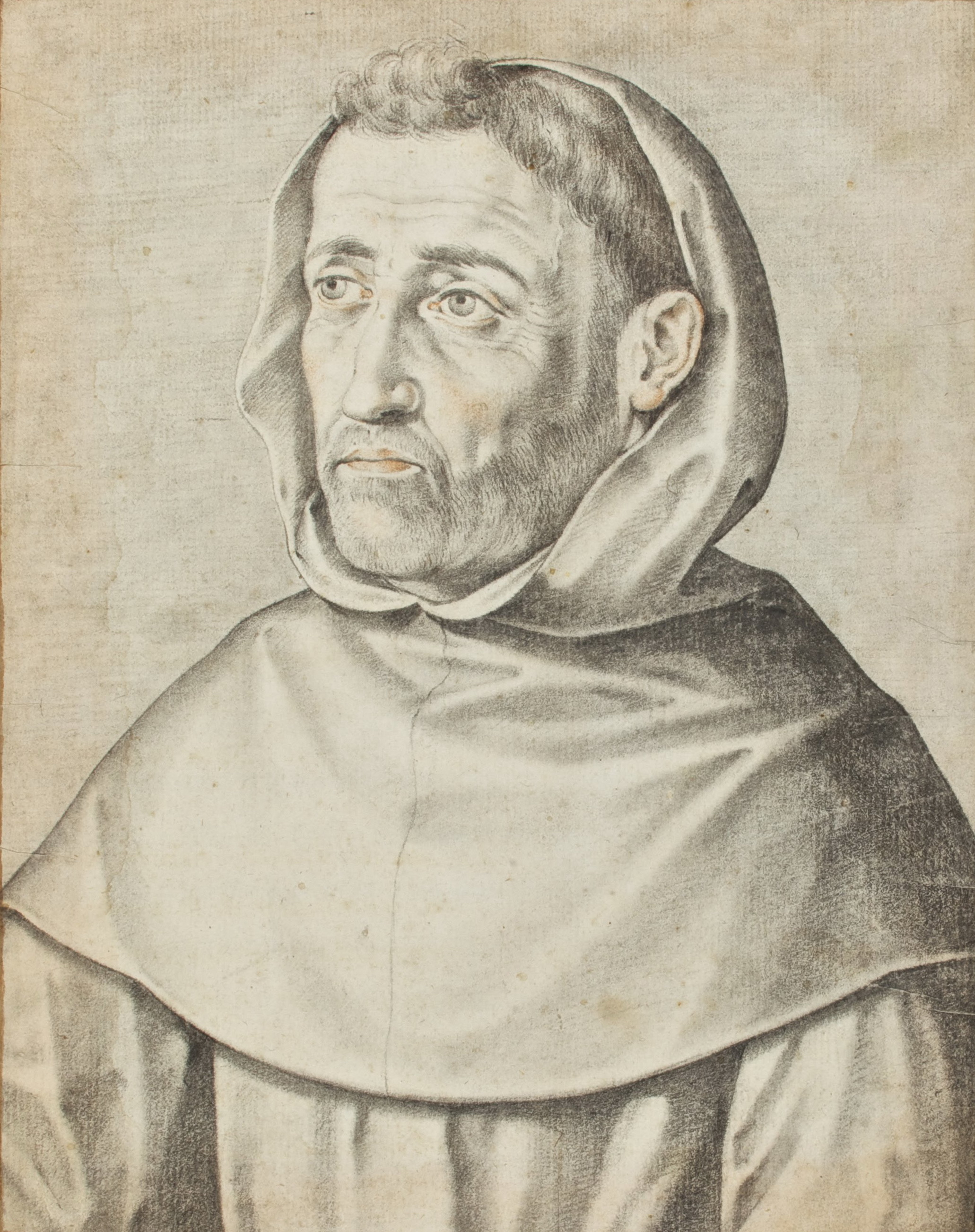
Frai Luis de León, monjo agustí i professor de la Universitat de Salamanca, fou acusat davant la Inquisició, entre altres coses per traduir el Càntic dels Càntics. Amb la seva poesia, declaradament escapista del mundanal soroll, cerca la placidesa de qui amb només Déu es compassa, ni envejat ni envidiós.

### Debats teològics alseglexvi
Els teòlegs catòlics espanyols distaren molt de presentar un pensament monocord: a més de l'existència molt reduïda d'un pensament més o menys proper a la reforma protestant i dels humanistes de corrent erasmista, l'escolàstica tradicional es veié desafiada pel que es pot denominar "teologia positiva" o "historicista" (Melchor Cano). El procés de frai Luis de León fou sens dubte una conseqüència d'aquests enfrontaments. D'altra banda, els ordes religiosos mantenien visions diferents sobre punts d'importància, com els dominics, defensors d'un tomisme ortodox i els jesuïtes, partidaris d'una concepció que per a aquells sobrepassava l'ortodòxia catòlica en els temes de la gràcia divina i la llibertat humana. A la publicació de Concordia liberi arbitii (Lisboa, 1588) del jesuïta Luis de Molina, s'hi respongué amb Apologia gratum predicatorum... adversus quesdam novas assectationes cusdam doctores Ludovici Molinae... de Domingo Báñez i altres dominics. La qüestió arribà a la Inquisició i al Papa. Pau V, salomònic, considerà que el tema es movia en marges opinables. Francisco Suárez medià en la polèmica defensant-hi un punt intermedi: el congruisme. A Defensio fidei el mateix autor dona suport a la prelació del Papa davant de l'autoritat temporal dels reis, suscitada per la qüestió del jurament de fidelitat (Jaume I d'Anglaterra); d'altres obres molt divulgades a Europa aleshores foren De legibus i sobretot Disputacions metafísiques.

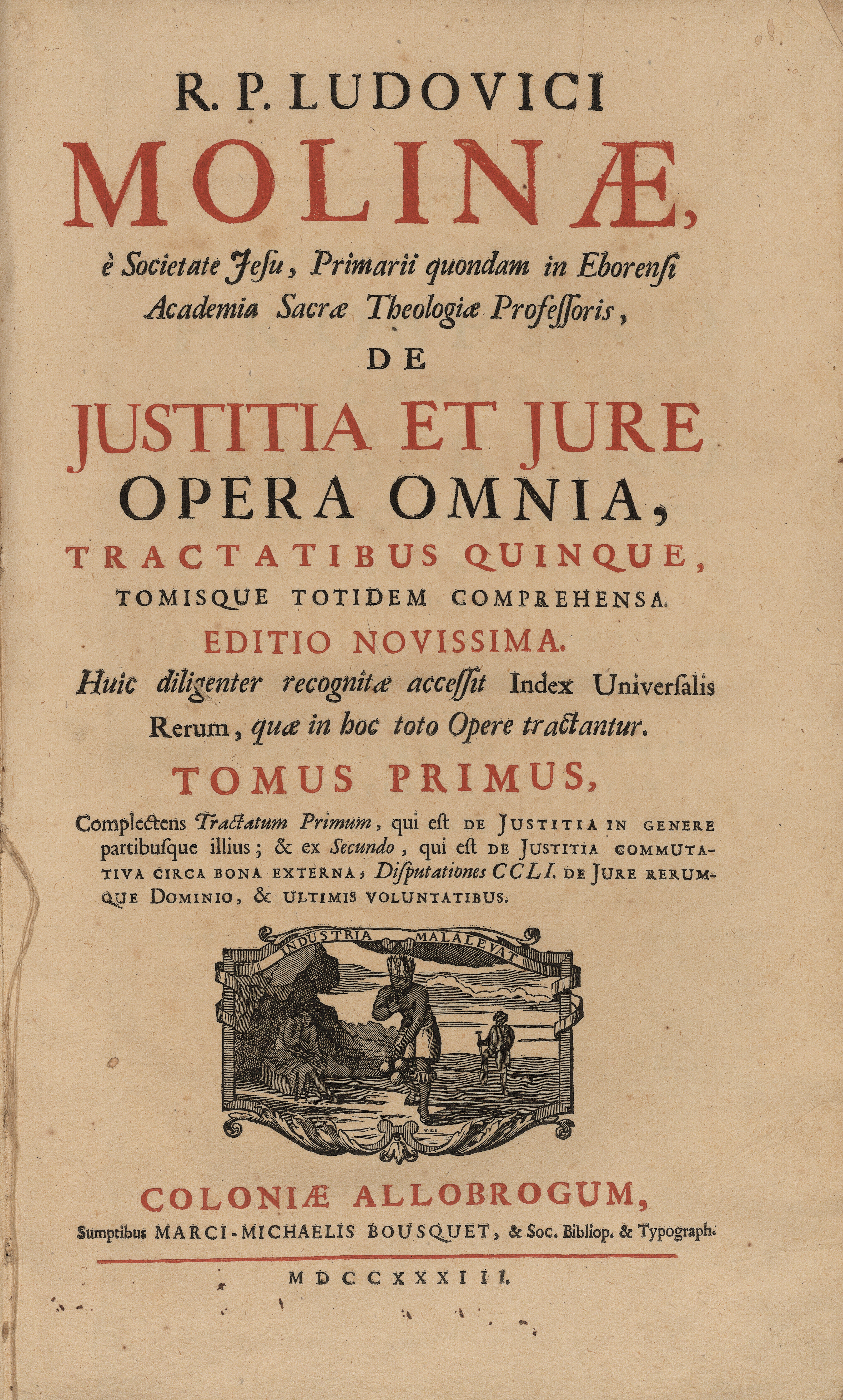
De iustitia et iure, 1733

L'enfrontament entre els racionalistes dominics (Melchor Cano, De iustitia et de iure, Bartolomé de Medina, definidor del probabilisme moral o Diego de Zúñiga) i els franciscans (el penalista Alfonso de Castro De potestate legis poenalis), comprensius amb postures properes a l'il·luminisme (arribar a la perfecció únicament mitjançant l'oració, sense sotmetre's a pràctiques pietoses o rituals) i el recolliment es coneix com la polèmica dels espirituals (no confondre amb el moviment dels espirituals, dels segles xii i xiii, que pretenia una església pobra) o controvèrsia sobre el quietisme, i acabà amb el triomf dels dominics després del procés a Miguel de Molinos. La transcendència de l'obra de Molinos fou molt important a altres parts d'Europa, sobretot a França, on les seves propostes (denominades molinosisme, que convé no confondre amb el molinisme de Luis de Molina) foren recollides per Fenelon (que també fou condemnat).
Per a la fixació de l'ortodòxia i l'extensió de la instrucció religiosa, un instrument d'abast secular fou el Catecisme de la doctrina cristiana del pare jesuïta Gaspar Astete, al qual s'afegí al segle següent el del seu correligionari jerònim Ripalda (1616). Tots dos continuaren emprant-se amb petites modificacions fins al segle xx.

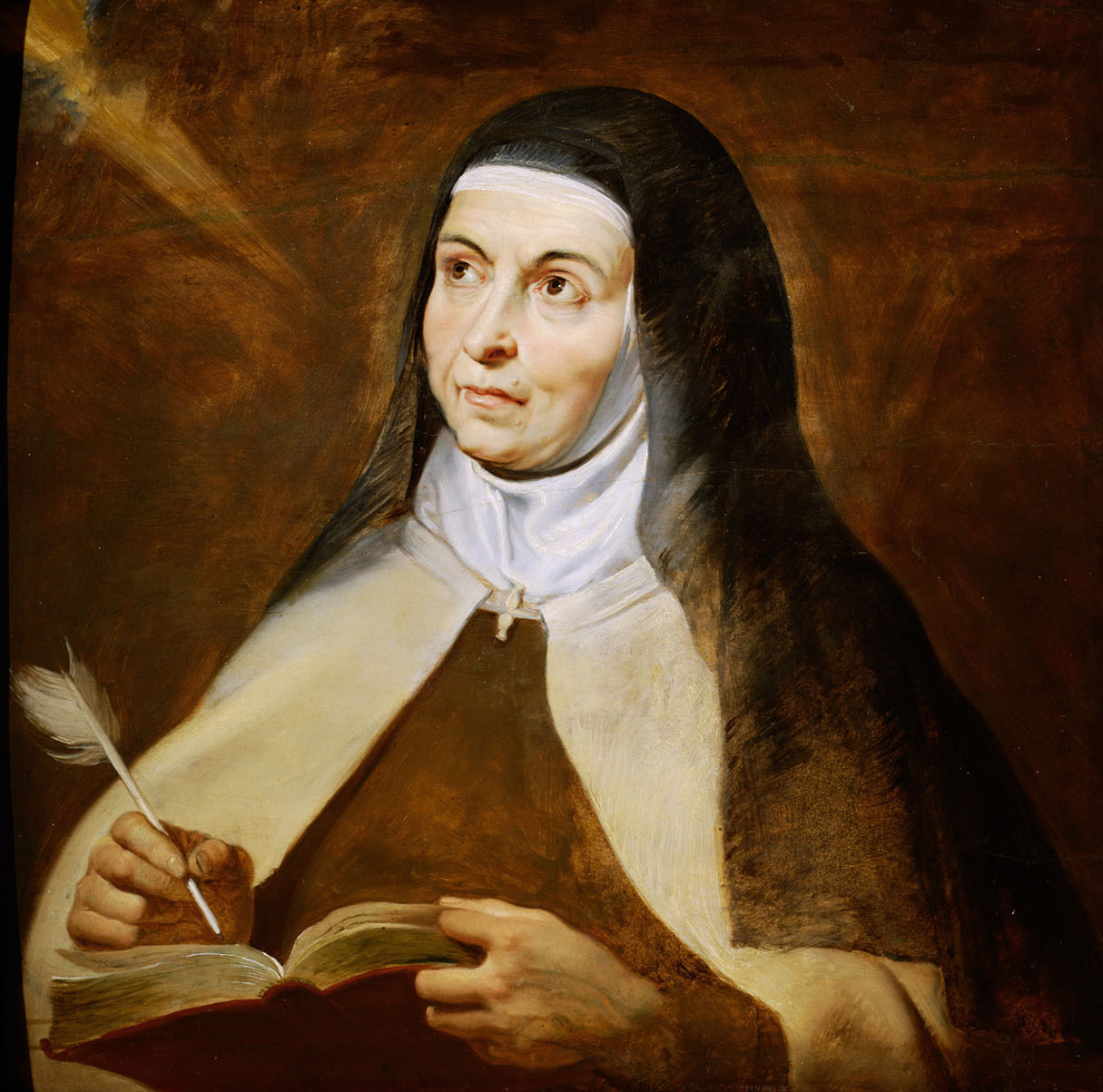
Santa Teresa de Jesús, de Rubens.

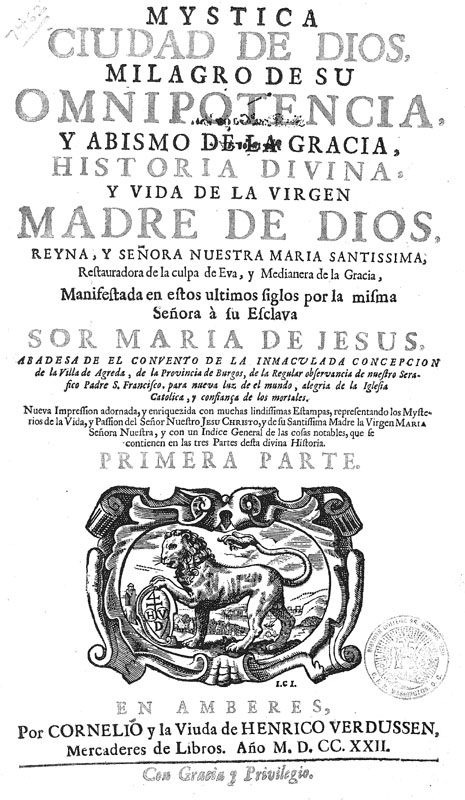
Mística ciutat de Déu... i Vida de la Verge... manifestada en aquests últims segles per la mateixa Senyora a la seva Esclava… Sor Maria de Jesús…

### Mística, oratòria sagrada i literatura espiritual delseglexvi
| «                       | Qui té Déu, res no li manca. Només Déu basta | » |
| — Santa Teresa de Jesús |                                              |   |

En l'ascètica i mística espanyoles, el final de l'Edat Mitjana havia suposat un període d'importació o iniciació, en què alguns autors consideren decisiva la influència dels místics àrabs (Ramon Llull seria la baula entre el misticisme musulmà i el cristià segons Helmut Hatzfeld) i jueus, a més dels germànics: Joan de Ruusbroec, Johannes Tauler, Mestre Eckhart i, sobretot, Tomàs de Kempis (Imitació de Crist, traduïda a Saragossa el 1490 i molt divulgada a Espanya).
A la primera meitat del segle xvi, fins al 1560, ve el denominat període d'assimilació, caracteritzat per les edicions de literatura espiritual estimulats per Cisneros (Francesc Eiximenis, Ludolf de Saxònia, Iacopo da Varazze) i produccions pròpies com les d'Hernando de Zárate, Alonso de Orozco, Francisco de Osuna, Pere d'Alcàntara i Alonso de Madrid; així com els Exercicis espirituals d'Ignasi de Loiola i l'Audi, filia de Joan d'Àvila.
Després dels més importants predicadors del segle, Sant Pere d'Alcàntara (que també creà el convent més petit del món) i frai Luis de Granada, vingué el període culminant de la mística en l'últim terç del segle xvi: Santa Teresa de Jesús i Sant Joan de la Creu, que a més de la seva vida interior i producció literària realitzaren una activíssima presència en la vida de llur temps, fundant els primers convents de carmelites descalços a partir del 1562 i 1568 respectivament, enmig d'una fortíssima lluita contra els carmelites calçats, que fins i tot dugué Joan a la presó. La mística del segle xvi sol denominar-se de decadència, o de compilació doctrinal (més barroca i extravagant encara), i està representat per sor Maria de Jesús d'Ágreda.

### Debats intel·lectuals alseglexvii
| «                                                                          | Cal procurar-se els mitjans humans com si no n'hi hagués de divins, i els divins com si no n'hi hagués d'humans: regla de gran mestre, que no cal afegir-hi comentari | » |
| — Sant Ignasi de Loiola, glossat per Baltasar Gracián (Oracle manual, 251) | |   |

Superats els enfrontaments del segle xvi, no hi ha res de transcendència semblant al contemporani escàndol del jansenisme a França. L'actitud de Baltasar Gracián (El Criticón), no interessat en les implicacions doctrinals ni teològiques de les seves reflexions morals, prenent com referents els moralistes de la tradició clàssica (Nicolau Maquiavel, Bocallini, Barclay, Botero) i l'Antiguitat grecollatina (Marcial, Sèneca), topà amb els seus superiors a la Companyia de Jesús, molt interessats a mantenir-se dins de la més clara ortodòxia, en la conjuntura crítica dels debats en què es trobaven immersos contra els jansenistes. el casuïsme dels jesuïtes (de vegades anomenat jesuïtisme) que es planteja tota mena de casos, especialment la problemàtica del fracàs matrimonial, emfatitzant l'anàlisi de la complexa casuística de la moral sexual; era vist pels seus adversaris com laxisme moral. Es traduïa, a través dels seus confessors influents, en el costum de permetre la comunió freqüent; en comparació al respecte reverencial al sagrament de la comunió d'altres moviments, que consideraven l'aproximació a l'hòstia com una ocasió especialíssima. El costum popular era el de combregar "burocràticament" per Pasqua a la parròquia sota la jurisdicció de la qual vivia el feligrès (comunió pasqual), de la qual cosa fins i tot se'n feia testimoni per part dels mossèns, donant en alguns casos un registre tan fiable que ha estat emprat com font documental per a estudis de demografia històrica i d'història local.

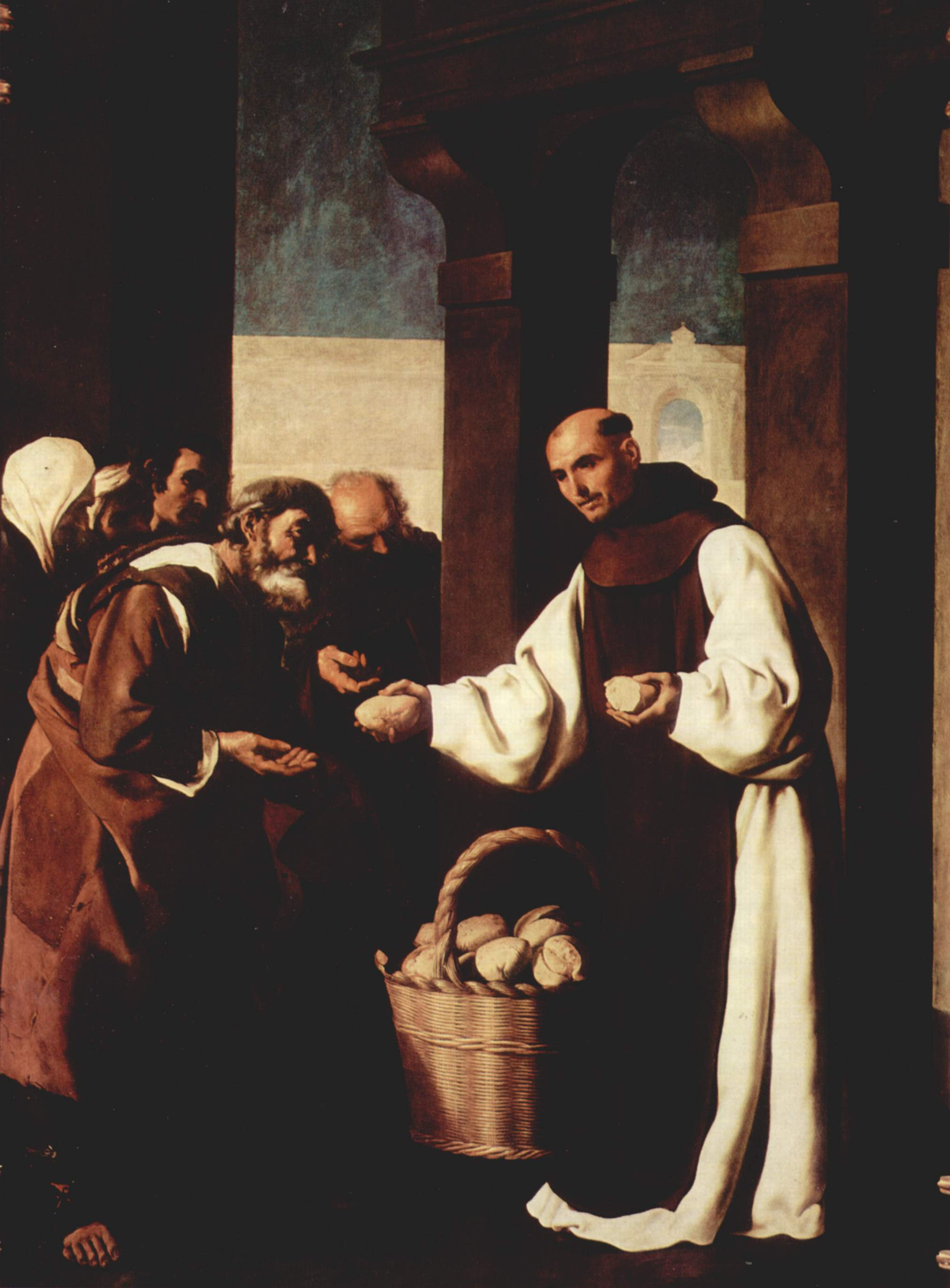
Frai Martín de Biscaia repartint pa als pobres, de Zurbarán. La pobresa, àmpliament present en la societat, es percep com valor espiritual més que no pas una disfunció econòmica, i compleix una funció integradora entre els estaments privilegiats i els no privilegiats, en una concepció del món que veu com sospita de poc cristiana vella l'acumulació de capital per la burgesia, desincentivant-la. Els pobres, amb les seves oracions agraïdes, paguen la caritat dels rics. El clergat és el mediador i facilita la salvació eterna de tothom.

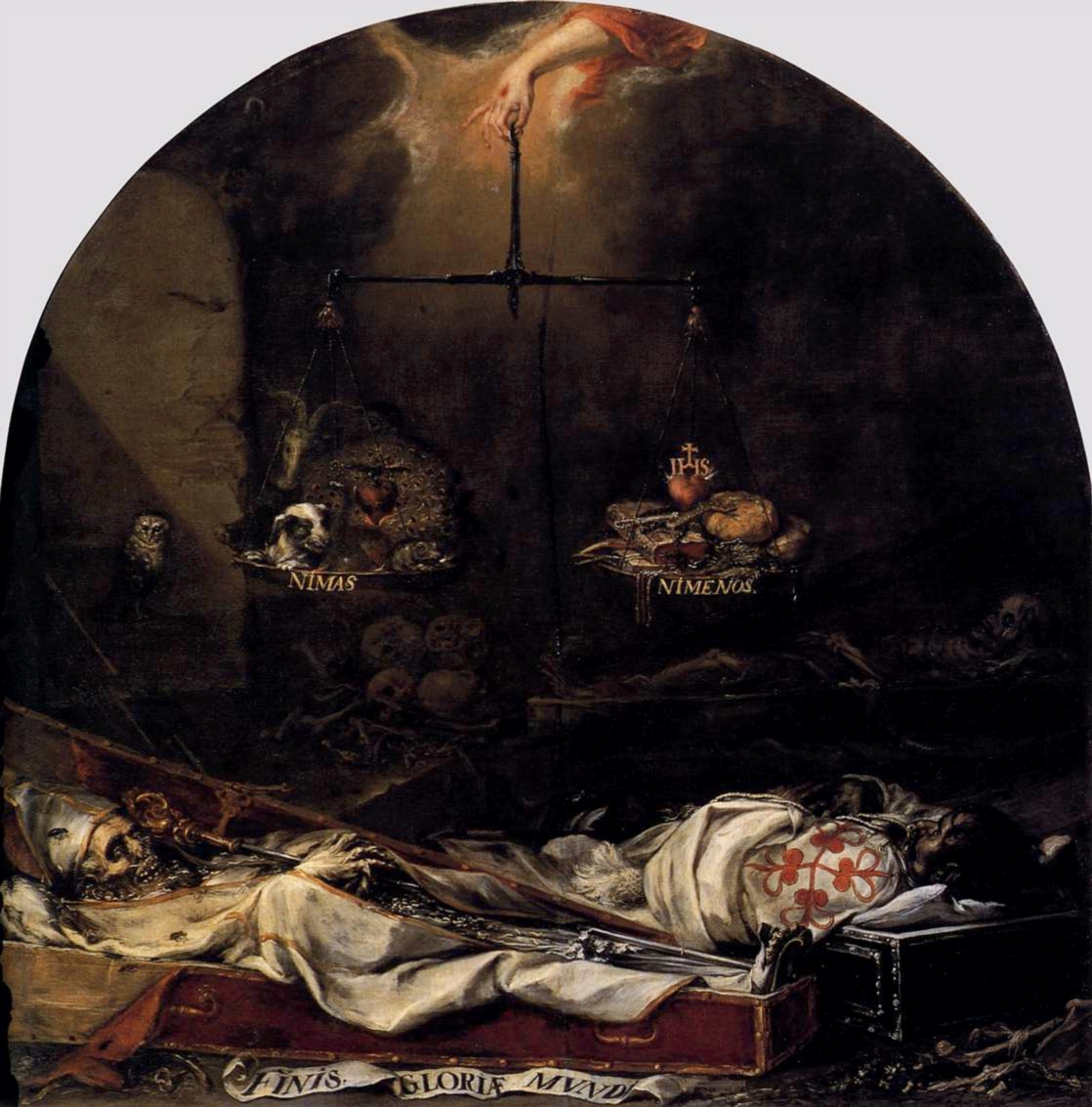
Finis Gloriae Mundi, de Juan de Valdés Leal. Els cadàvers d'un cavaller i d'un bisbe es podreixen sota la balança que pesa llurs mèrits i culpes. Tota la vida humana s'enfocava en perspectiva cap a les seves darreries.

### Religiositat popular barroca
Es feu omnipresent la defensa contrareformista de les obres i, per tant, de la col·laboració necessària de l'home per a la salvació, que en la seva interpretació catòlica no ha de fiar-se al mer abandonar-se a la gràcia i a la fe (com insistien els protestants o els quietistes) és el que justificava el paper mediador de l'Església, administradora dels sagraments i dipositària (per la comunió dels sants) dels mèrits dels sants, la Mare de Déu (corredemptora i mediadora) i de Crist per al "negoci de la salvació": treure aviat les ànimes del purgatori.
Els manuals de confessions de Martín d'Azpilcueta o de Jaime de Corella responen a la intensificació del control social de l'Església a través de les consciències. El paper del confessor transcendeix la seva tasca espiritual per convertir-se en un orientador vital en tots els aspectes materials, tant personals (mèdics, psicològics) com socials (econòmics, educatius, fins i tot legals).
Les pràctiques religioses rituals, devocionals i caritatives, tant en l'àmbit públic com en el privat constituïen una considerable part de la vida social. Múltiples institucions es fan càrrec de totes les possibles manifestacions d'aquestes pràctiques, des dels hospicis per a nens orfes, els hospitals per a malalts i rodamóns i les cases de recollida per a prostitutes, fins a les múltiples institucions lligades al fenomen de la mort. Va créixer extraordinàriament el número i la influència de les cofradies, congregacions, esclavituds i d'altres institucions de laics, associades a devocions noves, com l'Escola de Crist o les Ànimes del Purgatori. Moltes d'elles eren una mena de mutualitats d'enterraments, un afer molt important en la consideració social. Ordes mendicants i parròquies competien tan durament que hagué de regular-se un pagament del 25% (quarta funeral) per a qui volgués ser enterrat fora de la seva parròquia.
Es pretén conquerir els esperits a través dels sentits, i paradoxalment, a més dels moviments quietistes i místics, viscuts individualment, la religió es viu sobretot socialment, com un espectacle. Com a exemple màxim són les processons de Setmana Santa, durant les quals una ciutat sencera es converteix en una obra d'art que remet a tots els sentits (música i escultures ambulants, arquitectura efímera, tapissos florals, dramatitzacions i vestuaris que impliquen a bona part de la comunitat, especialitats gastronòmiques concebudes per a l'ocasió...). Els actes de fe es conceben com un espectacle popular i una catarsi col·lectiva. Les canonitzacions barroques foren nombrosíssimes a Espanya: al segle xv només se n'havia fet una, al XVI una altra, mentre que al segle xvii es feren 23 beatificacions i vint canonitzacions (al segle xviii les beatificacions van baixar a 16 i les canonitzacions a 9). Es rescataren figures medievals d'interès polític com Isidre el Llaurador, patró de Madrid, capital de la monarquia, i Ferran III (cosí de Lluís IX de França). El 1622 es canonitzà simultàniament, entre desmesurats festeigs, Santa Teresa de Jesús, Sant Ignasi de Loiola i Sant Francesc Xavier. Es va aconseguir una vertadera popularització dels afers teològics a través de la vivència religiosa de l'art i de la música, aconseguint una especial repercussió la imatgeria (Gregorio Fernández a Valladolid, Juan Martínez Montañés a Sevilla, Francisco Salzillo a Múrcia) i el teatre (actes sacramentals de Calderón de la Barca). Bona part dels dramaturgs són clergues o acaben prenent els hàbits (Tirso de Molina, Lope de Vega). L'ús de les imatges religioses i àmbits santificats era omnipresent, i s'estengué a tota mena de finalitats, àdhuc per "protegir" una paret dels que feien les seves necessitats; acollir-se a sagrat quan es fuig de la justícia; acabar amb les baralles a la vista d'una creu o al pas d'un viàtic que produïa processons espontànies seguint el sacerdot que portava els últims sagraments a un malalt greu.

### Edat d'or dels miracles

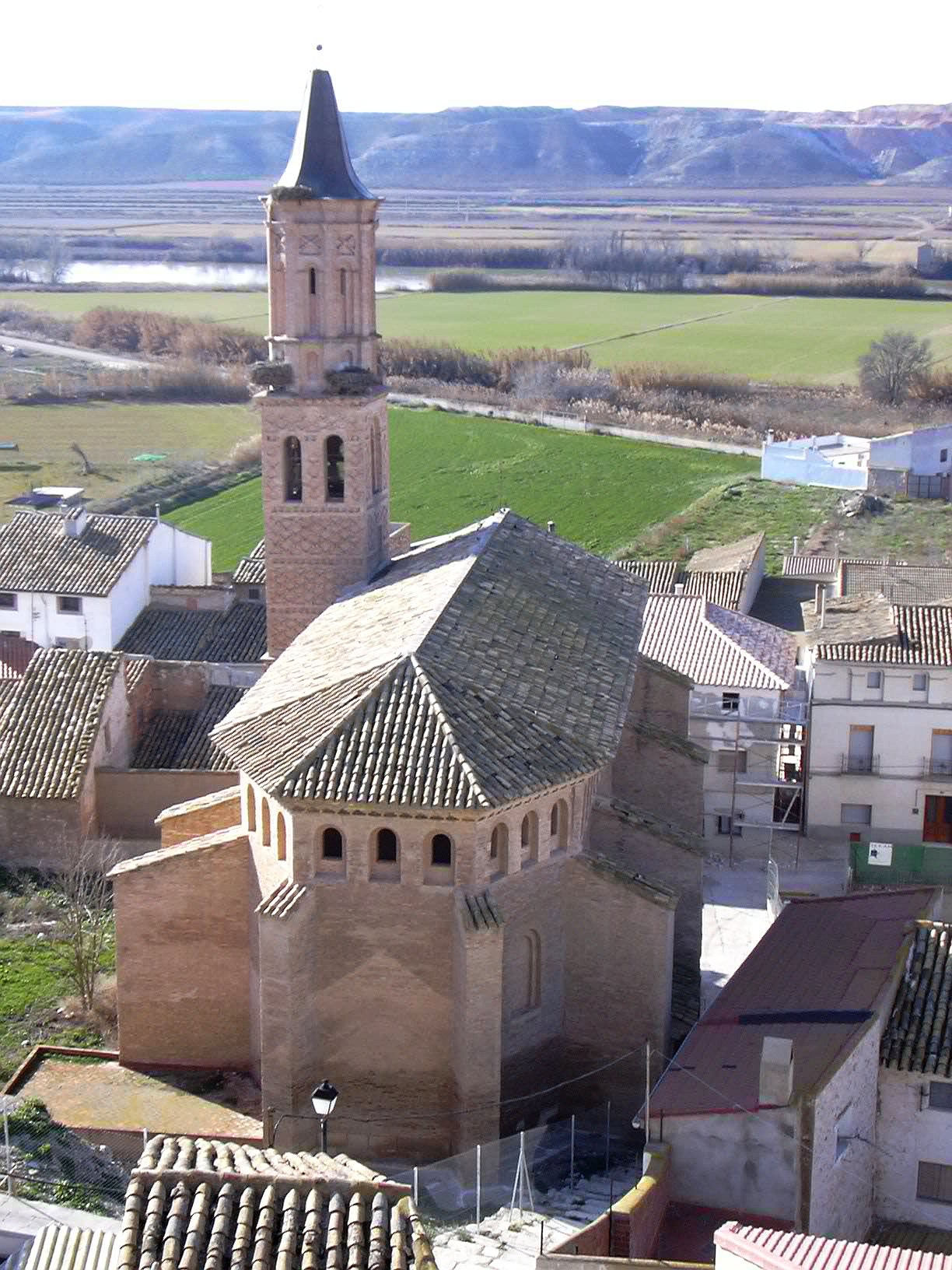
Església de Velilla, amb el seu campanari.

Es pot parlar d'una inflació miraculera, amb un total de 118 miracles recollits a cent cinquanta Relacions al segle xvii (al darrer quart del segle xvi n'hi havia només tretze). Hi hagué nombrosos escàndols: el de l'eremita Juan de Jesús a Còrdova o la beata de Carrión (tots dos el 1635), mossèn Simó a València... La jerarquia intentà controlar els excessos més evidents, de vegades impedint ritus propiciatoris ancestrals (els goigs catalans que recordaven divinitats paganes, les processons excessivament supersticioses per demanar pluja o contra les epidèmies o la llagosta) i reprimint el Carnestoltes. Tot això, emperò, amb poc èxit: davant del risc de tempestes que amenaçaven una collita propera, els mossèns no podien resistir-se a la pressió popular que els exigia pujar-se als comunidors de les torres per espantar el núvol. El toc de Velilla de Ebro (parròquia propera a Saragossa, les campanes de la qual es deia que estaven foses pels àngels amb les trenta monedes de Judes), se sentí sense que ningú el toqués entre el 1601 i el 1686, per avisar que quelcom de dolent passaria a Espanya, segons fou comprovat i avalat pel prestigiós teòleg Padre Guadalajara. El 1641 la reproducció miraculosa de la cama tallada de Miguel Pellicer (miracle de Calanda) fou aprofitada per a la propaganda reial a la Guerra dels Segadors.

### Protestes per les fundacions conventuals
La sinceritat de la vivència religiosa cristiana en la immensa majoria del poble no impedia que es manifestessin contradiccions i disfuncions en el funcionament de les institucions religioses. L'augment considerable de la pressió econòmica de les fundacions conventuals sobre els municipis produí, ja el 1523, la demanda 45 a les Corts de Valladolid. S'hi sol·licitava que els monestirs, esglésies i persones eclesiàstiques no poguessin comprar ni heretar béns arrels, la qual cosa fou concebut per Carles V, tot i preveient la confirmació del Papa, però no tingué compliment, reiterant-se en corts successives, i rebent la negativa de Felip II de Castella a fer novetat en aquest afer. Al voltant del 1600 Rodrigo Sánchez Soria, procurador de Sevilla, insistia en allò greu d'aquest pes sobre l'economia castellana: «als llocs de més consideració les millors cases, vinyes, deveses i heretats estan en poder seu, i tot i que aquest mal és antic no s'havia notat com al present, perquè abans donaven les cases al cens perpetu i ara les lloguen, i creixen les rendes». Encara que es dictaren diverses prohibicions, eren fàcils d'eludir, i durant tot el segle xviii la queixa es renovà. Les fundacions de convents es feren molt escasses a partir de mitjans del segle xvii, i molts dels creats amb anterioritat passaren per dificultats, almenys fins després de la Guerra de Successió (1714). Això no significà que les propietats eclesiàstiques no continuessin expandint-se, més mitjançant compres de terres que no pas per les donacions.

### Elits
Quant a les elits, la seva devoció tenia trets diferencials, començant per la connexió amb l'alt clergat. Les fundacions religioses privades, capellanies, etc. eren un símbol de prestigi social. La monarquia donava exemple amb l'especial atenció a determinades institucions, a les quals connectava la seva família, com el convent de les Descalces Reials de Madrid. L'ocupació de càrrecs eclesiàstics amb finalitats polítiques, començant per la designació de càrrecs eclesiàstics per als fills segons de la família reial, sense que això signifiqués apartar-los de la primera línia política o militar (el Cardenal-Infant). Una cura exquisida es posava en el nomenament dels confessors reials, que més que significar un afer espiritual privat dels reis, era tractat amb criteris polítics. En altres ocasions la carrera eclesiàstica era una sortida al fracàs polític i una manera d'evitar les represàlies (Duc de Lerma).

### Bruixeria
Viu també el seu moment estel·lar el cas de Zugarramurdi (1610), que inquisidors racionalistes recondueixen hàbilment. Malgrat d'estar molt present a la cort (Carles II l'Embruixat), a Espanya la persecució de la bruixeria no arribà ni de lluny al furor del centre i nord d'Europa. En qualsevol cas, hi hagué tant autors partidaris que les bruixes realment van (seguint l'opinió de Sant Tomàs d'Aquino, defensada a Espanya per Nicolau Eymeric al segle xiv i el xvi per Castañega, Ciruelo o Martín del Río) i d'altres que interpretaven la bruixeria com una al·lucinació (Pere Gil, Pere de València i l'inquisidor Salazar Frías).

## Els espanyols estenen el cristianisme

### Places africanes i les Canàries
Les diòcesis de Ceuta i de Tànger foren restaurades amb l'ocupació portuguesa (1418 i 1459). Les places de Melilla i d'Oran foren ocupades pels castellans (Cardenal Cisneros). La conquesta de les illes Canàries fou acompanyada de la creació de tota una estructura eclesiàstica de nova planta, des de les diòcesis fins a les parròquies, monestirs, convents i altres institucions, en unes illes prèviament i en altres de manera paral·lela al començament de la colonització i evangelització d'Amèrica, per a la qual el seu exemple serví de precedent.
L'any 1390 fou trobada a les costes de Canàries una imatge de la Verge Maria (la Verge de Candelaria, patrona de les Illes Canàries) per dos pastors aborígens, qui hi feren culte, aquest fet succeí 100 anys abans de l'arribada dels castellans i de l'evangelització de l'arxipèlag. Per aquesta raó l'evangelització i catequització de les illes Canàries estan unides a aquesta advocació. Els conqueridors atribuïren a un miracle de Déu que una imatge de la Verge fos venerada fins i tot abans de l'arribada de l'Evangeli, per aquesta raó el santuari d'aquesta Verge fou el principal centre de la difusió de la religió catòlica entre els aborígens canaris.

### Extrem Orient i les Filipines
Les missions dels jesuïtes, destacadament de Sant Francesc Xavier es desenvoluparen de manera molt ambiciosa des de l'Índia fins a la Xina i el Japó, sota el control de la corona portuguesa —inclosa en la Monarquia Hispànica del 1580 al 1640. Les illes filipines foren colonitzades per Espanya, i el pes dels clergues fou fins i tot superior al que arribaren en la colonització americana, destacant la presència dels anomenats agustins filipins (des del 1565). Des d'allà els agustins Martin de Rada i Jerónimo Martín foren els primers espanyols a arribar a la Xina el 1575. La presència secular en aquests llocs explica l'existència d'un singular Museu Oriental al Convent dels Agustins Filipins de Valladolid, que fou la seu central on es formaven els missioners abans d'enviar-los.

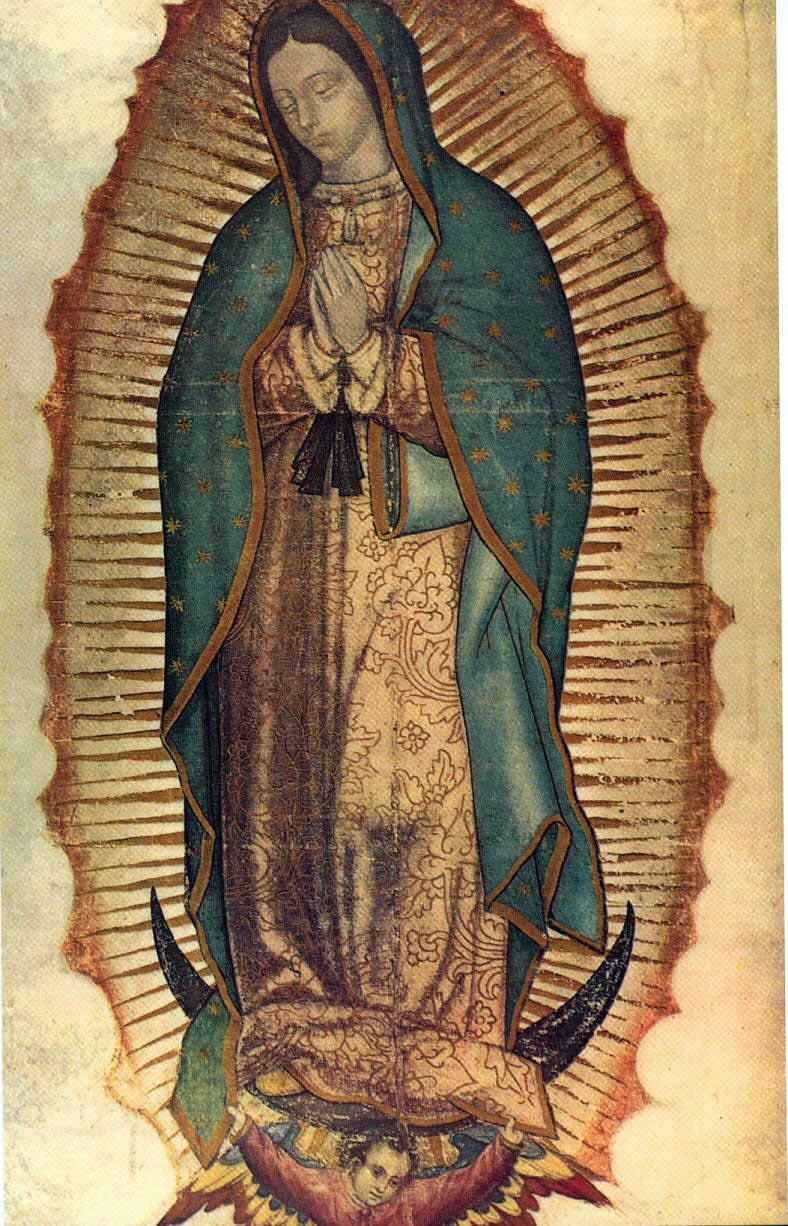
Imatge de la Verge de Guadalupe de Mèxic.

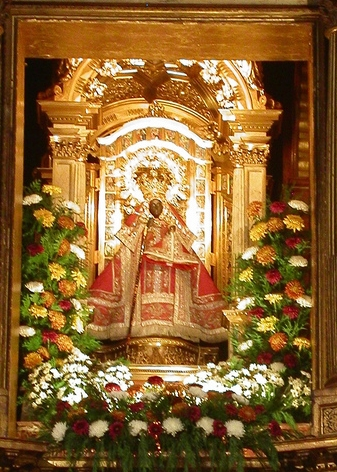
Imatge de la Verge de Guadalupe de Guadalupe (Càceres, Espanya).

### Amèrica
Després del descobriment de Colom, els Reis Catòlics es garantiren el suport papal per a la conquesta i colonització del Nou Món i el Patronat reial (el control dels nomenaments de tota mena de beneficis eclesiàstics, inclosos els bisbes) mitjançant les Butlles Alexandrines, a canvi de la missió espiritual de l'evangelització. L'execució a la pràctica d'aquest mandat donà lloc a institucions controvertides: les comandes, que varen significar una vertadera catàstrofe humana a les illes del Carib. El Sermó de Montesinos, pel qual Antonio de Montesinos denunciava aquesta situació amb arguments cristians i humanistes fou amplificat per un dels seus oients, el comandador penedit Bartolomé de las Casas, a partir d'aquest moment el major defensor dels indígenes americans. El seu major opositor a Espanya fou Juan Ginés de Sepúlveda, que a la Junta de Valladolid tingué oportunitat de contrarestar els seus arguments. Prèviament, un altre debat teològic, la Junta de Burgos havia instituït el requeriment com document a llegir als contactes amb els pobles a descobrir, per justificar-ne la conquesta.
Fou constant del segle xvi al xvii l'emigració a Amèrica de clergues espanyols, tant a cobrir-hi els càrrecs beneficials seculars com les missions (sobretot franciscans i jesuïtes). Arribaren a particular importància les reduccions jesuïtes del Paraguai, que foren objecte de polèmica arran dels acords hispanoportuguesos i la seva resistència armada.
El cristianisme americà es feu en bona part a partir del sincretisme religiós (cas clar de la Verge de Guadalupe), quan no per la destrucció de les creences precolombines, fins i tot material, vistes com a idòlatres i demoníaques. Alguns clergues, emperò, hi tingueren un interès antropològic, com frai Bernardino de Sahagún.
L'Amèrica hispana fou una societat compartimentada en "castes", en què la religió complia un paper essencial com amortidor dels conflictes: Juana Inés de la Cruz, China Poblana, Juan Diego Cuauhtlatoatzin i Martí de Porres són exemples dels papers reservats a les dones, als indis i als negres quant a llur funció religiosa.

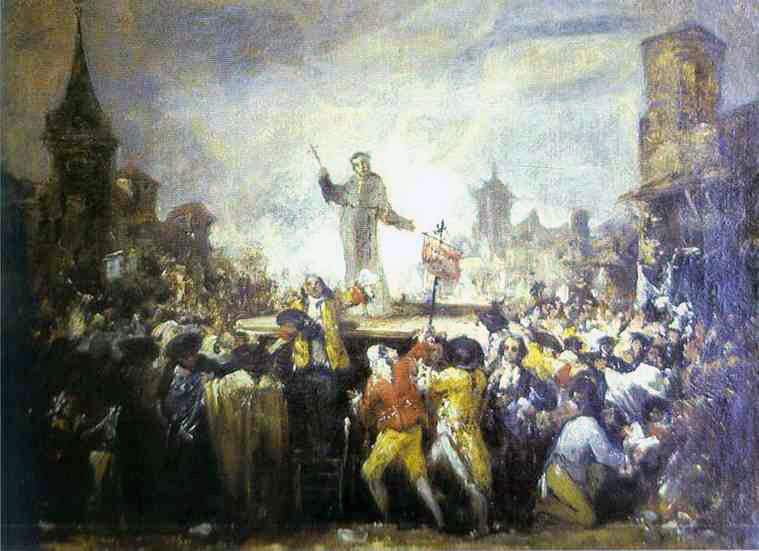
El motí d'Esquilache, de Francisco de Goya.

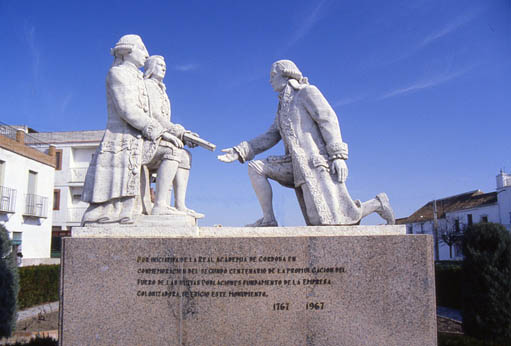
Monument a Pablo de Olavide a La Carlota. La seva negativa a la instal·lació de religiosos, més enllà dels mossèns, a la repoblació de Sierra Morena, fou una de les causes que portaren al seu enfrontament amb els clergues reaccionaris o oposats als il·lustrats, que acabaren per fer-lo portar a un processament inquisitorial i condemna. Ni tan sols la protecció del rei Carles III, sotmès a una tensió d'altura política, fou suficient per alliberar-lo.

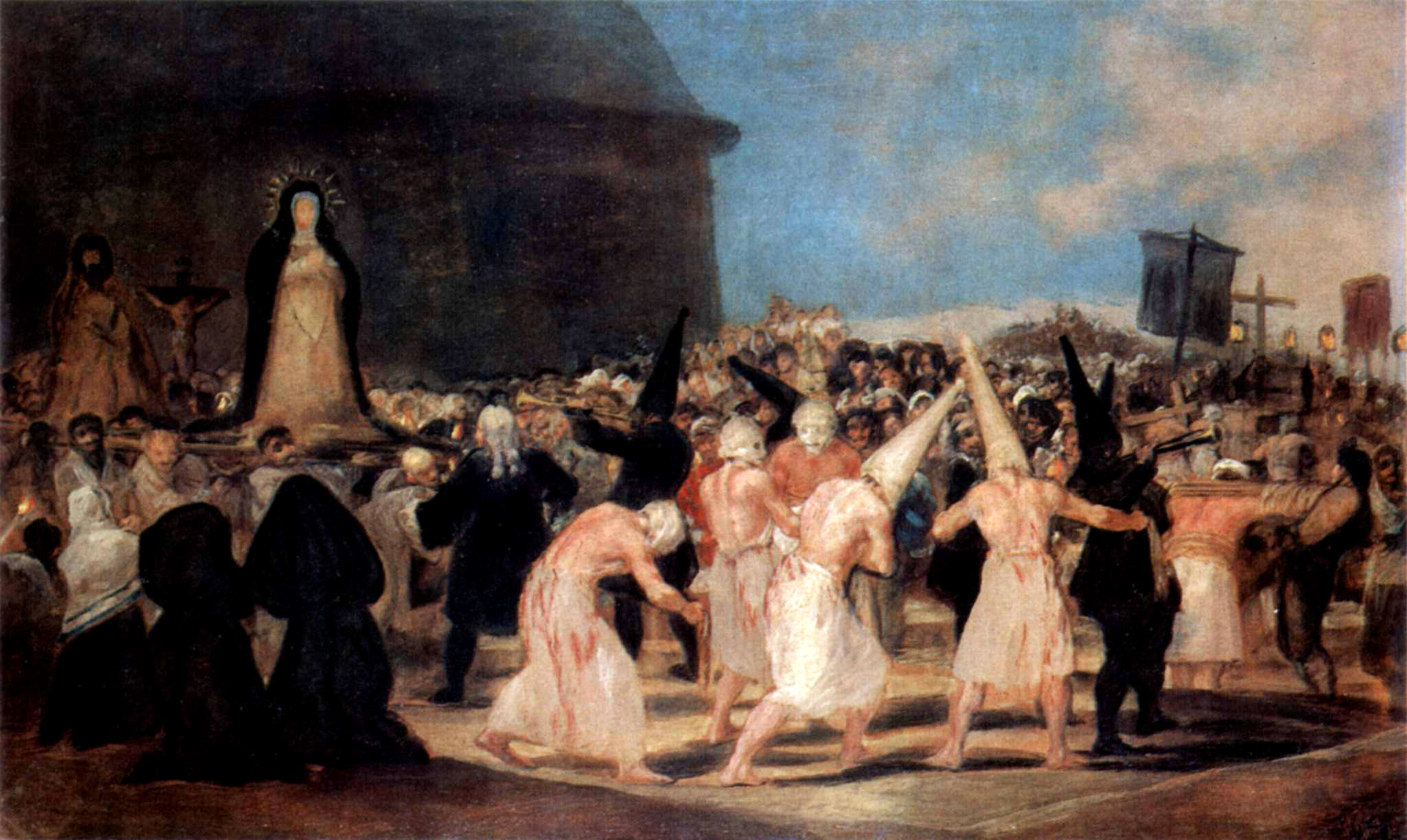
Processó, de Francisco de Goya. El punt de vista il·lustrat critica, considerant-los retrògrads, els aspectes més truculents de la religiositat popular, en aquest cas els deixuplinants.

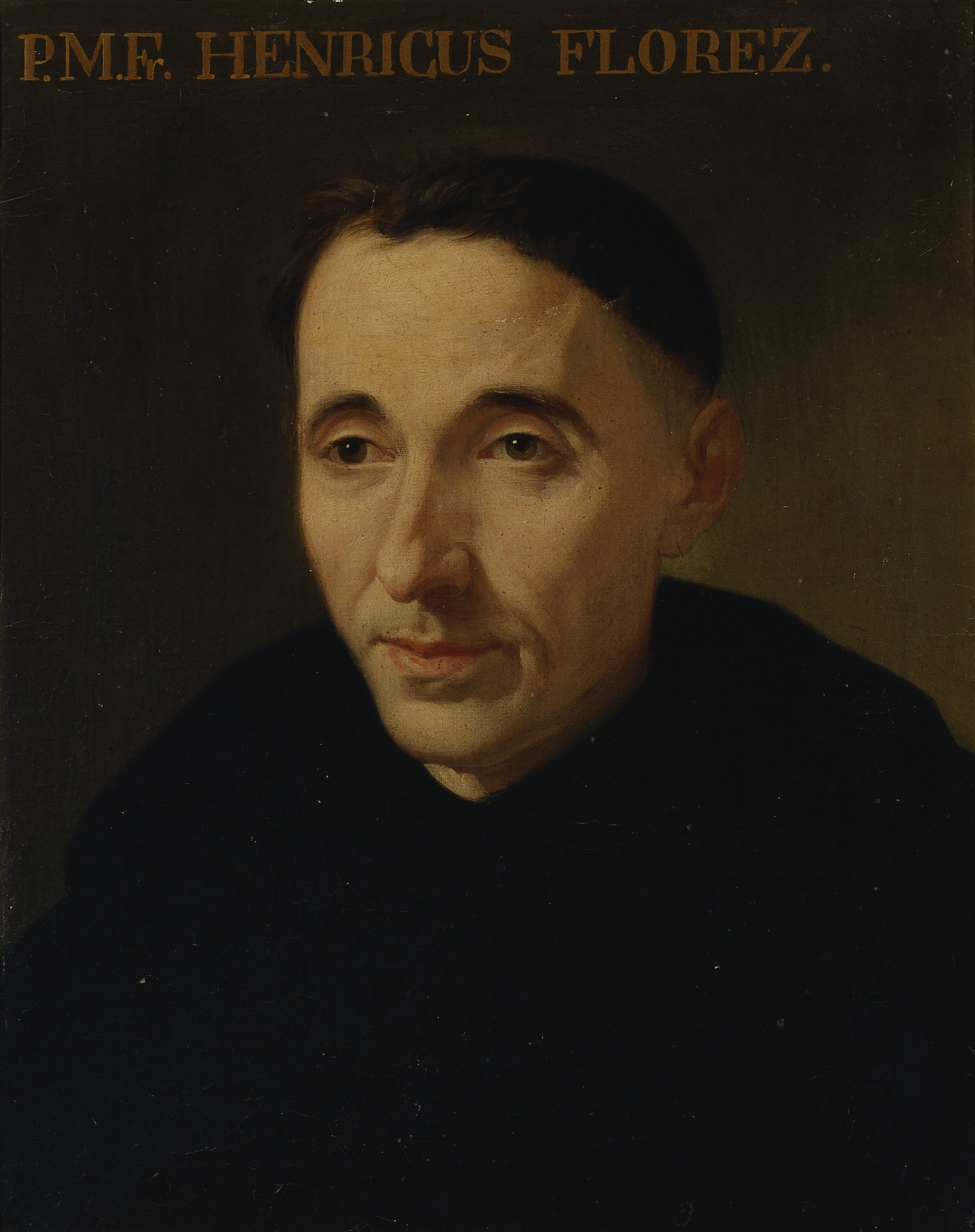
Enrique Flórez, iniciador de la monumental recopilació de fonts historiogràfiques eclesials Espanya Sagrada.

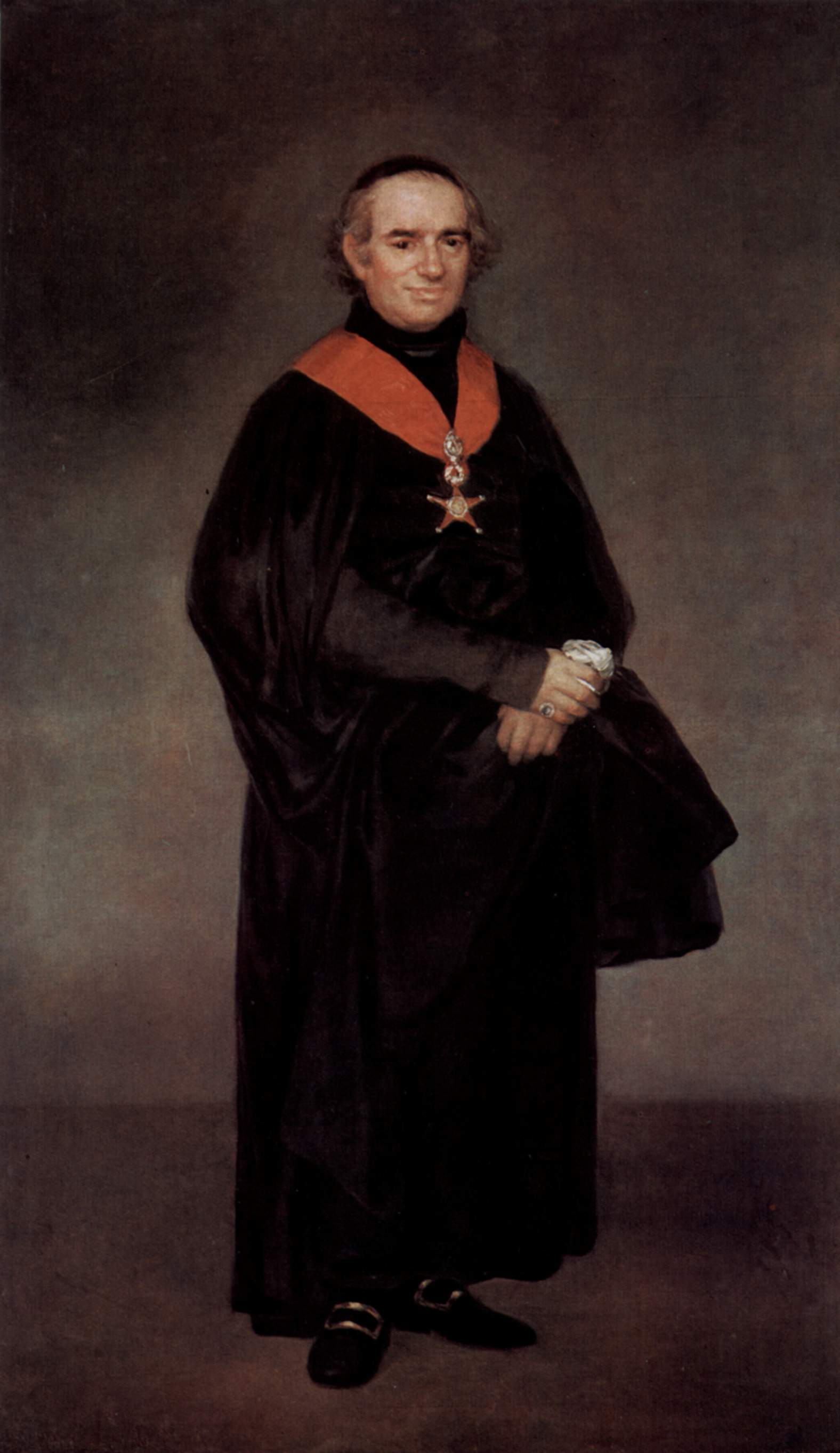
Retrat de Juan Antonio Llorente, de Francisco de Goya (1810). Clergue afrancesat, a la primera part de la seva carrera eclesiàstica tractà de reformar la Inquisició, sense èxit, tot i el suport de Jovellanos (que acabà empresonat). Arribà a la seva cúspide sota la dominació francesa, quan proposà un Reglament per a l'Església Espanyola. Des de l'exili publicà una demolidora Història crítica de la Inquisició a Espanya.

## Crisi de l'Antic Règim

### Regalisme
El Segle de les Llums començà amb una afirmació del regalisme de la nova dinastia borbònica, que accentuà el control del rei sobre el clergat en perjudici del Papa. Les negociacions del Concordat de 1753 tingueren alt-i-baixos, amb enfrontaments interns que suposaren el procés inquisitorial i exili d'un dels principals partidaris del regalisme, Melchor Rafael de Macanaz.
La prerrogativa de regium exequatur (que conferia als reis el dret de retenir fins a donar la seva aprovació les butlles i breus papals) havia estat emprada al segle xvi per Carles V i Felip II, però havia caigut en desús al segle següent. El regalisme de naixement borbònic no feu més que restaurar aquesta règia prerrogativa en temps de Carles III (18 de gener de 1762) i ampliar-ne l'aplicació als afers relacionats amb el dogma. La raó fou la polèmica per la condemna de l'Exposition de la doctrine chrétienne de François Philippe Mesenguey. De totes maneres, poc temps després l'exequatur es declarà en suspens. A més s'establiren els recursos de força, pels quals l'administració de justícia civil (Reial audiència i Consell de Castella) revisarien en apel·lació les sentències dels tribunals eclesiàstics, podent revocar-les i dictar-ne d'altres si hi trobaven vicis de procediment.
A més a més, l'expulsió de la Companyia de Jesús (fortament connectada al Papat) el 1767 representà el punt més extrem al qual arribà la política d'orientació religiosa al segle xviii, sota el regnat de Carles III, influït per Tanucci i el denominat "partit jansenista". L'orientació regalista també es desvià en altres afers econòmicament molt substanciosos: l'expedient sobre la terra amortitzada, la reforma de l'excusat (teòricament el delme del major contribuent de cada parròquia) i diferents disposicions que afectaven el clergat regular (prohibició de qüestacions a les ares tret dels franciscans, mercedaris i trinitaris; prohibició d'ocupacions temporals als monjos (1767) i ajustament del nombre de religiosos a cada convent als seus ingressos (1770).

### Nou ambient intel·lectual
Des de principi del segle xviiis'havia iniciat un nou plantejament de la missió assistencial de l'Església i del valor de la pobresa, com pot veure's en la fundació del Mont de pietat de Madrid pel sacerdot Francisco Piquer Rodilla (1702). La preocupació per la no interferència de la vida religiosa a l'esfera econòmica produí propostes de reforma del calendari laboral, com la de Campomanes, qui el criticava per excessiu, atès que per a alguns oficis gremials i mesos de l'any hi havia gairebé tants dies festius com laborables (no obstant això, prudentment, no criticava les devocions per si mateixes, ni el compliment dels preceptes).
| «                                                                                 | els de festa, fan un menyscabament considerable a la indústria popular; i la mateixa cosa succeeix, si en els dies festius, en què sentint missa és lícit treballar, es dispensen de llurs tasques els artesans, i es lliuren a l'oci i a les diversions | » |
| — Discurs sobre l'educació popular dels artesans i el seu foment, part III (1773) | |   |

Els il·lustrats del xviii foren molt crítics amb l'Església: es satiritzà la degeneració de l'oratòria sagrada (com en la coneguda obra de José Francisco de Isla Fray Gerundio de Campazas, alias Zotes) i es criticà clandestinament la Inquisició (Leandro Fernández de Moratín Crema de bruixes a Logronyo) i la manera en què es reclutava els membres del clergat, que, moltes vegades per falta de vocacions, es comportaven amb freqüència de forma llicenciosa (per exemple, els escàndols de l'abús de les confessions: la sol·licitació). Es criticà fins i tot la implantació territorial del clergat secular, molt espessa al nord d'Espanya i molt dispersa al sud, amb zones a Andalusia, La Manxa, Extremadura i Múrcia, on l'atenció pastoral era molt deficient, mentre es feia visibles a la vida social les figures poc edificants del beneficiat, que acumulava les rendes de diversos beneficis, el capellà que cantava missa amb escassos assistents (o cap, a més de l'escolà) als palaus nobiliaris, del tonsurat, que no exercia cap cura d'ànimes o de qui rebia ordes menors amb l'única finalitat d'adquirir el fur eclesiàstic. Sobretot eren objecte de les crítiques il·lustrades l'excessiu nombre a què havia arribat el clergat regular (quan no la seva pròpia funció o existència), i la distorsió al mercat i impediments per al desenvolupament d'una economia capitalista que significaven en conjunt tant la riquesa de l'Església (les terres i propietats urbanes del clergat, sotmeses a terra amortitzada i les seves rendes, sobretot el delme), com la manera d'emprar-la: no en inversions productives que permetessin una acumulació de capital, sinó en despeses sumptuàries o en subvencionar la pobresa (a les Corts de Cadis un diputat liberal arribà a argumentar que l'Església produïa pobresa justificant-se en haver de socórrer-la). És significatiu que la pobresa evangèlica hagués deixat de ser un valor social, i que les institucions religioses no rebessin crítiques tant per ser riques com per no saber ser-ho: si a l'època feudal es comportaren com un senyoriu més, a la transició al capitalisme no estaven demostrant la mateixa habilitat per convertir-se en empresaris.
Tot és mostra del nou ambient intel·lectual del Segle de les Llums, que s'havia anat gestant a l'Europa nord-occidental des de la crisi de la consciència europea de final del segle xviix i començament del segle xviii, i que tot i que arriba tard a Espanya (tret per una petita part de novatores), es va imposant sobretot a la segona meitat del xviii. Emergeix una nova concepció racionalista, enciclopedista o voltairiana, que en alguns era deisme o panteisme (Bernardo de Iriarte, condemnat amb aquests càrrecs per la Inquisició el 1779; mentre que foren obligats a abjurar dels seus errors el seu germà Tomás de Iriarte, el fabulista, el 1786 i Luis García Cañuelo, editor d'El Censor el 1788) o àdhuc relacionada amb la maçoneria. Els graus en què es compartia aquest programa intel·lectual variaven enormement: les postures crítiques podien ser moderades i perfectament assumibles dins de la major ortodòxia, en la línia d'il·lustració cristiana que havia marcat Benito Jerónimo Feijoo i adoptaren molts clergues (com Ramón Pignatelli) i bona part dels bisbes (Francisco Armañá, José Tormo, José Climent). Algunes posicions eren més extremes, com la de Pedro Centeno (que pretenia depurar el catecisme de Ripalda, arsenal de mentides i enganys i les errates, solecismes i disparats del missal), o la del jansenista Joaquín Lorenzo Villanuev (De la lliçó de la Sagrada Escriptura en llengua vulgar, un atreviment abans de l'autorització de 1782, Recomanació de la lectura de la Bíblia, que encara semblava un costum protestant, i el regalista Catecisme d'Estat segons els principis de la religió de 1793).

### Majoriacasticista
Però la gran majoria de la societat, en tots els estaments, es mantenia dins de posicions tradicionalistes, sobretot en el terreny religiós. És el moment en què apareix l'Espanya Sagrada del Pare Flórez, un monument historiogràfic que cerca en el passat les essències del cristianisme com tret essencial d'allò espanyol. Frai Diego José de Cádiz i altres predicadors caputxins alenaven una religió afectiva i adaptada a les circumstàncies locals, davant de la pietat elitista i uniformadora dels il·lustrats, a través dels sermons massius i de les missions itinerants, que creaven als pobles un clima d'efusiva exaltació gràcies al premeditat ús de recursos teatrals destinats a commoure els cors dels fidels, actuant com una de les principals forces opositores a tots els corrents il·lustrats, fins i tot davant dels recels de bona part del clergat (denominat per aquells com jansenistes).
Cal no oblidar tampoc que l'ascendent dels clergues continuava sent enorme, sobretot entre les masses populars: en la conjuntura crítica del Motí d'Esquilache la plebs de Madrid, que havia iniciat una violenta revolta, reconduí d'una manera organitzada la protesta després de la intervenció del Pare Yecla, un franciscà (del convent de Sant Gil), que es posà una soga al coll i amb un crucifix sortí a l'encontre de les torbes. També es produí, sobretot durant la primera meitat del segle, una intensificació de les peregrinacions a Sant Jaume de Compostel·la.
En l'educació, s'havia produït fins i tot un augment de la influència clerical des del segle anterior, tant entre les elits (col·legis jesuïtes, com el Seminari de Nobles de Madrid, fins a la seva expulsió) com entre el poble baix, gairebé totalment analfabet i confiat a la predicació del capellà o a l'arribada puntual i espectacular de predicadors de missions. Fins i tot els escassos mestres municipals impartien una formació fortament religiosa. Els col·legis escolapis (orde fundat al segle xvii per Josep de Calassanç) aparegueren i s'estengueren en aquesta època. La seva proliferació feu que fossin fins i tot objecte de crítiques economicistes com les d'Olavide: "com ensenyen de franc, treuen llauradors".
Una altra cosa eren les elits, o almenys part d'elles: la pèrdua del monopoli intel·lectual com a conseqüència de la irrupció dels il·lustrats laics originà no pocs xocs, amb víctimes d'ambdós bàndols, com l'expulsió dels jesuïtes (boc expiatori del Motí d'Esquilache, la qual cosa no deixà de ser ben vista per ordes religiosos rivals) i el procés inquisitorial a Pablo de Olavide. L'animadversió per part del catolicisme casticista a tot allò afrancesat tingué la seva oportunitat de tornar a identificar allò espanyol amb allò catòlic a la guerra contra la Convenció (1792), en què els mossèns llegien homilies enceses i patriòtiques contra els francesos ateus i revolucionaris (tingué gran difusió l'obra de Frai Diego de Cádiz El soldat catòlic en guerra de religió). La Guerra d'Independència Espanyola intensificà aquesta actitud del clergat, que arribà àdhuc a prendre les armes (com fou el cas del capellà Merino).
Va aconseguir molta ressonància, però escassa transcendència, el denominat Cisma d'Urquijo (1799), durant la invasió napoleònica dels Estats Pontificis, que tornava als bisbes espanyols algunes atribucions que havia concentrat el Papa (dispenses matrimonials). La mesura fou defensada pel bisbe de Salamanca Antonio Tavira (de tendència jansenista), en aplicació de les idees de l'episcopalista flamenconeerlandès Zeger Bernhard van Espen que estaven en l'ambient europeu des del Sínode de Pistoia (1786) i les mesures de la Revolució Francesa (Constitució Civil del Clergat).

### Revolució liberal
Els debats de la Constitució Espanyola de 1812, malgrat la seva solemne declaració
| «            | La Religió de la nació espanyola és i serà perpètuament la catòlica, apostòlica, romana, única vertadera. La Nació la protegeix per lleis sàvies i justes i en prohibeix l'exercici de qualsevulla d'altra. | » |
| — Article 12 | |   |

associaren la major part del clergat a la facció absolutista, que tingué oportunitat de liquidar l'obra dels liberals a la tornada de Ferran VII, en gran part gràcies a la tasca del canonge Juan de Escoiquiz, antic preceptor del monarca. Amb les Guerres Carlines i la crema de convents de 1835 quedà encara més en evidència la identificació del clergat amb l'absolutisme, la qual cosa donà al ministre liberal Mendizábal l'ocasió de privar-los de la seva base econòmica amb la desamortització de 1836. Contemporàniament, es pot parlar d'un creixent anticlericalisme, i del començament d'un cert procés de descristianització entre les masses populars urbanes i d'algunes zones rurals on el clergat secular no havia tingut una xarxa d'implantació tan densa com en d'altres (com a Andalusia). Aquest incipient problema religiós seria en el futur una de les esquerdes que portarien a l'enfrontament de les Dues Espanyes.
En aquella època es produí també l'abolició definitiva de la Inquisició, que havia rebut amb el llibre de Juan Antonio Llorente una crítica demolidora.

## Reorganització del protestantisme

### Inici de la institucionalització del protestantisme

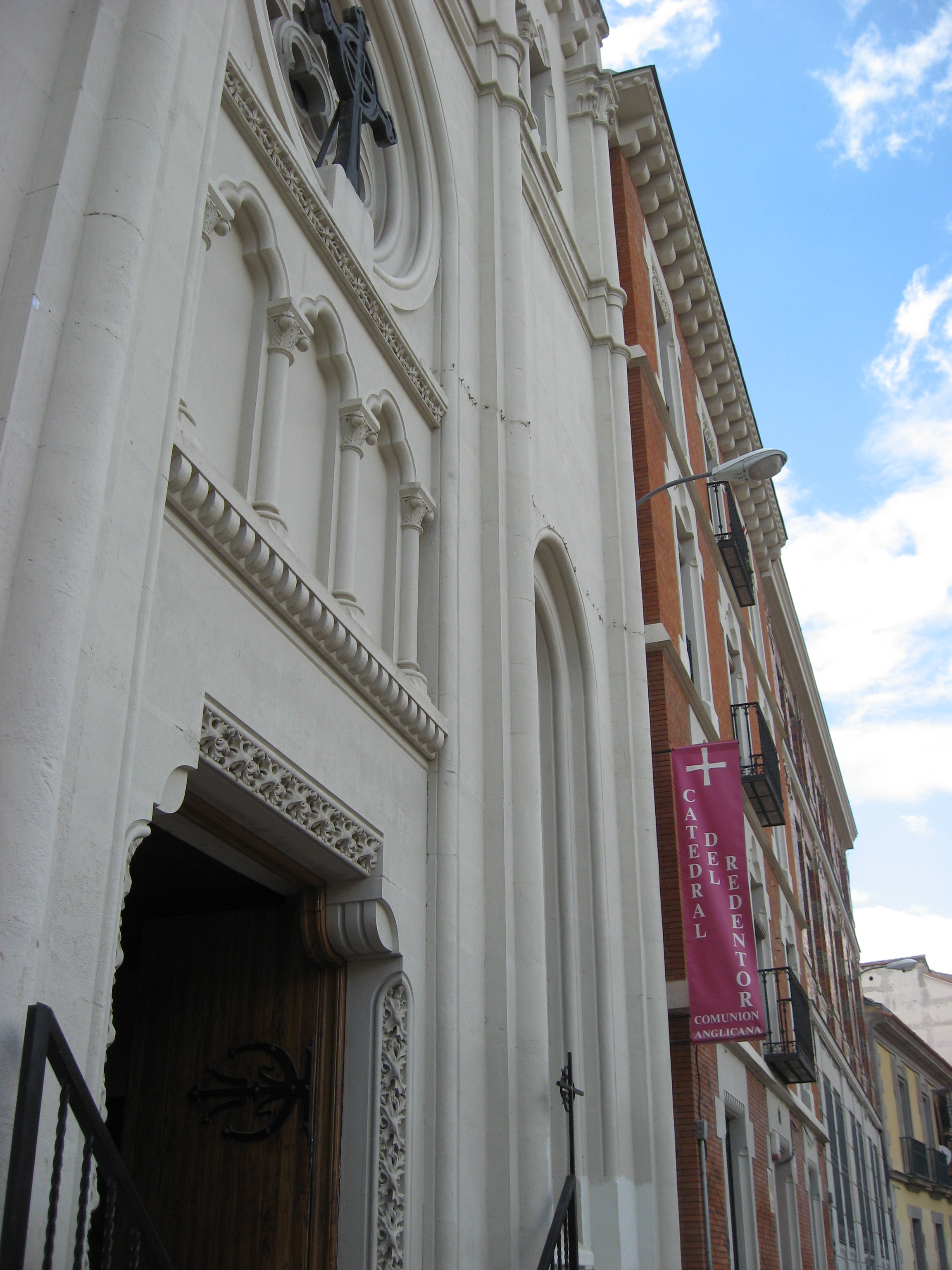
Exterior de la Catedral del Redemptor, a Madrid, l'única catedral de l'Església Espanyola Reformada Episcopal.

A partir del primer terç del segle xix comença un període denominat per alguns historiadors com segona reforma a Espanya en què té lloc l'establiment formal i el desenvolupament d'esglésies i institucions evangèliques que ha continuat després de diverses peripècies fins al dia d'avui.
La reorganització institucional del protestantisme es veu afavorida per la confluència d'almenys tres factors.
El primer i primordial és l'increment de la tolerància envers els estrangers no catòlics residents a Espanya. El 1831 Ferran VII autoritza la construcció de cementiris civils als protestants estrangers.
El segon és l'arribada des de l'estranger de missioners i d'espanyols protestants per estudiar sobre el terreny i començar-hi les tasques de reorganització del protestantisme espanyol. Cal citar Roberto Champan, Guillermo Rule i George Alexander i els espanyols Juan Calderón i Francisco de Paula Ruet.
Per acabar, cal citar els propis evangèlics espanyols que des de la clandestinitat i sumant els seus esforços al dels anteriors, donaren lloc a l'organització, de fet, de les primeres esglésies protestants espanyoles.
L'historiador Gabino Fernández assenyala la ciutat de Cadis i l'any 1838 com el lloc i la data de la primera església evangèlica espanyola.
Amb els governs liberals començà a plantejar-se la possibilitat de permetre la presència i àdhuc predicació de protestants (un interessant testimoni sobre aquesta activitat pot trobar-se en la coneguda obra de George Borrow La Bíblia a Espanya, del 1843). Amb anterioritat, i connectades a l'exili, s'havien produït algunes converses (entre elles la de José María Blanco White), numèricament poc significatives. Guillermo Harris Rule, metodista anglès, prevere a Gibraltar, fundà a Cadis la primera escola el 1838 i la primera església el 1839 del protestantisme espanyol, que funcionà clandestinament fins al 1868. L'exfrare franciscà Juan Calderón es convertí al protestantisme a França el 1824 i a Londres hi fundà les primeres revistes protestants en castellà: El Catolicismo Neto i El Examen Libre, que circularen clandestinament per Espanya entre el 1849 i el 1850. Aleshores es crearen també els primers grupuscles de protestants espanyols a Madrid, Andalusia (Sevilla, Màlaga, Cadis i Granada) i a altres llocs. L'hebraïsta Luis de Usoz publicà els vint-i-dos volums de la seva Col·lecció de Reformistes Espanyols o Reformistes Antics Espanyols (1847-1865), recuperant així amb garanties filològiques les obres prohibides d'espanyols protestants i dissidents de la fe catòlica del segle xvi, si bé aquestes obres no pogueren difondre's sinó de manera semiclandestina. Posteriorment aquesta obra es veié complementada amb la Biblioteca Wiffeniana de Benjamin B. Wiffen, antic col·laborador d'Usoz, i Boehmer. Bíblies i evangelis gratuïts, barats i sense notes s'imprimien fora d'Espanya i s'hi introduïen, la major part de vegades, de contraband.
Un llistat de protestants espanyols només recull deu entrades per al segle xix (a més dels abans citats). Dues d'elles es refereixen a missioners estrangers: l'estatunidenca Alice Gordon Gulick (1847-1903) i l'alemany Friedrich Fliedner (1845-1901). Els vuit espanyols, molts d'ells relacionats entre si i exiliats a Gibraltar el 1863 (a causa de la pressió del govern) són: José Alhama Teba, organitzador de la primera església evangèlica a Granada; Juan Bautista Cabrera Ivars, escolapi que arran de la revolució del 1868 obtingué del General Prim facilitats per a la seva activitat i fundà la primera església evangèlica a Sevilla. Arribà a ser el primer bisbe de l'Església Espanyola Reformada Episcopal (anglicana), rescatant lús de la litúrgia mossàrab; Antonio Carrasco Palomo, organitzador de la primera església evangèlica a Madrid, el 1869; Juan Labrador Sánchez, general d'artilleria de l'armada; Lorenzo Lucena Pedrosa, catedràtic de teologia i vice-rector, que feu carrera eclesiàstica a Gibraltar i a Anglaterra; Manuel Matamoros García, empresonat per la seva activitat religiosa el 1861; Pere Sala i Vilaret, inicialment sacerdot catòlic, filòsof, atenista i professor d'un col·legi protestant d'ensenyament mitjà a Madrid, que acabà per abandonar la seva militància protestant; i Luis Usoz y Río, proper als quàquers, filòleg i editor de Reformistas antiguos españoles, del 1847 al 1880, especialista en Juan de Valdés, que reuní una biblioteca de 10.000 volums, avui dia a la secció de rars de la Biblioteca Nacional d'Espanya.

### Sexenni democràtic i la Primera República Espanyola

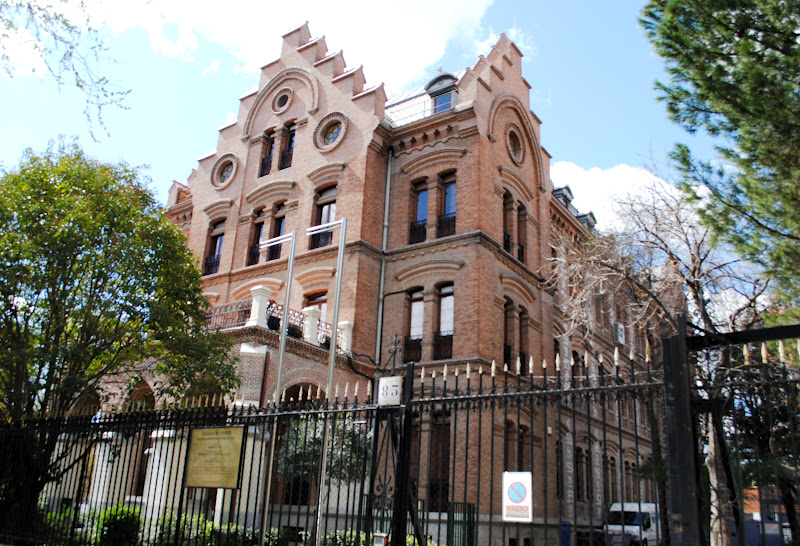
Església de Crist Madrid. Temple de l'Església Evangèlica Espanyola a Madrid.

Després de la Revolució de 1868 la situació dels protestants espanyols es veié notablement afavorida. El govern provisional concedeix mitjançant decret la llibertat de culte el 1868. En aquest període es fundaren públicament esglésies, escoles, diaris, editorials, hospitals, llars d'ancians i orfelinats.
Als col·legis evangèlics s'hi instauraren els últims mètodes pedagògics europeus, afavorint un ensenyament plural i mixt a l'estil de la Institució Lliure d'Ensenyament.
També es produïren decidits esforços en altres plans d'índole social com és el cas de l'actuació del pastor protestant Antonio Carrasco, un amic d'Emilio Castelar, que com a sotspresident de la Societat per a l'Abolició de l'Esclavitud, treballà eficaçment juntament amb altres protestants en pro de l'abolició de l'esclavitud a les colònies espanyoles de Puerto Rico i de Cuba.
Els llocs de més implantació de les esglésies evangèliques foren Andalusia, Madrid, Catalunya, Balears i Galícia.
El 24 de gener de 1869 Julio Vizcarrondo (abolicionista d'origen portoriqueny), com a president del Comitè Central de la Unió Evangèlica Espanyola, obtingué llicència municipal per celebrar públicament culte protestant a Madrid. Les divisions entre els protestants espanyols multiplicaren les denominacions de llurs esglésies: la primera assemblea de l'Església Reformada Espanyola (1869) donarà pas a l'Església Cristiana Espanyola (1871) i a l'Església Evangèlica Espanyola (1897), totes elles de política presbiteriana. La política episcopal produí una escissió denominada Església Espanyola Reformada Episcopal (anglicana, el 1880), la de Juan Bautista Cabrera. D'altra banda, les esglésies baptistes es fundaren a Madrid el 10 d'agost del 1870. En aquest mateix any de 1870 el missioner protestant espanyol Félix Moreno Astray fundà un actiu nucli en ple arquebisbat de Toledo, a Camuñas, i un altre igualment de pròsper a Alcázar de San Juan el 1874.

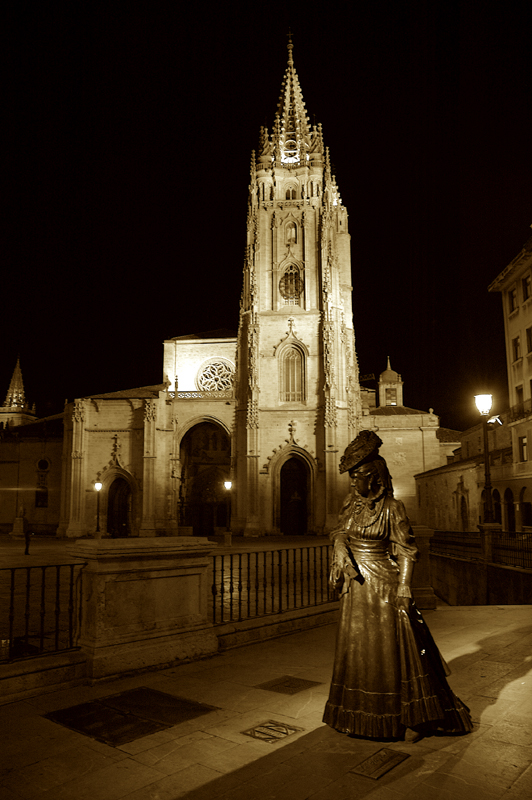
Escultura de La Regenta, davant de la Catedral d'Oviedo. La novel·la naturalista de Clarín reflecteix crudament la nova posició de l'Església a l'Espanya del darrer quart del : assentada la nova classe denominant —alta burgesia i aristocràcia—, el clergat (representat a la novel·la per Don Fermín de Pas, que des d'orígens humils ha aconseguit arribar a canonge magistral) s'esforça per adaptar-se de forma realista a la nova situació, comprovada com impossible la tornada a l'Antic Règim: la influència que el confessionari atenyia sobre les dones d'alta posició (Ana Ozores, la Regenta, jove dona del regent de l'audiència) es percebia com un valor inapreciable.

| «                                                               | Ja podeu recórrer Espanya amb la Bíblia sota el braç | » |
| — Entrevista de Prim amb Juan Bautista Cabrera, Algeciras, 1868 |                                                      |   |

## Cristianisme a l'Espanya burgesa
El regnat d'Isabel II d'Espanya començà amb un enfrontament clar dels liberals contra el clergat, però la situació es reconduí després del Conveni de Bergara. La recerca d'un apropament de la intel·lectualitat catòlica a la nova situació l'encarna l'obra i trajectòria vital del sacerdot i filòsof Jaume Balmes i Urpià (1810-1848) —autor d'El Criterio, El protestantismo comparado con el catolicismo en sus relaciones con la civilización europea i el manual La religión demostrada al alcance de los niños—, partidari de l'obertura liberal de Pius IX, davant de la incomprensió de la major part de l'opinió catòlica espanyola, profundament tradicionalista, i que fins i tot pretengué superar la divisió dinàstica amb un matrimoni entre Isabel II i Carles II de Parma, hereter de la branca carlina.
Els governs moderats es reconciliaren amb el papat, i firmaren el Concordat de 1851. La clau fou la renúncia del clergat a la recuperació dels béns desamortitzats, mentre que l'estat es comprometia al manteniment d'un pressupost de culte i clergat. Espanya continuaria sent un estat confessional, amb capellanies a l'exèrcit i a les presons. Es mantindrien les peculiaritats del dret canònic i la condició catòlica del matrimoni. La pròpia reina es va fer envoltar del que Valle Inclán anomenava la cort dels miracles, en què figuraven Sor Patrocini i Sant Antoni Maria Claret, fundador dels claretians. Isabel II va rebre la Rosa d'Or, la més important condecoració papal, que suposava un suport no per simbòlic menys important, tenint en compte que fins aleshores el pretenent carlí havia estat millor vist per la jerarquia eclesiàstica.
La revista jesuïta Razón y Fe se centrà en la defensa de la funció docent de l'Església, tant a les escoles públiques com a les de les congregacions religioses, presentant-hi l'ensenyament confessional reconegut al Concordat com una funció patriòtica.
El Sexenni Democràtic significà un nou període de desencontre entre governs progressistes, demòcrates i republicans i l'Església, que no estava en condicions d'organitzar un partit polític amb prou base electoral, com el Partit del Centre alemany. Els anomenats neocatòlics no foren pas una força parlamentària decisiva. Cal recordar que qüestions com la sobirania nacional o el propi concepte de liberalisme havien estat recentment declarats anatemes per l'Església Catòlica. Ja en època de la Restauració, tingué una àmplia difusió el llibre de Fèlix Sardà i Salvany El liberalisme és pecat (1884), que rebia el sobrenom de la Bíblia dels intransigents. La Constitució Espanyola de 1869 fou la primera de les espanyoles a reconèixer la llibertat religiosa, el matrimoni civil i els drets civils plens per als no catòlics (article 27). El codi civil del 1889, en el context novament confessional de la Restauració, reconeixia dues formes de matrimoni: el civil i el canònic que han de contraure tots els que professen la religió catòlica, frase que suscità diferents interpretacions.
L'Església protagonitzà un espectacular ressorgiment a Espanya al darrer quart del segle xix, gràcies a l'actualització de la seva funció social. Estimulada pel papat, dugué a terme un ample programa d'actuació social, sobretot en ensenyament i en tasques assistencials. La doctrina social de l'Església, definida pel magisteri pontifici, es difongué sense tensions greus, tot i que un sector estava intranquil pel que es percebia com una sensibilitat massa avançada, malgrat el seu evident paternalisme i actitud de resposta a l'amenaça de l'enquadrament obrer amb els moviments socialistes i anarquistes. Si les encícliques em despullen, em faré cismàtic, arribà a dir un diputat.
Els Cercles Catòlics d'Obrers (que no havien tingut massa èxit a França o Bèlgica) foren introduïts pel jesuïta Antoni Vicent, per restaurar la caritat i l'abnegació en el patronatge i la paciència i la religiositat en l'obrer. Mai no passaren de ser centres pietosos i d'oci a locals cedits pels patrons. Encara que s'estengueren per tot Espanya, el 1900 estava clar que només tenien una presència efectiva a zones rurals, on desenvoluparen alguns projectes cooperatius. Fins i tot canonges com Maximiliano Arboleya els censuraven per insistir més en les obligacions dels obrers que no pas en les dels capitalistes, i no proposar seriosament la reivindicació de drets ni la reparació d'injustícies. El jesuïta Sisinio Nevares promogué la Confederació Nacional Catòlica Agrària.
L'exigència que els ensenyaments a la universitat fossin conformes a la doctrina catòlica produí la sortida d'un nodrit grup d'intel·lectuals propers al krausisme, encapçalats per Francisco Giner de los Ríos, que fundaren la Institució Lliure d'Ensenyament. La intel·lectualitat catòlica també comptava amb figures de nivell, com el polígraf Marcelino Menéndez Pelayo.
El 1902, la Institució Lliure d'Ensenyament i altres institucions laiques no arribaven a les cent escoles, mentre que les dirigides per institucions religioses eren gairebé cinc mil, repartides entre 294 comunitats religioses masculines i 910 femenines. Exercien a la pràctica el monopoli de l'ensenyament secundari (un 80% de l'alumnat). L'interès per augmentar la seva presència també a l'escola primària, on només estava escolaritzat en centres religiosos un terç dels alumnes, produí la fundació de les Escoles de l'Ave Maria pel sacerdot i pedagog Andrés Manjón.

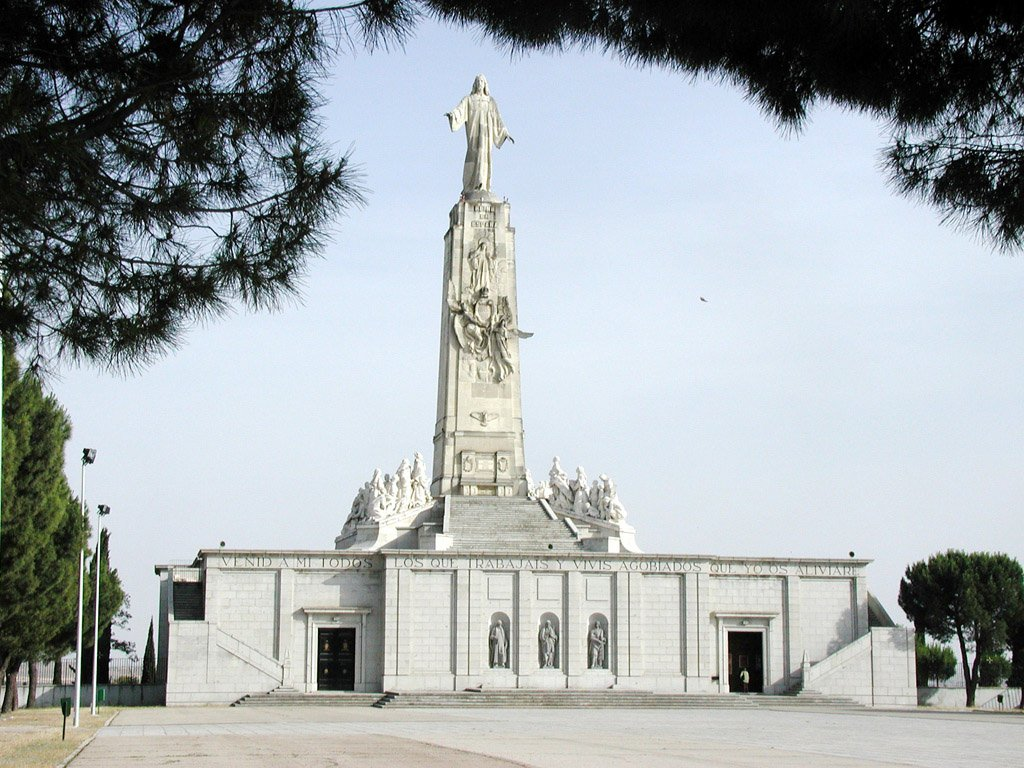
El santuari del Puig dels Àngels, al centre geogràfic d'Espanya, es construí com a monument a la Consagració d'Espanya al Sagrat Cor de Jesús. Durant la Guerra Civil fou "afusellat" pels milicians republicans, i posteriorment, "desgreujat" per la victòria de Franco.

## seglexx
Des de l'inici del segle, l'acció social catòlica es reorientà des de l'interclassisme dels Cercles Catòlics a la creació de sindicats catòlics que representessin únicament els obrers, tot i que no tingueren un creixement comparable als sindicats d'esquerra, tret dels de Biscaia i Guipúscoa, on aparegué Solidaritat dels Treballadors Bascos, un sindicat d'orientació catòlica i nacionalista basca, proper al Partit Nacionalista Basc.
La Setmana Tràgica (1909) evidencià el distanciament de l'Església a què havia arribat la classe obrera concentrada a Barcelona, la ciutat més important en població i en indústria, de miserables condicions de treball i sotmesa al reclutament per a la Guerra d'Àfrica. El seu descontentament, que el moviment obrer anarquista i socialista no va saber canalitzar cap a enemics de classe més objectivament evidents, fou fàcilment canalitzat cap a objectius de gran força simbòlica per la demagògia lerrouxista:
| «                                                | Joves bàrbars d'avui, entreu a sac en la civilització decadent i miserable d'aquest país sense ventura, destruïu els seus temples, acabeu amb els seus déus, alceu el vel de les novícies i aixequeu-les a la categoria de mares per virilitzar l'espècie, penetreu en els registres de la propietat i feu fogueres amb els seus papers perquè el foc purifiqui l'infame organització social, entreu a les llars humils i feu-hi aixecar legions de proletaris, perquè el món trontolli davant dels seus jutges desperts. | » |
| — Alejandro Lerroux (1906) ¡Rebeldes!,¡Rebeldes! | |   |

La Llei del Cadenat (1910), promulgada pel govern de Canalejas, va impedir l'establiment de nous ordes religiosos, l'expansió dels quals era vist amb recel pels liberals dinàstics, l'anticlericalisme dels quals no era tan radical com el de l'oposició republicana.
Amb la creació del Ministeri d'Instrucció Pública començà un enfrontament explícit entre els governs liberals i l'ensenyament religiós. Amb motiu dels decrets que pretenien controlar la contractació de professors, l'arquebisbe de Sevilla pronuncià al Senat (1901) un discurs que per primera vegada l'Església propugnava la defensa de la llibertat d'ensenyament (fins aleshores considerada un anatema, com en l'escàndol de l'expulsió dels krausistes): el monopoli de l'ensenyament... era el camí obert a l'esclavitud dels esperits, mentre que la "llibertat d'ensenyament, per l'emulació que crea, fa que tots treballin per augmentar els seus coneixements... ensenyants i ensenyats, mestres i deixebles". Es crea la Federació d'Amics de l'Ensenyament (FAE) i és aprovada pel Papa la Institució Teresiana (1924, encara que havia estat iniciada el 1911 per Sant Pedro Poveda).
Els primers anys del segle són també els del llançament d'una capçalera periodística que representarà l'opinió catòlica: el diari El Debate.